# Cathédrale Saint-Étienne de Cahors
Pour les articles homonymes, voir Saint-Étienne (homonymie).
Cette  cathédrale n’est pas la seule cathédrale Saint-Étienne.
La cathédrale Saint-Étienne de Cahors est une cathédrale catholique romaine, située à Cahors, dans le département du Lot, en région Occitanie. Édifiée à partir du XIIe siècle, elle est un des plus vastes édifices français à coupoles sur pendentifs et mêle éléments romans et gothiques (chœur).
Elle abrite la Sainte Coiffe, relique qui aurait enveloppé la tête du Christ lors de sa mise au tombeau.
Cette cathédrale fait l’objet d’un classement au titre des monuments historiques par la liste de 1862,. Elle est également inscrite au patrimoine mondial de l'UNESCO au titre des chemins de Saint-Jacques-de-Compostelle en France depuis 1998.
En 2020, un nouvel arrêté de classement au titre des monuments historiques se substitue aux précédentes mentions.

## Histoire
L'histoire de la cathédrale n'est pas parfaitement connue ; tous les historiens ne s'accordent pas sur les dates de construction de ses différentes parties.
Pour Joseph Daymard, une première cathédrale a probablement été construite du temps de saint Martial qui a introduit le christianisme dans la région, vers 260. Cependant l'analyse des textes anciens a montré que l'évangélisation du Quercy par saint Martial et saint Génulphe est légendaire. Le premier évêque attesté de Cahors est Florentius en 405.
Il est possible que cette première église ait été détruite par Théodebert (ou Thibert), fils de Chilpéric Ier, quand il a pris la ville et la détruisit en 574. La cathédrale a été reconstruite car elle est citée plusieurs fois dans la vie de saint Didier, évêque de Cahors, ainsi que les bâtiments qu'il a fait construire, en particulier le palais double qu'il avait bâti pour lui et ses clercs au nord de la cathédrale, l'oratoire dédié à saint Martin dans la cathédrale, et ses donations aux établissements religieux de son diocèse.
De même, le testament de saint Didier mentionne que la cathédrale de Cahors existait au même emplacement. Cette église a dû être de nouveau détruite, soit en 732 par les Sarrasins, ou en 763, par Pépin le Bref quand il lutte contre le duc d'Aquitaine Waïfre. Une troisième cathédrale a dû être reconstruite sous le règne de Charlemagne ou ses successeurs et qui aurait subsisté jusqu'à la cathédrale actuelle à file de coupoles.

### Époque romane

Plan actuel de la cathédrale.

Sous l'influence de la réforme grégorienne, le chapitre de chanoines dépendant de la cathédrale est réorganisé à partir du XIe siècle. Son évêque, Géraud de Cardaillac, lui octroie une dotation dans son testament. Avec l'appui du pape Urbain II puis de ses successeurs, le chapitre récupère également des biens qui, lui ayant anciennement appartenu, avaient été accaparés par des laïcs. Cet enrichissement permet d'envisager la construction d'une nouvelle cathédrale et d'un cloître.
Les travaux ont lieu au début du XIIe siècle et le maître-autel est consacré le 27 juillet 1119 par le pape Calixte II. Les travaux se poursuivent toutefois après cette consécration. Pour Mireille Bénéjeam-Lère, ils se seraient achevés un peu après 1140 avec la construction du portail nord. Pour Maurice Scellès et Gilles Séraphin, ils auraient continué plus longtemps ; les coupoles pourraient en particulier avoir été édifiées seulement à la fin du XIIe siècle, voire au début du XIIIe. De cette première période de construction, en style roman, dateraient la nef ainsi que les portails nord et sud. Scellès et Séraphin émettent l'hypothèse que le chœur aurait initialement possédé un déambulatoire, détruit au moment de la construction des coupoles.
La coupole centrale, comportait, à hauteur de la nef et du chœur, une représentation de la Cène, qui a été cachée par une couche de ciment lors d'une précédente restauration.

### Époque gothique

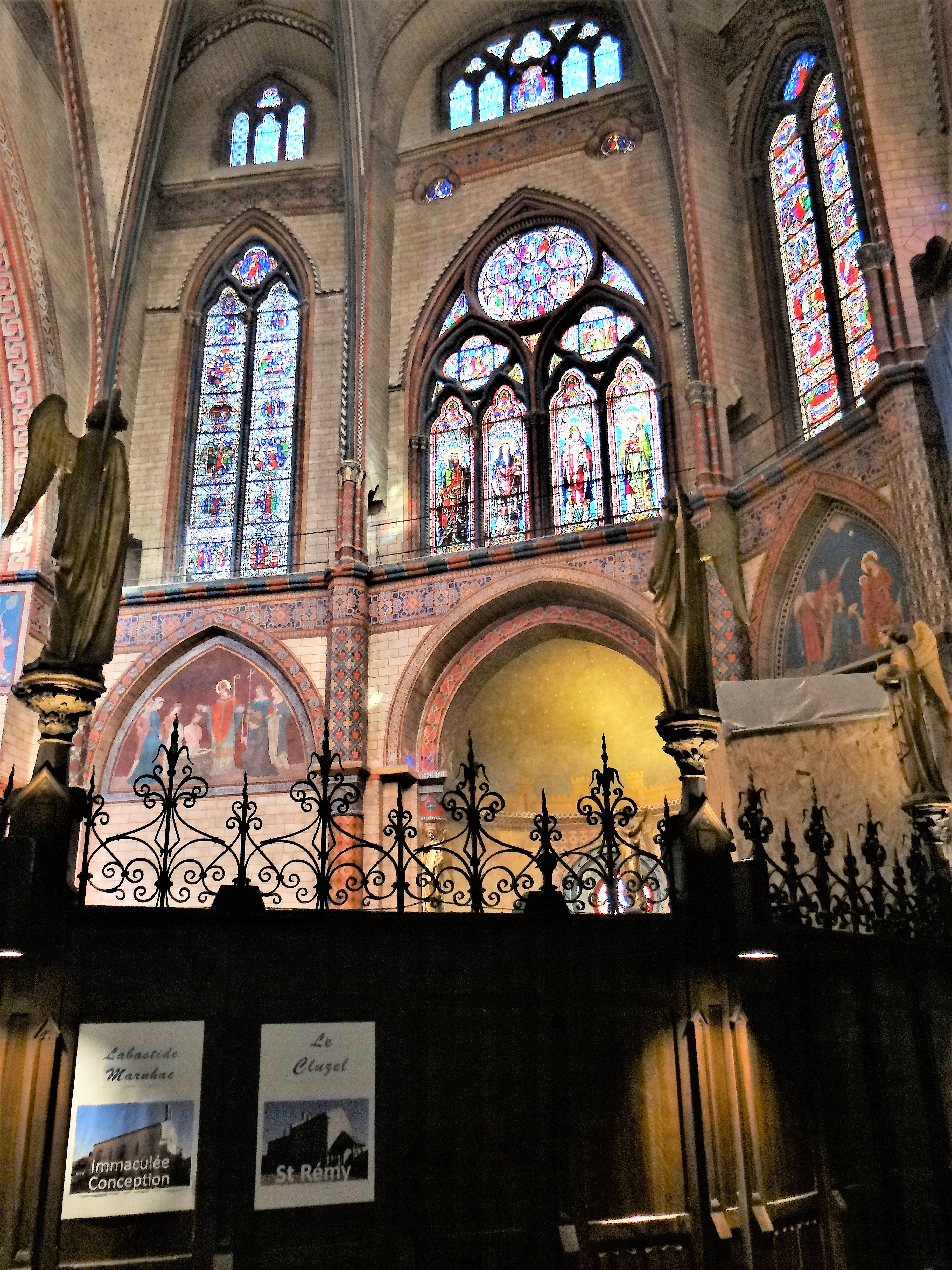
Élévation du chœur.

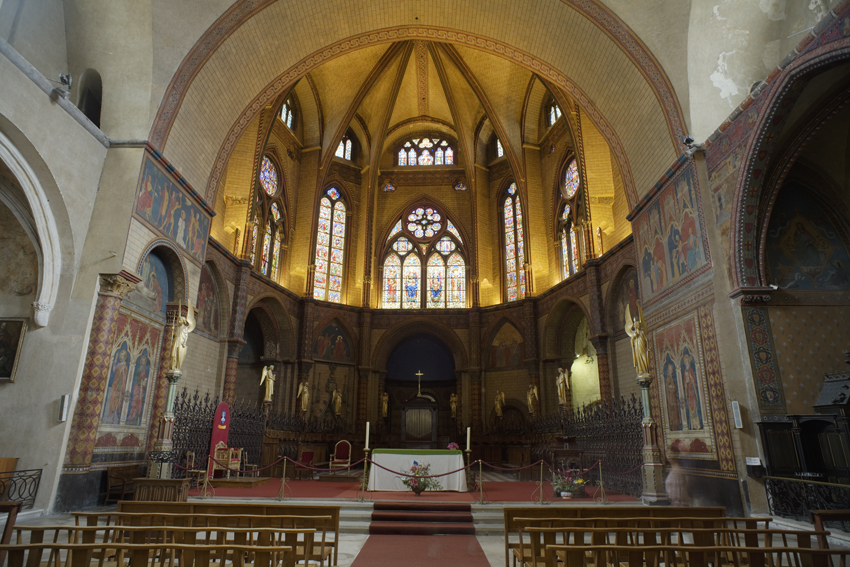
Chœur de la cathédrale ; l'étage roman et les trois étages gothiques distincts (arcatures, premier étage de fenêtres, deuxième étage de fenêtres) sont bien visibles.

Une nouvelle vague de travaux a lieu au XIIIe siècle, dans le style gothique. Elle aurait débuté vers 1280, sous l'impulsion de l'évêque Raimond de Cornil, selon Durliat et Bénéjeam-Lère, mais dès le milieu du XIIIe siècle pour Scellès et Séraphin. Sur la base romane qui est conservée jusqu'au niveau supérieur des absidioles d'après Paul Abadie, l'abside est surélevée de trois niveaux distincts. Certaines discontinuités architecturales observables dans cette partie du bâtiment seraient dues à des modifications apportées en cours de route au projet de construction. Le chœur est pourvu de sa voûte. Deux chapelles latérales sont construites au nord et deux au sud.
Le massif occidental est également de style gothique. On supposait depuis le XIXe siècle qu'il avait été construit à partir de 1309 mais, pour Scellès et Séraphin, la construction aurait plutôt débuté à la fin du XIIIe siècle,. Cette datation est approuvée par des auteurs ultérieurs, sur la base d'une analyse stylistique du décor sculpté du portail occidental.
La chapelle adjacente au portail sud (dédiée à sainte Anne) ainsi que la chapelle saint Martin datent vraisemblablement du XIVe siècle.
À l'achèvement de la guerre de Cent Ans, dans un contexte de reprise économique, plusieurs chapelles sont à nouveau construites. La chapelle profonde, construite à l'emplacement de l'absidiole sud, dédiée à Notre-Dame, consacrée le 14 novembre 1484 par Antoine d'Alamand, et la petite chapelle située entre les absidioles nord et est sont construites à la fin du XVe siècle ; l'actuelle chapelle Saint-Gausbert, à l'est du cloître, l'est vers 1500. Le cloître est également reconstruit à partir de la dernière décennie du XVe siècle.

### À partir duXVIIesiècle
Aux XVIIe et XVIIIe siècles, quelques modifications sont encore apportées à l'intérieur de l'église. Les coupoles sont dotées d'une balustrade. Le maître-autel est reconstruit, ainsi que le jubé. La tribune de l'orgue de chœur de la maison Harry est installée en 1722 ; une autre tribune, réservée aux chanoines, est installée sur le mur nord, condamnant l'entrée par le portail roman. En 1738 est installée la chaire. À l'exception de celles des coupoles, les peintures gothiques, passées de mode, sont recouvertes d'un badigeon.
Pendant la Révolution française, le chapitre canonial est supprimé et la cathédrale affectée au culte de la Raison. Le culte catholique y est rétabli en 1795. Toutefois, la cathédrale, mal entretenue, a besoin d'être rénovée.

### Restauration de la cathédrale auXIXesiècle
Des réparations ont lieu dans le chœur et l'absidiole nord dans la première moitié du XIXe siècle ; le portail roman du mur nord est dégagé en 1862.
Au début des années 1840, le service des monuments historiques commence à envisager un projet complet de restauration. Viollet-le-Duc, consulté, ne s'y montre pas favorable en raison, selon lui, du caractère « confus » du bâtiment. Des projets sont établis par les architectes diocésains successifs, Paul Abadie qui succède à Charles Hector Malo, Charles Lainé puis Victor Tourrette, mais les travaux ne commencent qu'à la fin des années 1860, sur l'insistance de l'évêque Pierre-Alfred Grimardias. L'abside est restaurée et réaménagée. Elle est en particulier dotée d'une crypte funéraire ; les anciennes peintures gothiques y sont débarrassées de leur badigeon et des vitraux sont posés. Les combles masquant les coupoles sont supprimés. En 1890, des traces de peintures sont découvertes à l’intérieur des coupoles.

Images anciennes de la cathédrale
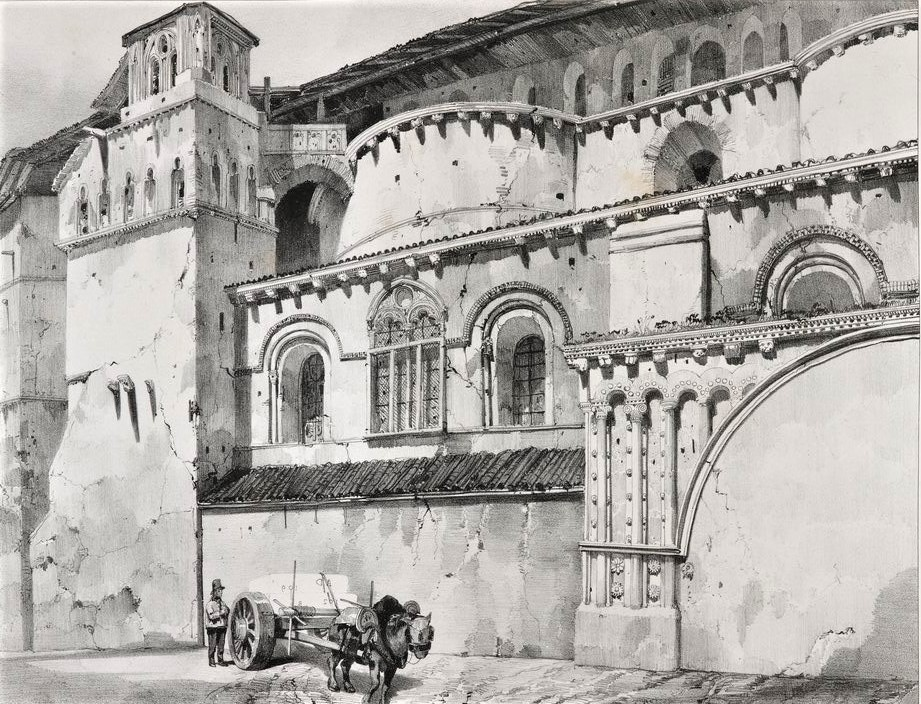
Élévation nord de la cathédrale Saint-Étienne de Cahors par Adrien Dauzats, dans Charles Nodier, Justin Taylor, Alphonse de Cailleux, Voyages pittoresques et romantiques dans l'ancienne France, 1834, volume 2.
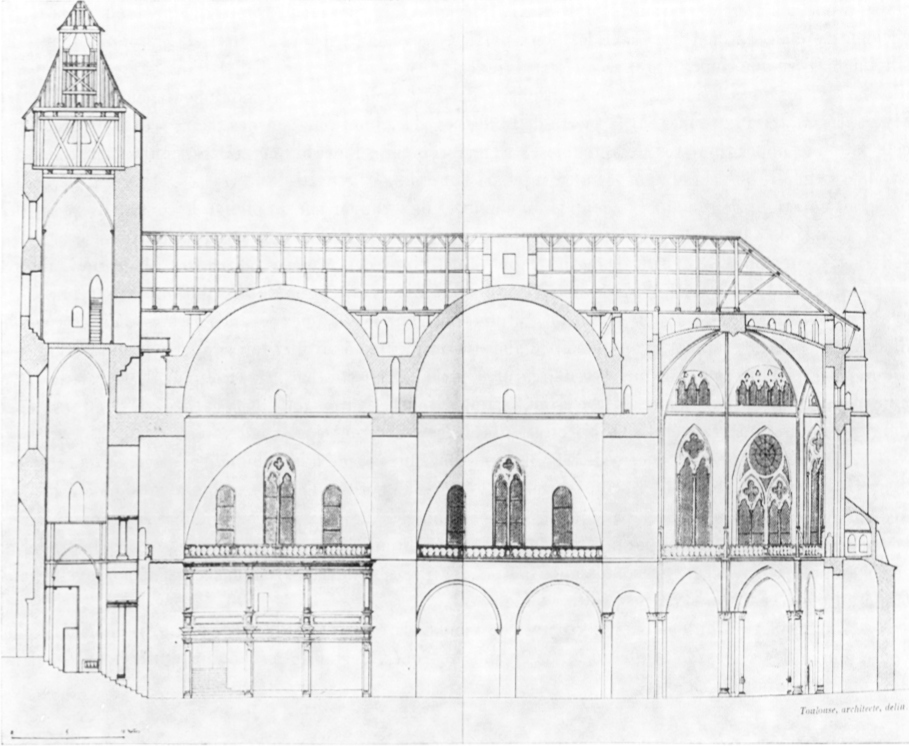
Dessin de 1841 représentant la cathédrale, en coupe. On y voit les combles au-dessus des coupoles.
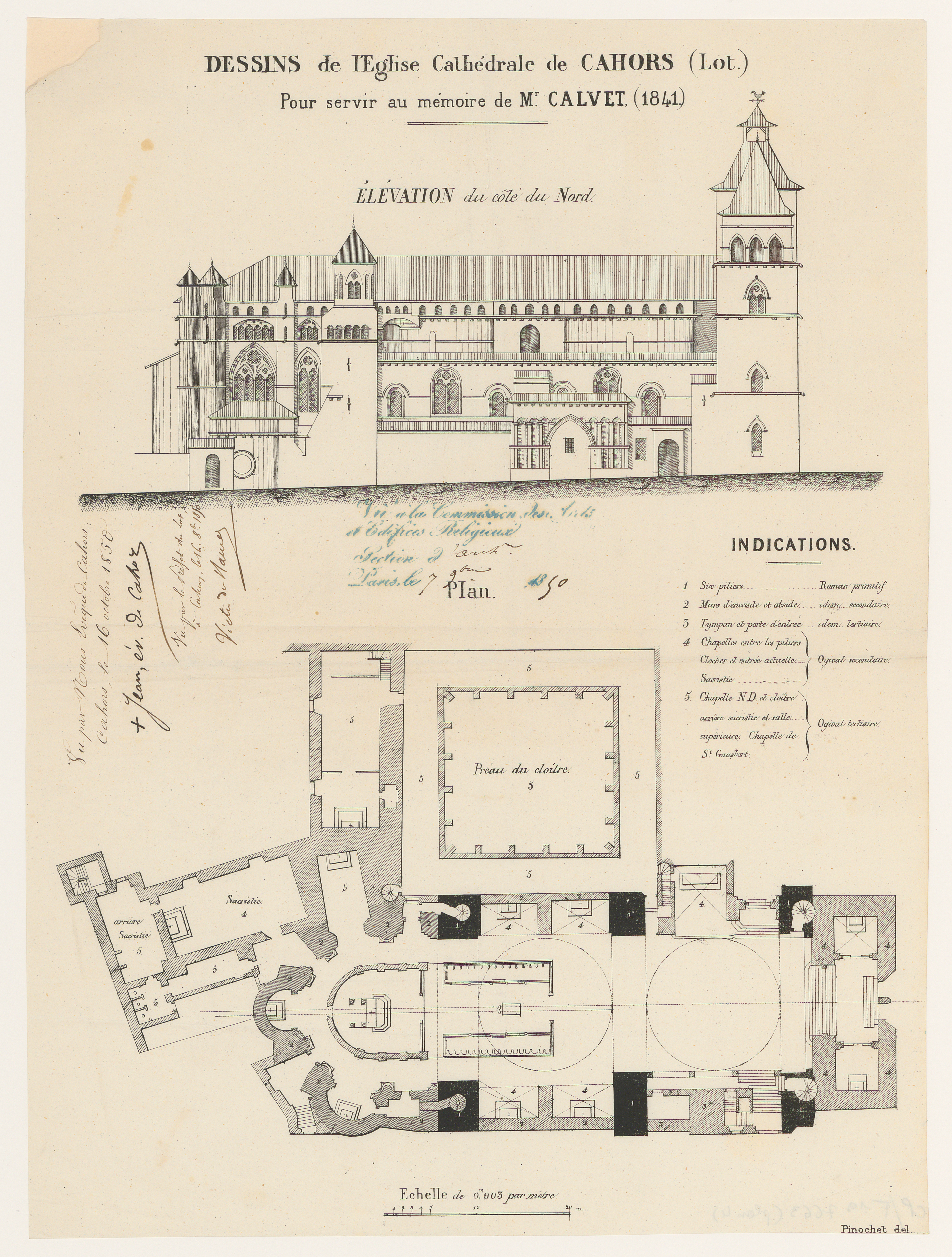
Dessin de l'église cathédrale de Cahors (1850).
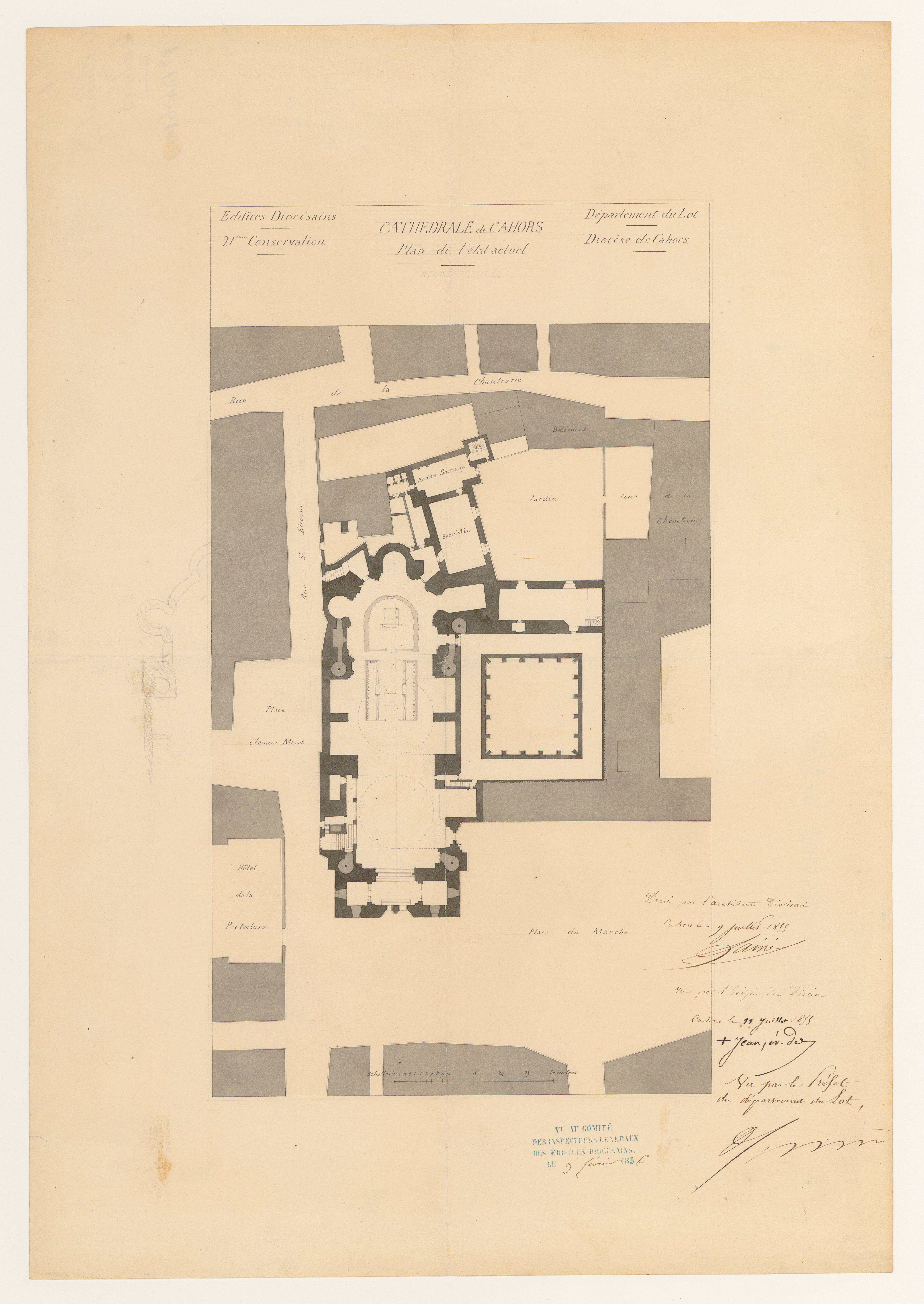
Plan de la cathédrale de Cahors, par C. Lainé (1855).
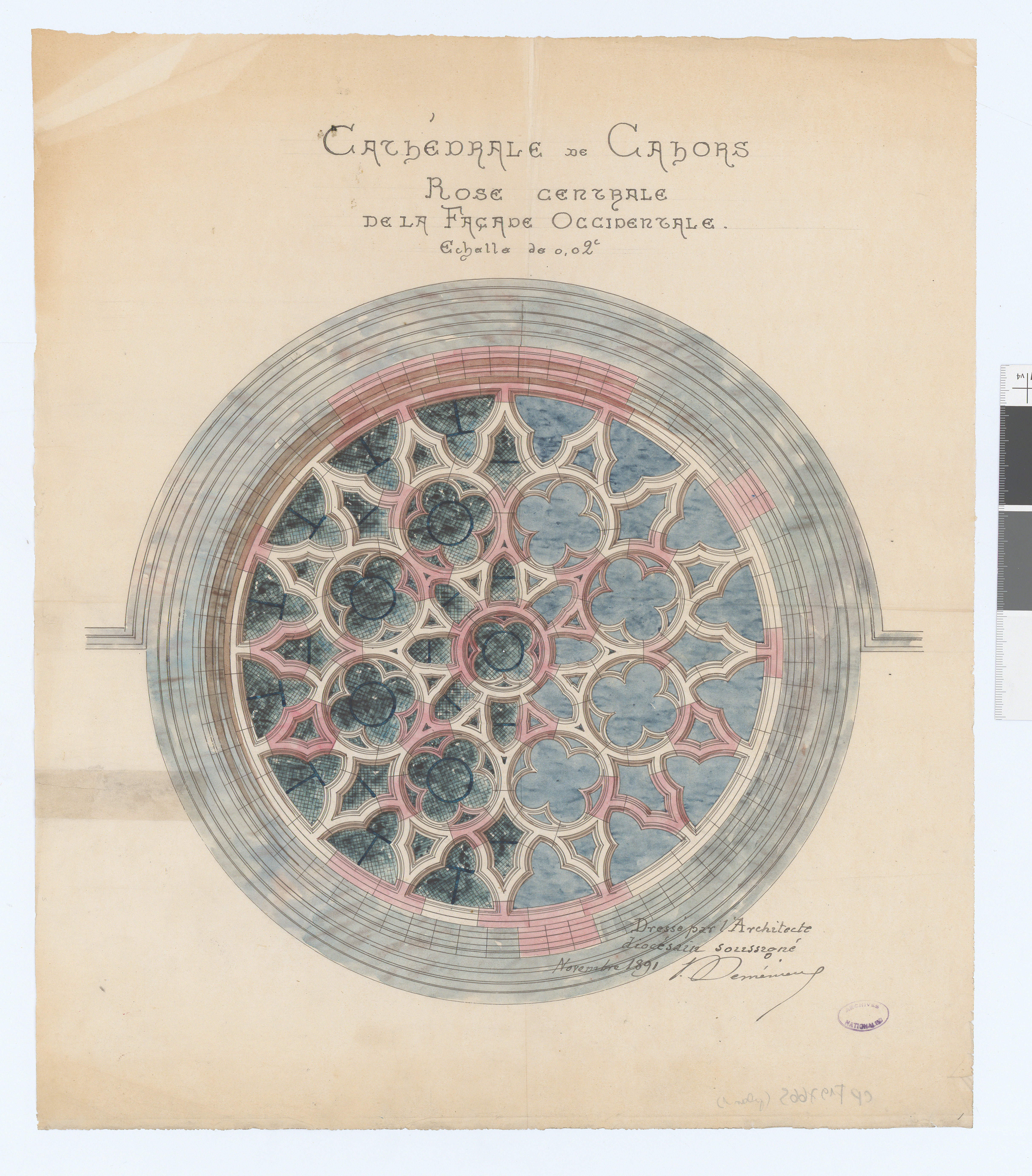
Rose centrale de la façade occidentale, par P. E. Deménieux (1891).
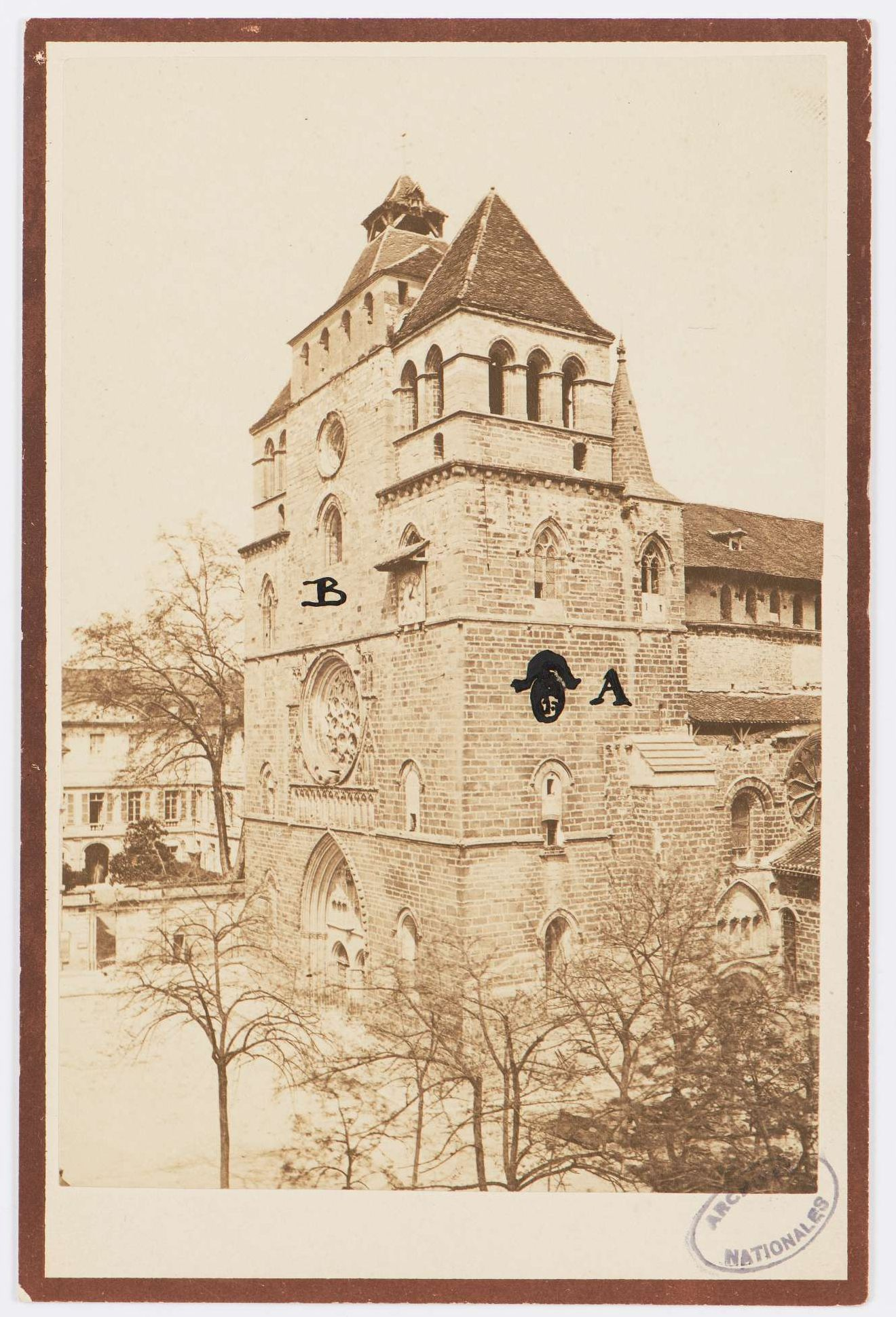
La Cathédrale prise avant les travaux.

### Restauration de la cathédrale auXXesiècle
D'autres rénovations ont lieu au XXe siècle. Le massif occidental, dont on constate l'affaissement, est renforcé dans les années 1950 ; le cloître est restauré dans les années 1960. Enfin, un programme de restauration lancé en 1975 permet de rénover le porche du massif occidental et le buffet d'orgue de chœur, de la maison Harry, ainsi que de dégager des peintures gothiques découvertes en 1956.

### Restauration de la cathédrale auXXIesiècle
Des vitraux modernes, conçus par l'artiste Gérard Collin-Thiébaut, sont installés dans la nef en 2013.
Une campagne de restauration de la chapelle d'axe de la cathédrale est entreprise dans le cadre de la commémoration des 900 ans de la consécration du maître-autel de la cathédrale par le pape Calixte II en 1119.

## Description

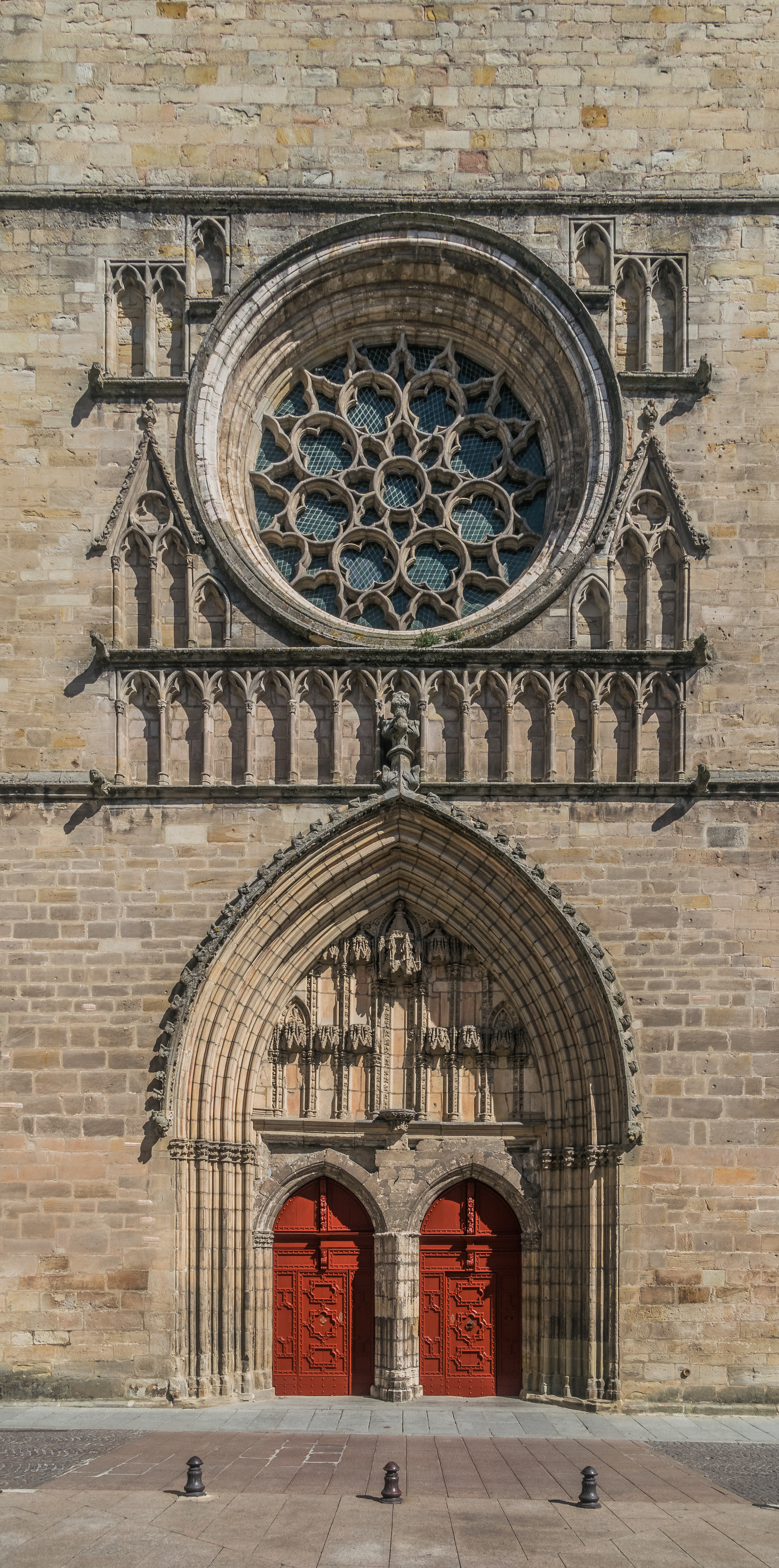
Portail et rosace de la façade occidentale de la cathédrale.

C'est une église forteresse d'allure austère, militaire.
La façade rajoutée renforce encore cette impression : lourde, ressemblant à la muraille d'un château, le narthex surmonté d'un beffroi encadré de deux tours, à peine est-elle aérée par six baies étroites, un portail à triple voussure surmonté d'une galerie et d'une rose.
L'intérieur frappe par l'absence de transept.
Elle appartient au style à coupole du sud-ouest. Avec une façade fortifiée romane, dont le portail roman, réalisé entre 1140 et 1150, forme un avant-corps sur la façade nord.
L'église comporte plusieurs gisants dont celui du bienheureux Alain de Solminihac et, dans la chapelle Saint-Gausbert, une précieuse relique, la Sainte Coiffe qui enveloppait la tête du Christ.

### La nef

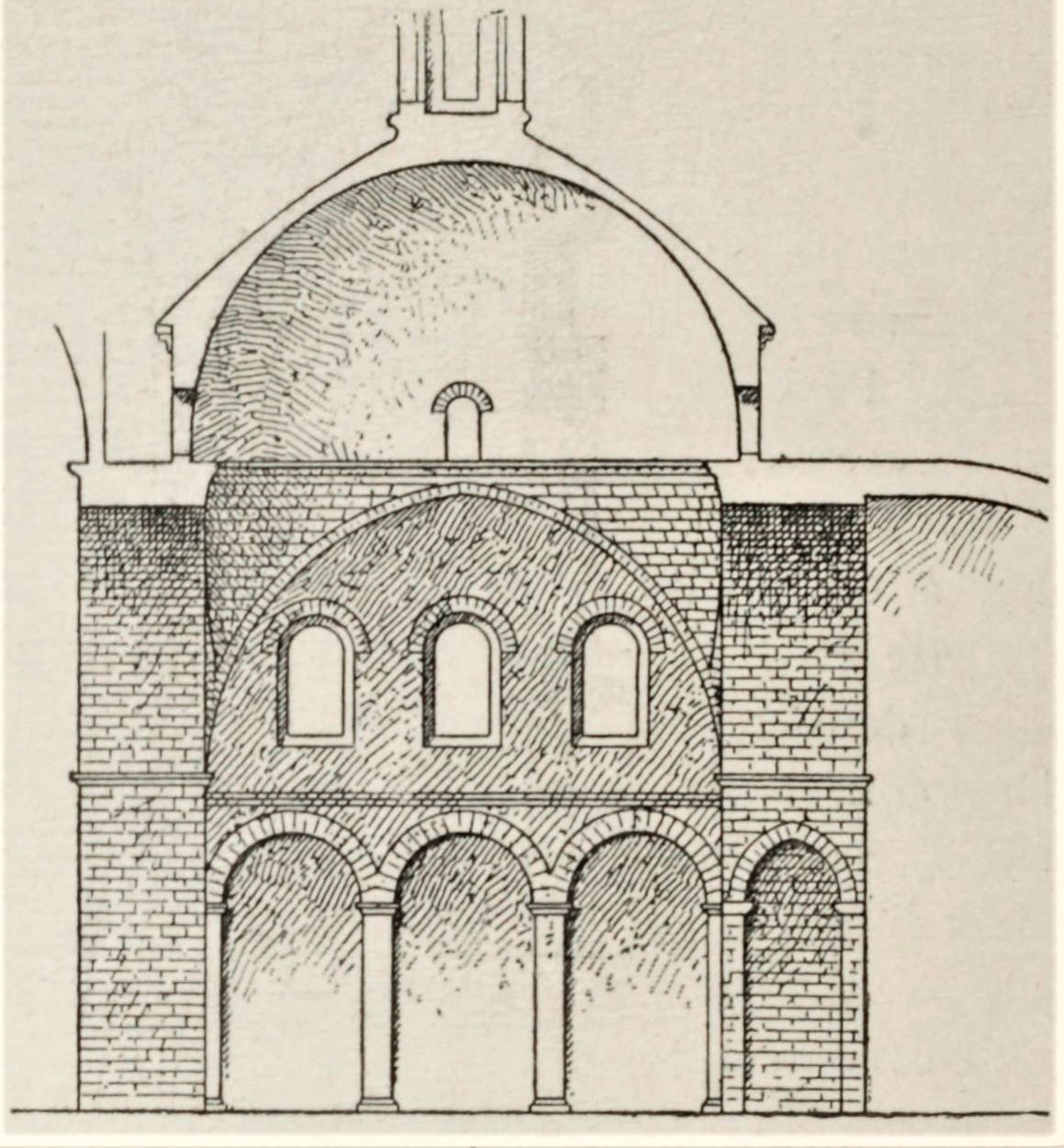
Coupe longitudinale d'une travée de la nef.
Édouard Corroyer, L'architecture romane.

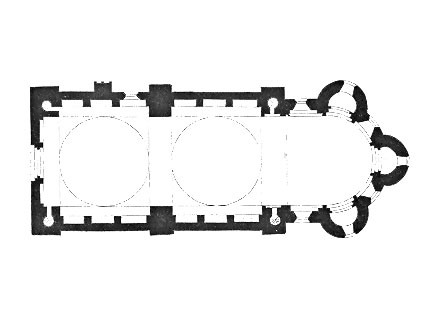
Plan de la cathédrale romane.

Comme l'ancienne cathédrale de Périgueux, la cathédrale d'Angoulême et l'abbatiale Saint-Avit-Sénieur, l'architecture de la nef de la cathédrale de Cahors dérive de celle de l'abbatiale Saint-Front de Périgueux qui est le prototype des églises à file de coupoles. Ces églises n'ont pas adopté le plan en croix grecque pour ne laisser qu'une église rectangulaire formé de deux ou plusieurs travées couronnées par des coupoles et terminé par un chevet semi-circulaire cantonné d'absidioles ou un mur de clôture. L'abbatiale de Saint-Avit-Sénieur a abandonné la coupole pour la voûte d'arête portée par des arcs diagonaux créant moins de poussée sur les murs latéraux
Bien éclairée, elle se développe sur 20 m de large et 44 m de long. Deux puissantes coupoles ovoïdes sur pendentifs, de style byzantin, de 16 mètres de diamètre, culminant à 32 mètres, reposent sur six forts piliers. Seule Sainte-Sophie de Constantinople dépasse l'amplitude de cette nef.
La coupole occidentale est décorée d'une peinture murale du XIVe siècle, représentant la lapidation de saint Étienne et huit prophètes montés chacun sur un animal. Outre la peinture murale, de nombreux éléments de peinture médiévale ont été mis au jour sur les murs de l'édifice. Une des peintures représente saint Genou qui aurait évangélisé Cahors.

### L'abside
De style gothique sur fond roman, dans laquelle on peut voir huit colonnes à chapiteaux sculptés, est dotée de trois absidioles décorées de sculptures. L'ensemble forme une belle harmonie de couleurs où la blancheur de la nef contraste avec la coloration des peintures et des vitraux du chœur. L'évêque Raymond de Cornil (1280-1293) aurait achevé la construction de la voûte de l'abside.
Dans le cadre de la commémoration du IXe centenaire de la cathédrale romane en 2019, la chapelle d'axe de l'abside est restaurée pour permettre d'y replacer la châsse de la Sainte-Coiffe.

### Le portail nord

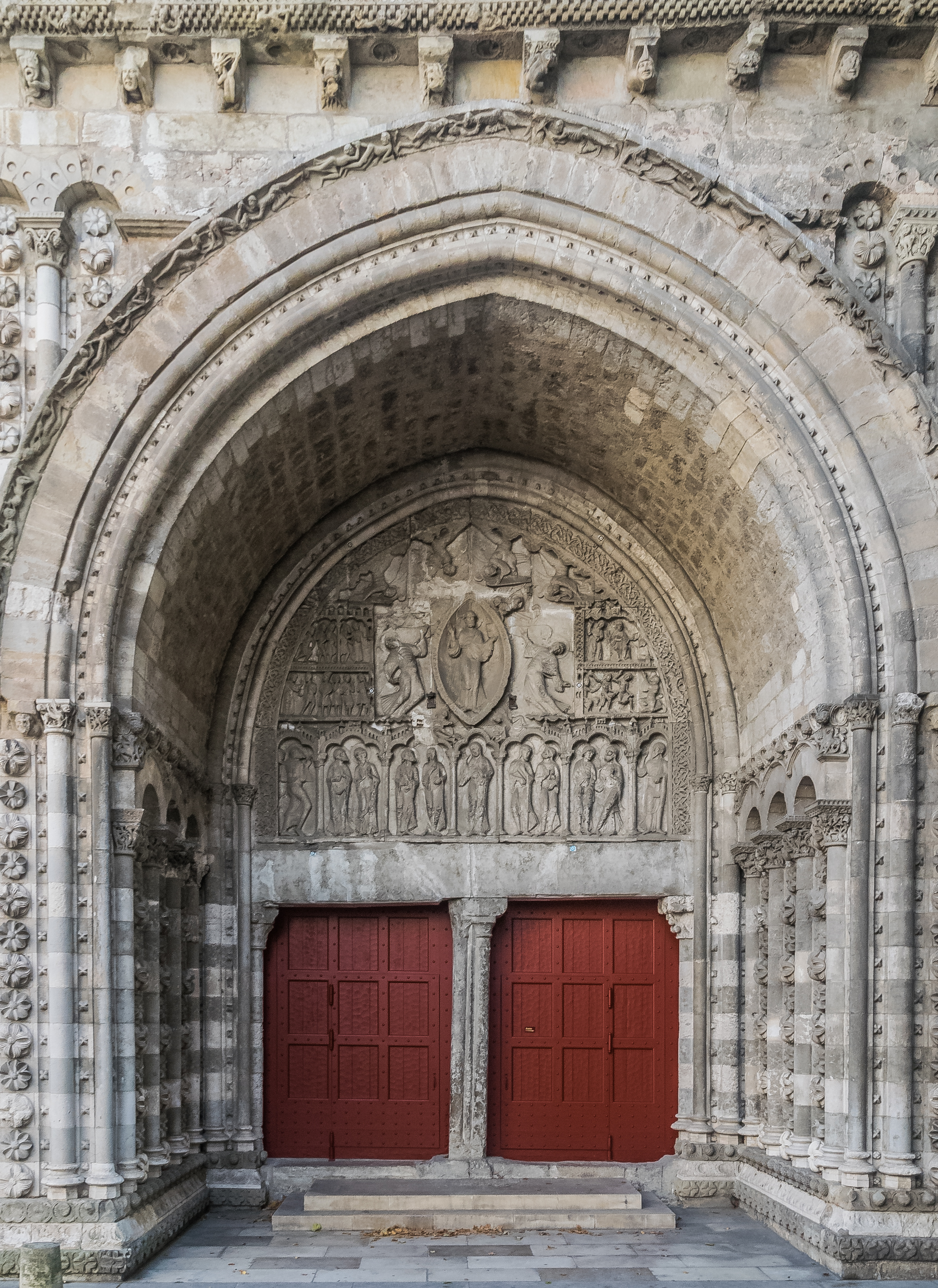
Portail nord de la cathédrale.

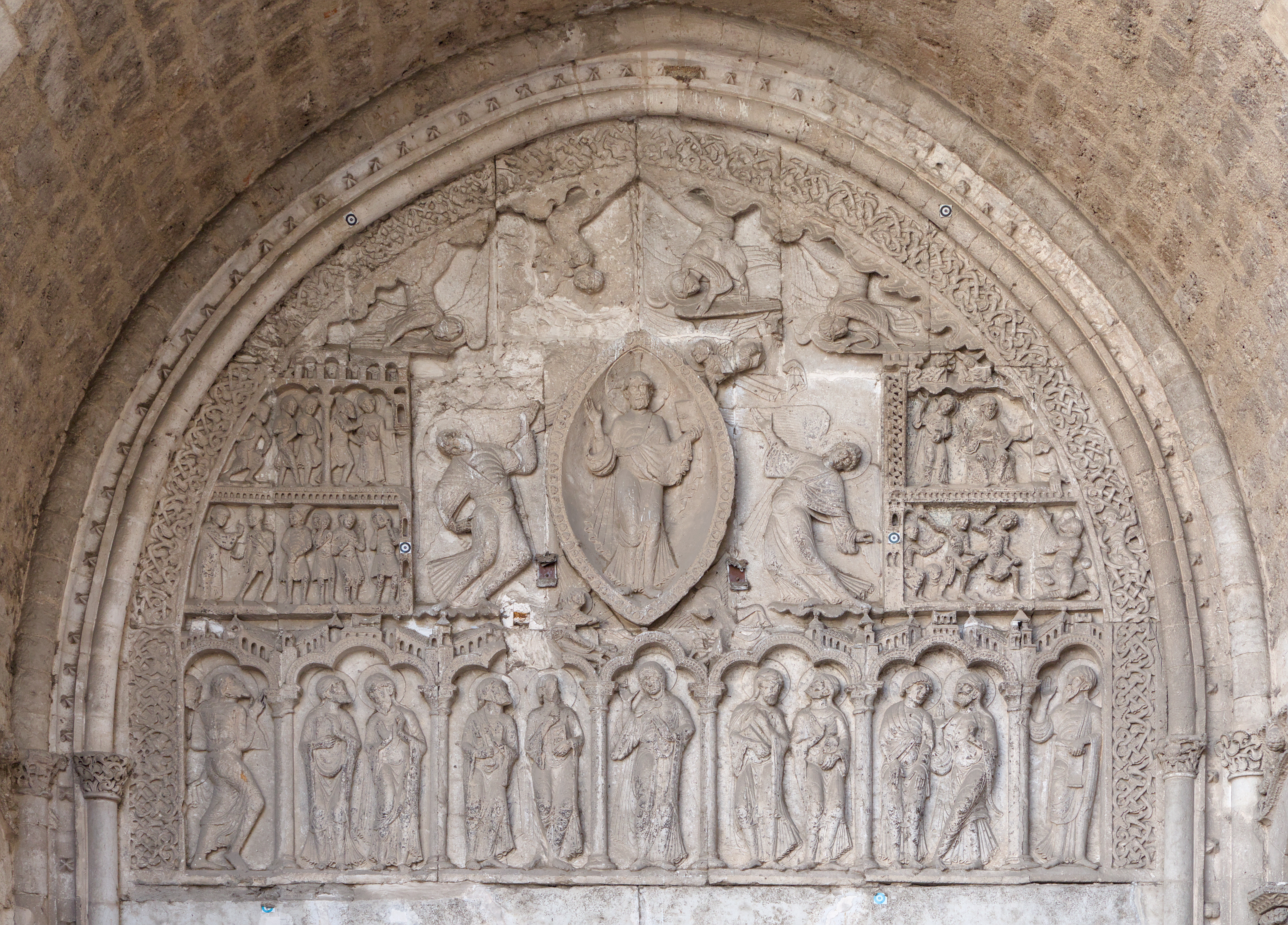
Tympan du portail septentrional de la cathédrale.

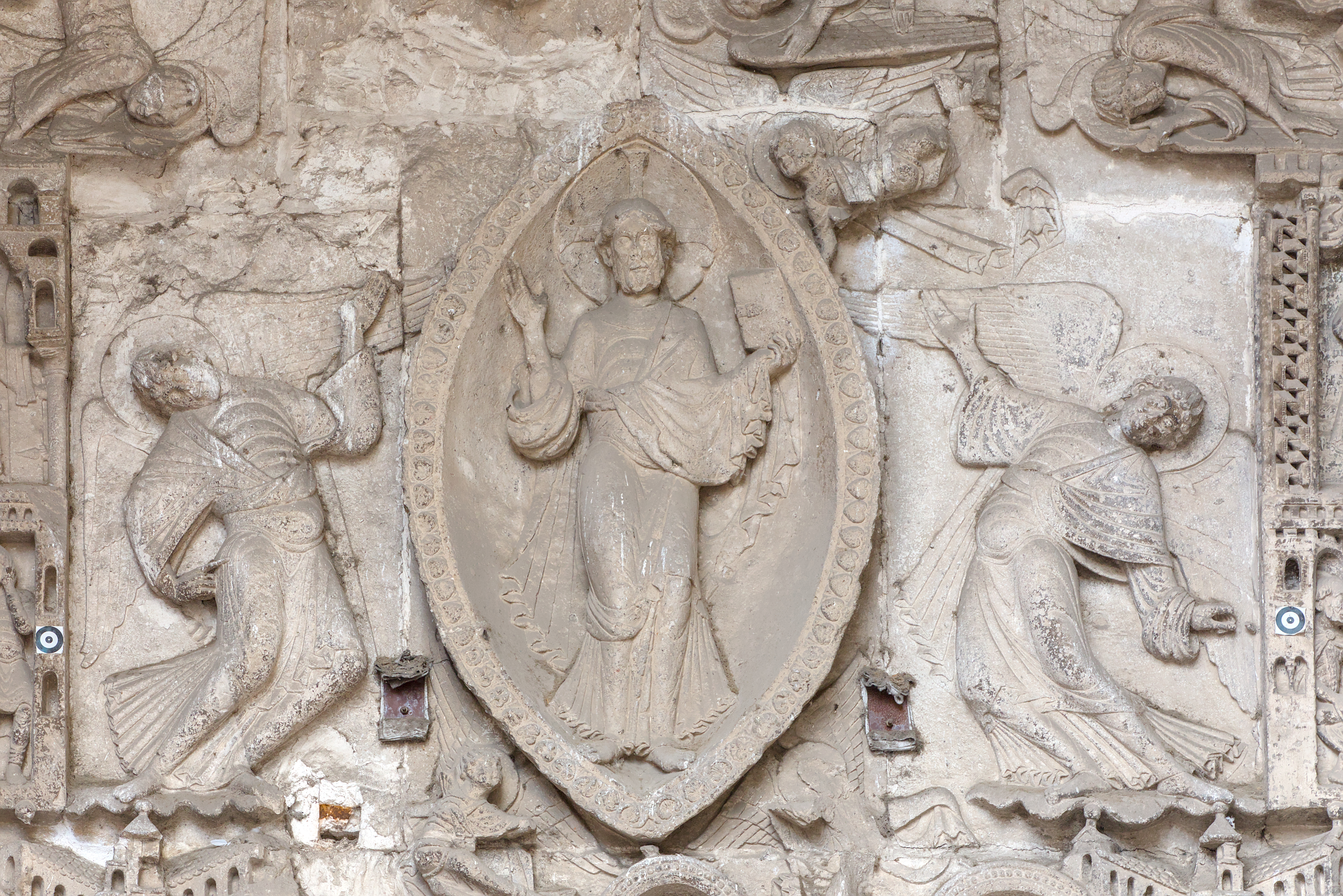
Détail du tympan : l'Ascension du Christ.

Sculpté après 1140 sur la façade nord, ce portail à voussures est surmonté d'un remarquable tympan dont les sculptures, rappelant celles de Moissac, sont d'un style transitoire entre le roman et le gothique. Le thème en est l'Ascension du Christ et la vie de saint Étienne.
Au centre, le Christ, debout, la main droite levée en signe de bénédiction, une bible dans la main gauche, est entouré d'une gloire ovale (ou mandorle) qui souligne le mouvement ascensionnel. De chaque côté du Christ, deux anges semblent expliquer le miracle aux apôtres. En partie supérieure, des anges descendent du ciel et viennent à sa rencontre. Dans la partie inférieure du tympan sont représentés les apôtres qui sont limités à onze après la trahison de Judas. Ils entourent la Vierge placée au centre. Ces personnages sont sous des arcatures trilobées.
À gauche, un personnage isolé dont l'attitude et le vêtement différent de ceux des apôtres, représente probablement le sculpteur qui signe ainsi son œuvre.
De part et d'autre des anges, est racontée l'histoire du martyre de saint Étienne, patron de la cathédrale, telle qu'elle figure dans les Actes des Apôtres : à gauche, la profession de foi devant le sanhédrin, un grand prêtre expulse saint Étienne, à droite, la vision de saint Étienne et sa lapidation en présence de Saul, .
L’archivolte est ornée de personnages très maigres, très longs et se faisant face. Ils illustrent des scènes de chasse, le combat des vices et des vertus.
À remarquer aussi, les voussures sculptées et les corbeaux de la corniche.
Le portail a été muré en 1732 lors de la construction d'une tribune dans la nef et il n'a été redécouvert qu'en 1840 par F.-A. Calvet. Le porche a été rétabli en 1862, à l'initiative de l'architecte diocésain Charles-Jean Laisné à cause des dégâts causés par l'humidité. Le tympan a été consolidé entre 1908 et 1913 par l'architecte diocésain Pierre Édouard Deménieux.
En 1908, les antiquaires locaux ont souhaité déplacer le portail roman pour le placer sur la façade occidentale où il aurait été « en bien meilleure perspective ». Dans son livre paru en 1926, La cathédrale de Cahors et les origines de l'architecture à coupoles d'Aquitaine, Raymond Rey a affirmé que ce portail devait se trouver sur la façade occidentale et qu'il a été transféré sur la façade nord au XIIe siècle, puis repoussé au XIIIe siècle, avant la construction de la façade occidentale actuelle. Cette hypothèse qui avait été alors admise a été réfutée en 1977 par Elke Bratke dans sa thèse Das Nordportal der Kathedrale Saint-Étienne in Cahors en montrant que la position du portail a été choisie en fonction de la topographie urbaine. Marcel Durliat en est venu à la même conclusion par une analyse archéologique. Cette thèse a été confirmée en 1982 au cours de la réfection de la chapelle latérale nord.

### Le portail sud

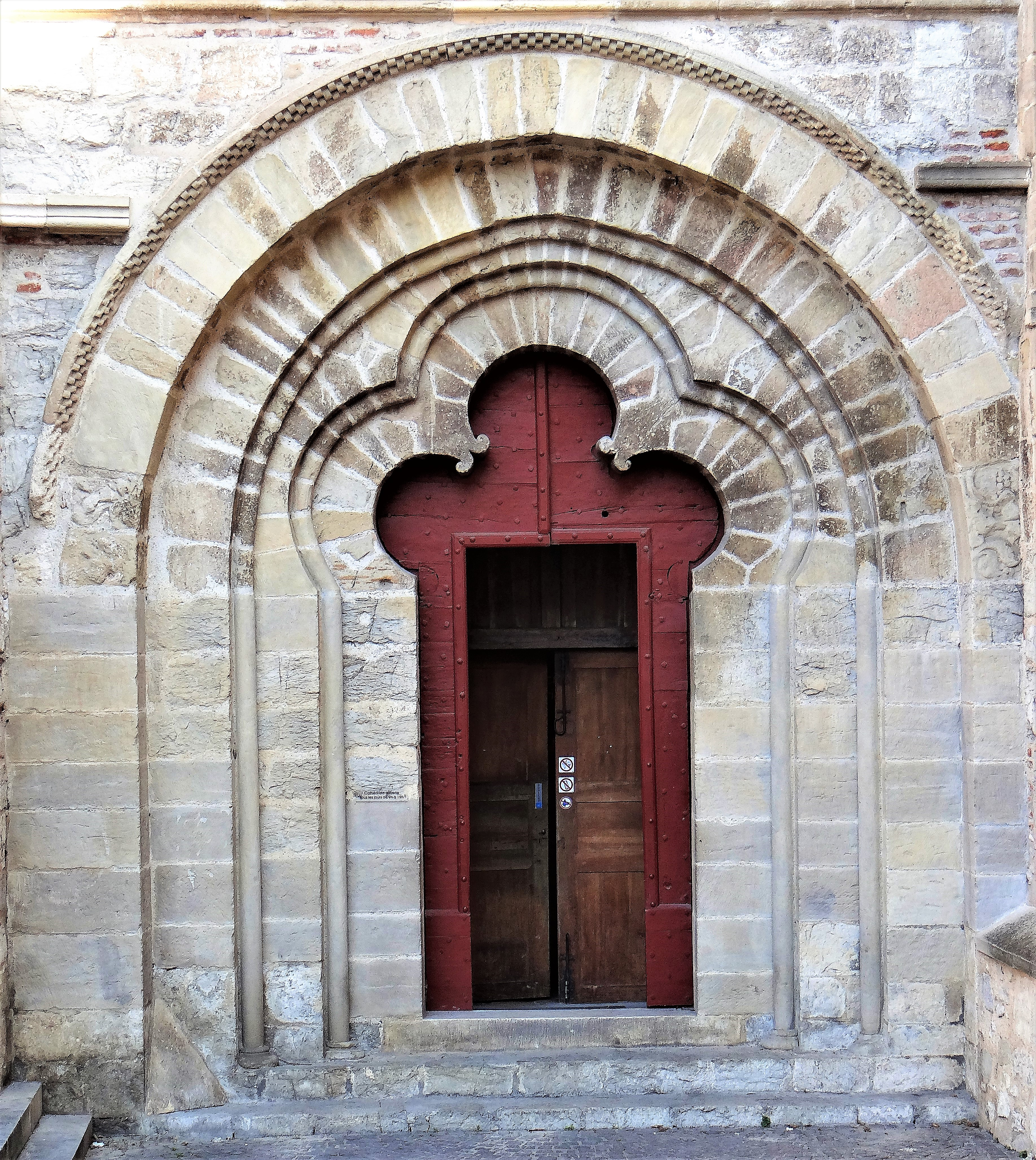
Portail roman sud.

L'architecture du portail sud comporte un arc polylobé - trilobé à Cahors - se retrouve dans un grand nombre de portails, essentiellement en Aquitaine et dans les régions limitrophes. Le portail méridional est trilobé et festonné. Elle comporte trois voussures sous une archivolte à billettes.
Raymond Rey date ce portail de 1119. Marcel Durliat remarque que ce type d'arc ne se voit pas sur d'autres édifices avant les années 1130-1140. Il propose donc de dater ce portail autour de 1130. Il a dû être réalisé en même temps que le premier portail nord qui a précédé le portail actuel probablement édifié après 1140.
On trouve le même type de porte avec arc trilobé festonné à la porte de l'abbatiale Saint-Pierre de Moissac dans le narthex.

### Les chapelles de la cathédrale
L'abside a conservé les trois absidioles du plan de la cathédrale romane. Des chapelles ont été ajoutées entre les absidioles. Dans la nef, des chapelles ont été créées entre les piliers supportant les coupoles. Deux chapelles ont été installées de part et d'autre de l'entrée dans le massif occidental.
D'après l'abbé Raymond de Foulhiac (1622-1692), un règlement de la fin du XIIIe siècle précise que les chapelles du chœur des chanoines sont réservées aux sépultures des chanoines, des évêques, des abbés et des officiers du roi.

#### Chapelle du Saint-Sauveur ou du Saint-Suaire
La chapelle se trouve dans l'axe de l'abside et a été reconstruite au XIXe siècle. Elle est semi-circulaire est voûté en cul-de-four. La chapelle dédiée au saint Suaire depuis sa reconstruction. Avant sa reconstruction, la chapelle était dédiée au Saint-Esprit, après l'avoir été au Saint-Sauveur.
Le tombeau contenant les restes de saint Géry avait été placé dans cette chapelle en décembre 1526. Il a été violé et les ossements dispersés par les protestants après la prise de Cahors, le 27 mai 1580.
La chapelle est restaurée dans le cadre de la commémoration du IXe centenaire de la cathédrale romane.

#### Chapelle Saint-Pierre, chapelle dédiée au bienheureux Alain de Solminihac
Cette chapelle, placée dans l'absidiole nord, était auparavant dédiée au Saint-Suaire avant de retrouver la dédicace à saint Pierre par Mgr Grimardias qu'elle avait eu avant recevoir le dépôt de la relique. Le pape Calixte II aurait consacré l'autel du Saint-Suaire en 1119 comme on pouvait le lire en latin, traduit en français : « Le souverain pontife Calixte II a consacré l'autel du Suaire de la tête du Christ l'an 1119, le 6 des calendes d'août ». L'autel du Saint-Suaire avait été pris en 1580 par le vicomte de Gourdon, seigneur de Cénevières pour en faire une table de jardin,.
Au XVIIe siècle, le tombeau de Pons d'Antéjac, mort en 1236, y a été découvert au cours d'une restauration.
La chapelle a été dédiée au bienheureux Alain de Solminihac. Elle possède son reliquaire réalisée de l’orfèvre contemporain Goudji.

#### Chapelle Notre-Dame ou chapelle longue
L'absidiole romane sud du chœur avait une vocation funéraire au XIIIe siècle. Trois évêques de Cahors y ont été inhumés.
Cette chapelle, dite chapelle profonde, a été construite à l'emplacement de l'ancienne absidiole sud. Elle est placée sous le vocable de Notre-Dame et de la Sainte-Coiffe. Elle est consacrée le 14 novembre 1484 par Antoine d'Alamand,,. Jugée peu digne de recevoir ce saint Suaire dès le XVIIe siècle, elle n'a pas suscité d'intérêt au XIXe siècle. L'architecte diocésain Victor Tourrette a déposé une partie de ses sculptures.
Quatre grandes niches profondes faites dans les murs est et ouest ont été décorées d'un cycle peint de l'Enfance du Christ au XVIIe siècle : Annonciation, Visitation, Nativité et adoration des bergers, Circoncision.
L'autel a été mis en valeur par le retable re l'Assomption de Marie doré à la feuille a été réalisé entre 1679 et 1681, vraisemblablement sur les dessins de Gervais Drouet. Il a été offert par le chanoine Jean-Baptiste Dadine de Hauteserre. Au centre un tableau ayant pour sujet l'Assomption. Au-dessus, dans une niche, une sculpture représentant la Vierge de l'Apocalypse triomphant du serpent, symbole du mal qu'elle foule aux pieds. Au-dessus des portes, de part et d'autre du tableau, des bas-reliefs représentant, à gauche, Joseph, et à droite Joachim.

Chapelle Notre-Dame ou chapelle longue
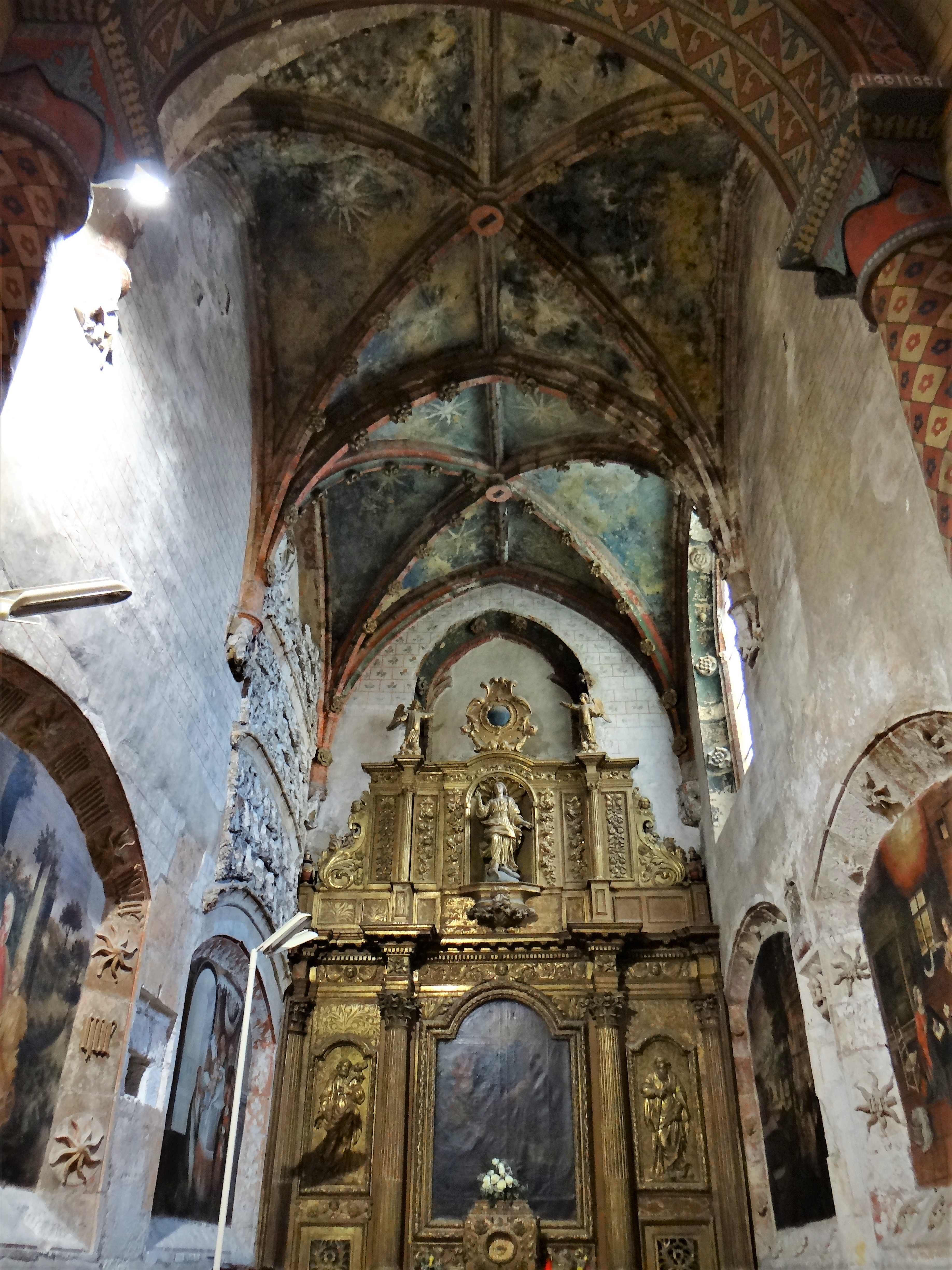
Vue d'ensemble de la chapelle.
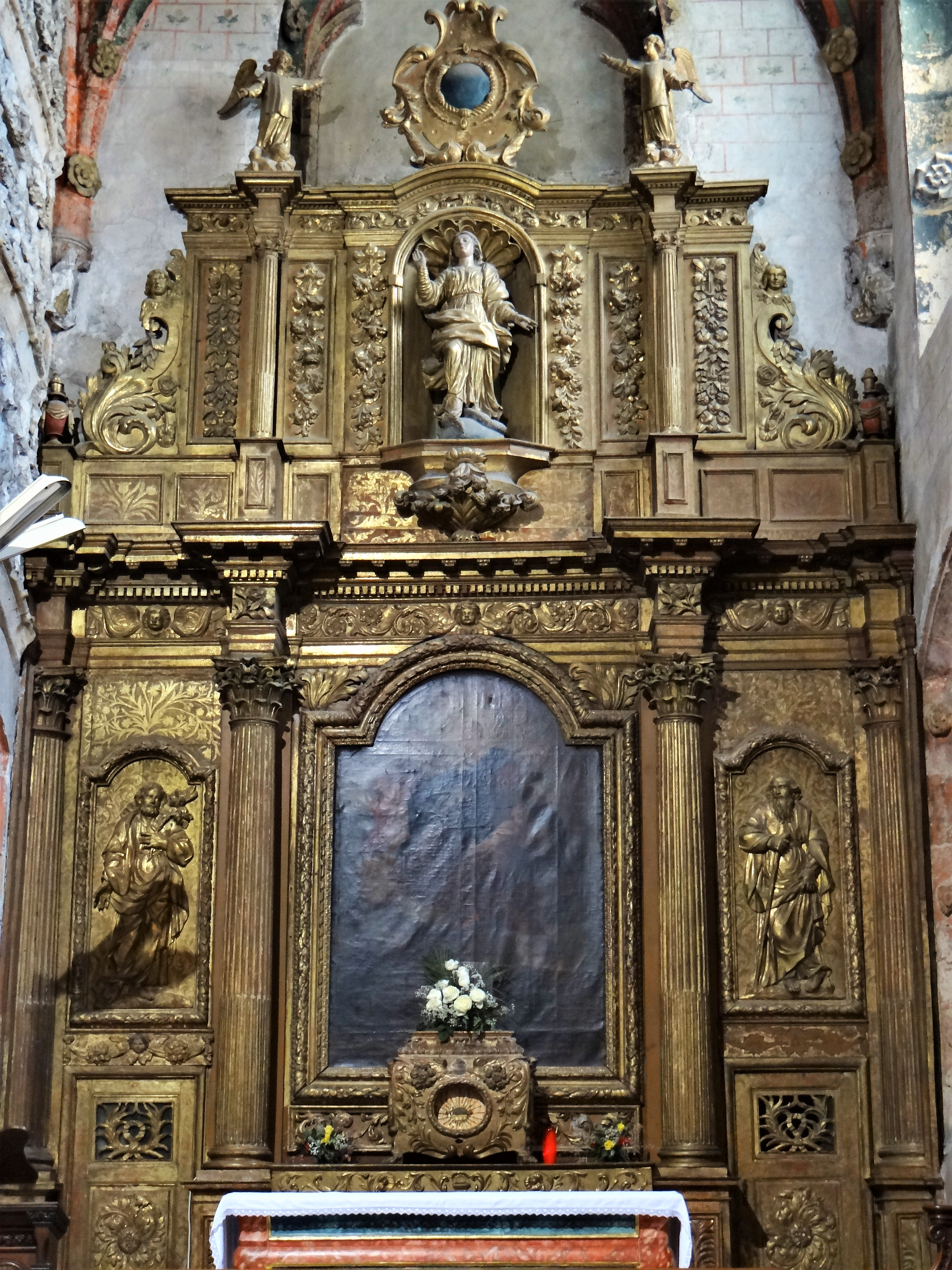
Retable de l'Assomption de la Vierge.
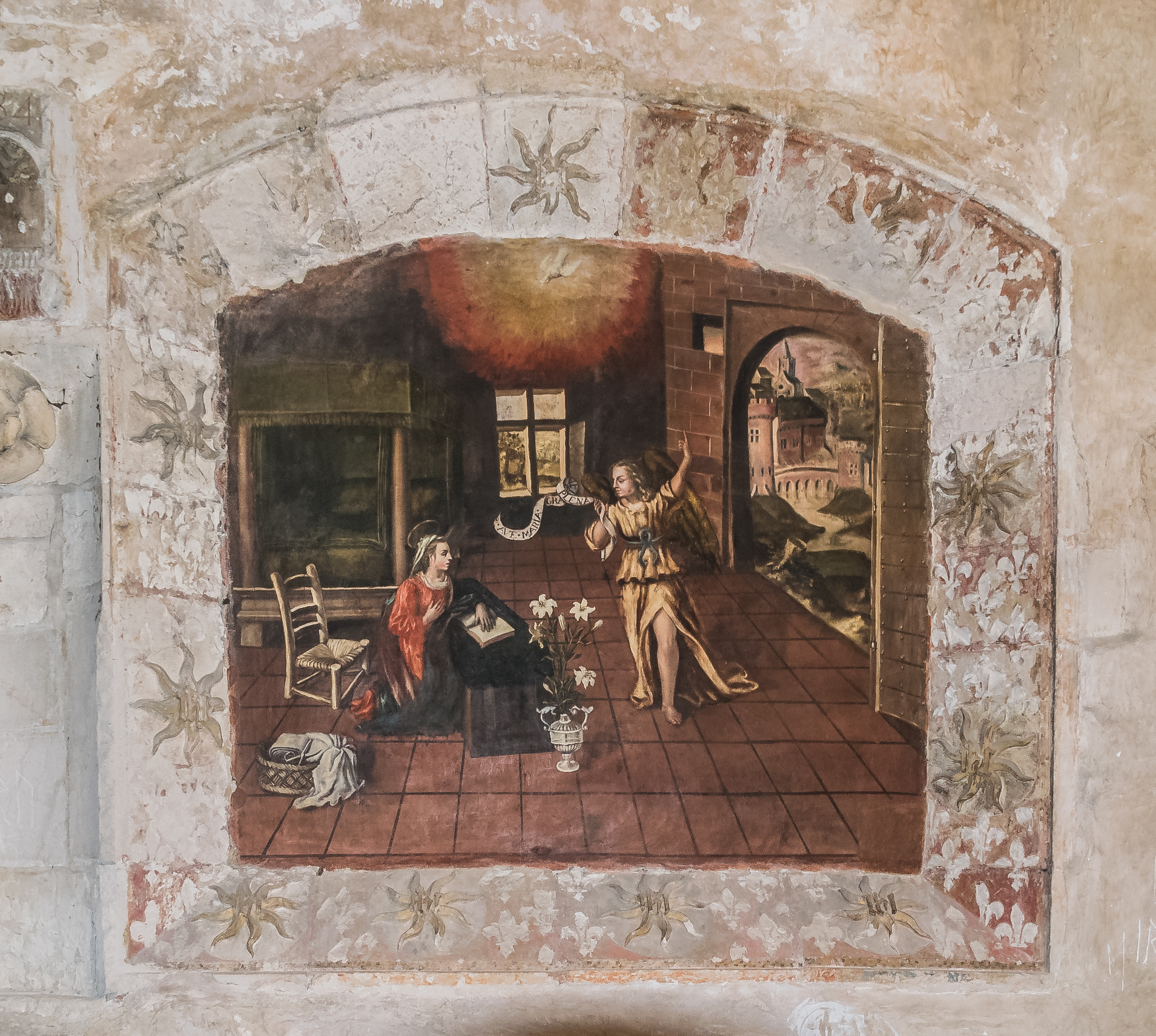
Annonciation.
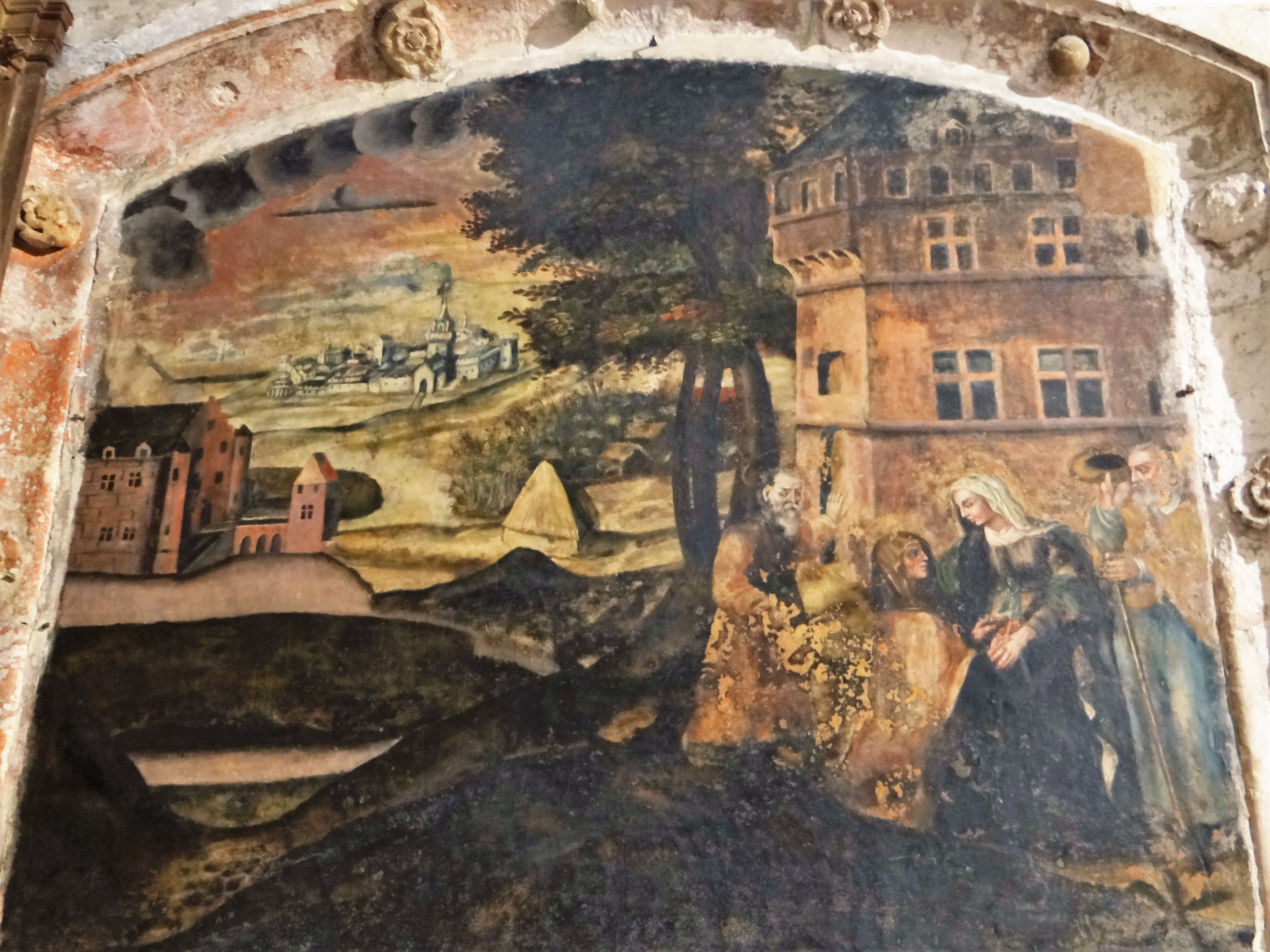
Visitation.

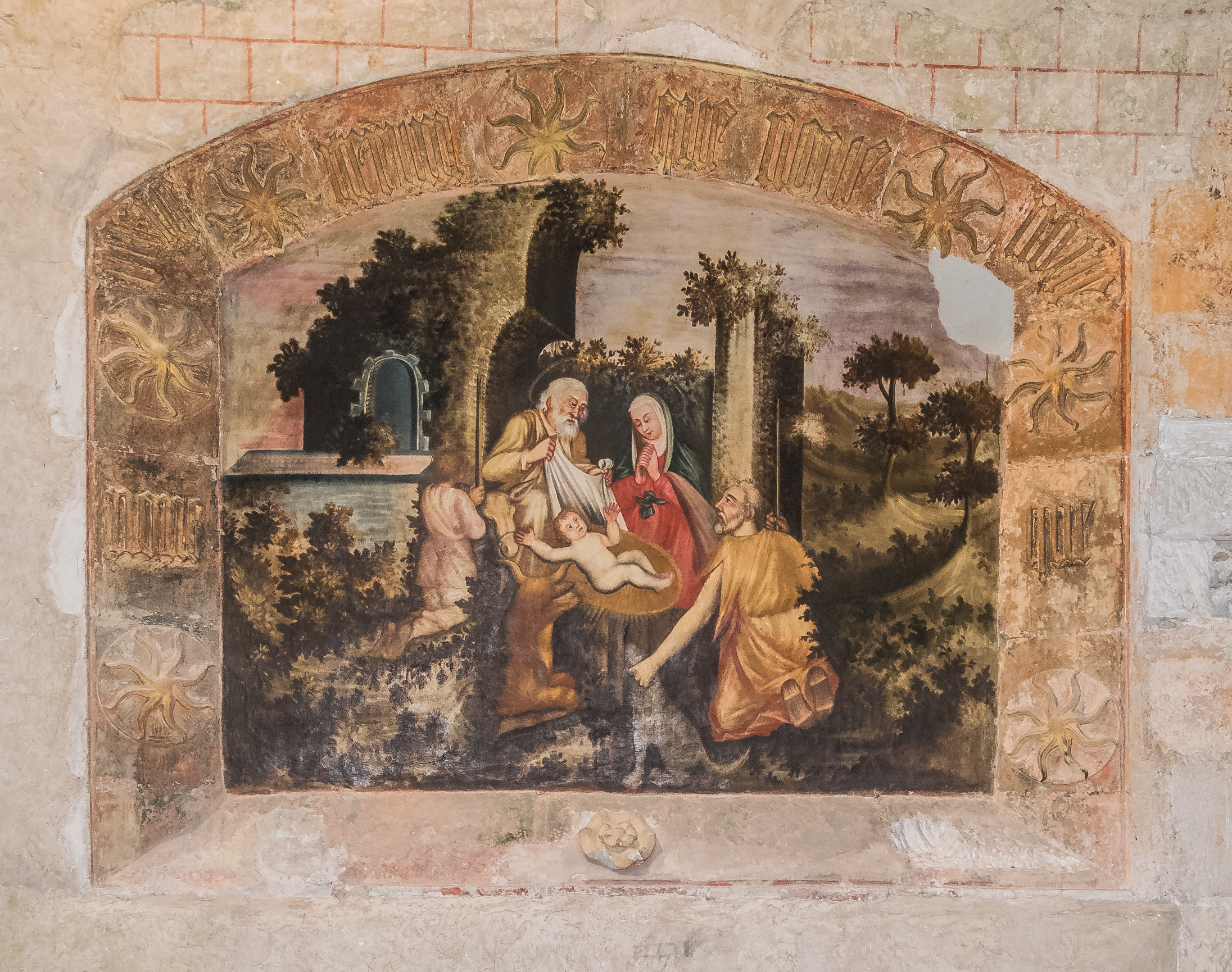
Nativité. Adoration des bergers.
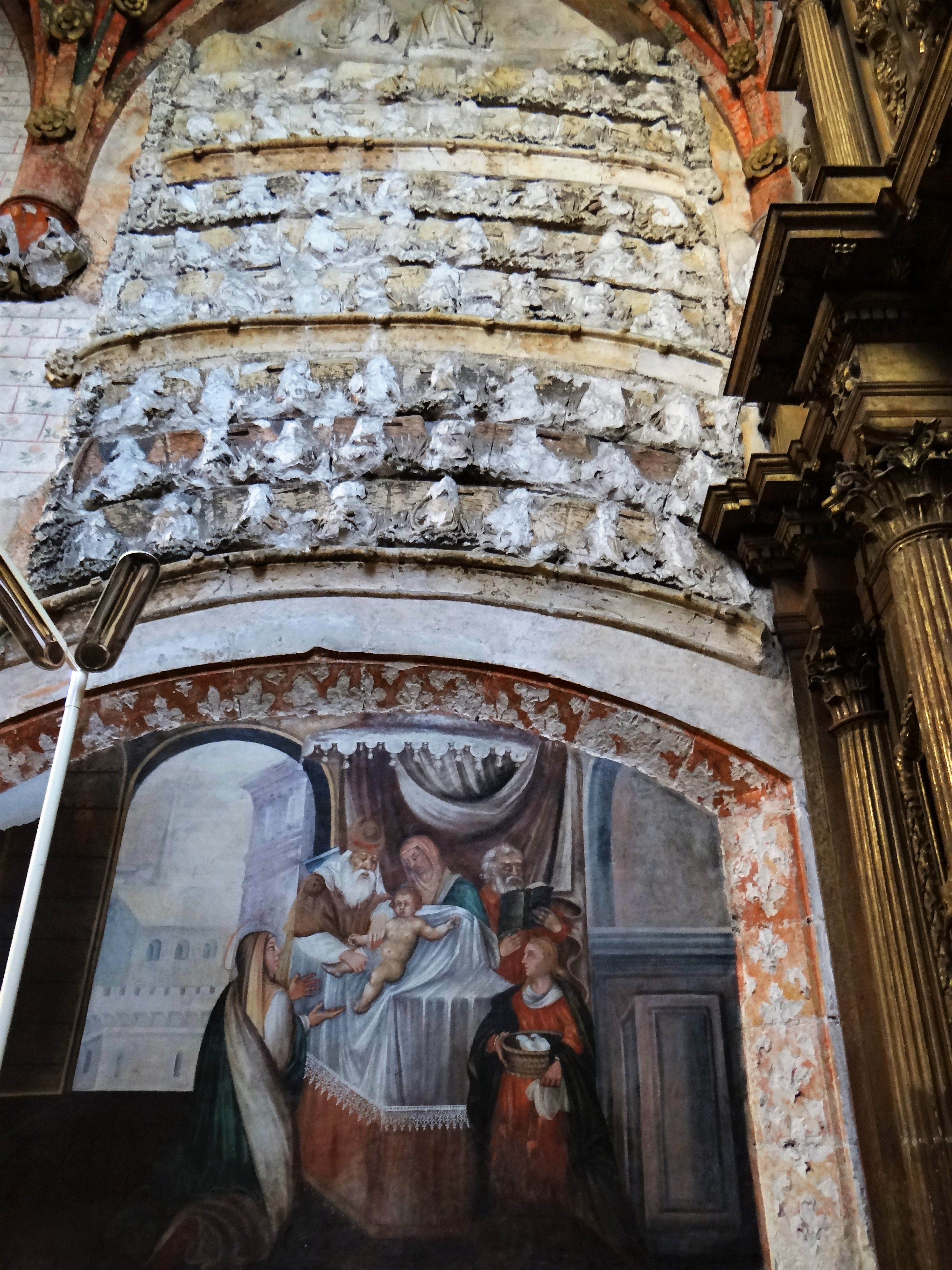
Circoncision.

#### Chapelle Saint-Antoine
La chapelle Saint-Antoine se trouve entre l'absidiole d'axe et l'absidiole nord, réalisée par Louis de Theiss, grand archidiacre, en 1491. Elle a été transformée en accès latéral à la cathédrale. La qualité des voûtes côté intérieur de la cathédrale montre que cette partie de la cathédrale a dû être édifiée à la même époque que le cloître. La rue Saint-Étienne à partir de laquelle on accède à la cathédrale n'a été percée qu'en 1823 à la place de maisons qui étaient des dépendances de la cathédrale. Il y avait alors un établissement de repentir pour les prêtres. Le péristyle de l'entrée côté intérieur était l'endroit où se tenaient les prêtres repentants pour assister aux offices de l'église et portait le nom de Bonnette-Rouge. La richesse de la décoration de cette chapelle montre qu'elle avait dû être construite par une famille noble et n'avait pas pour but de servir aux prêtres repentants.

Chapelles
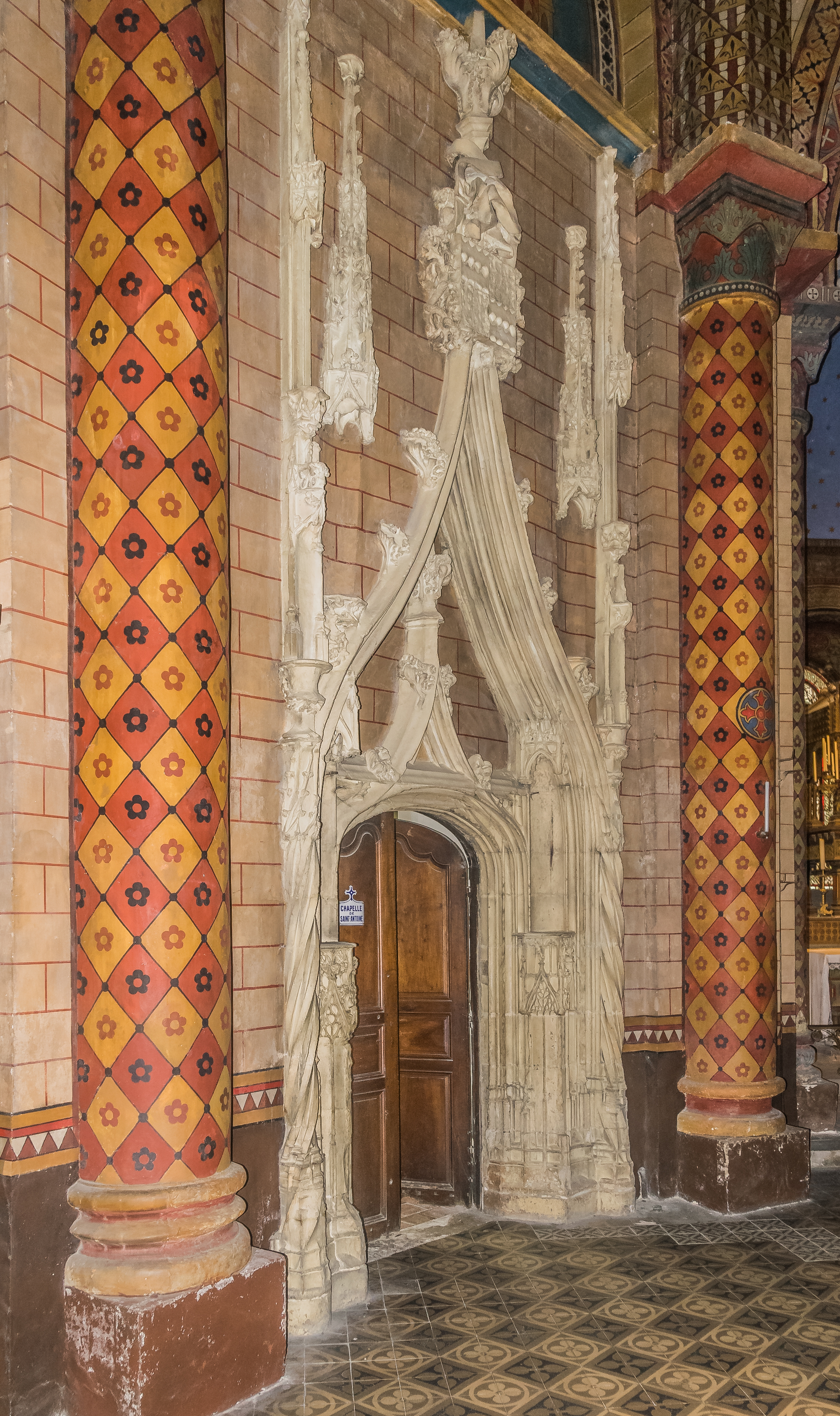
Porte d'accès à la chapelle Saint-Antoine dans l'abside.
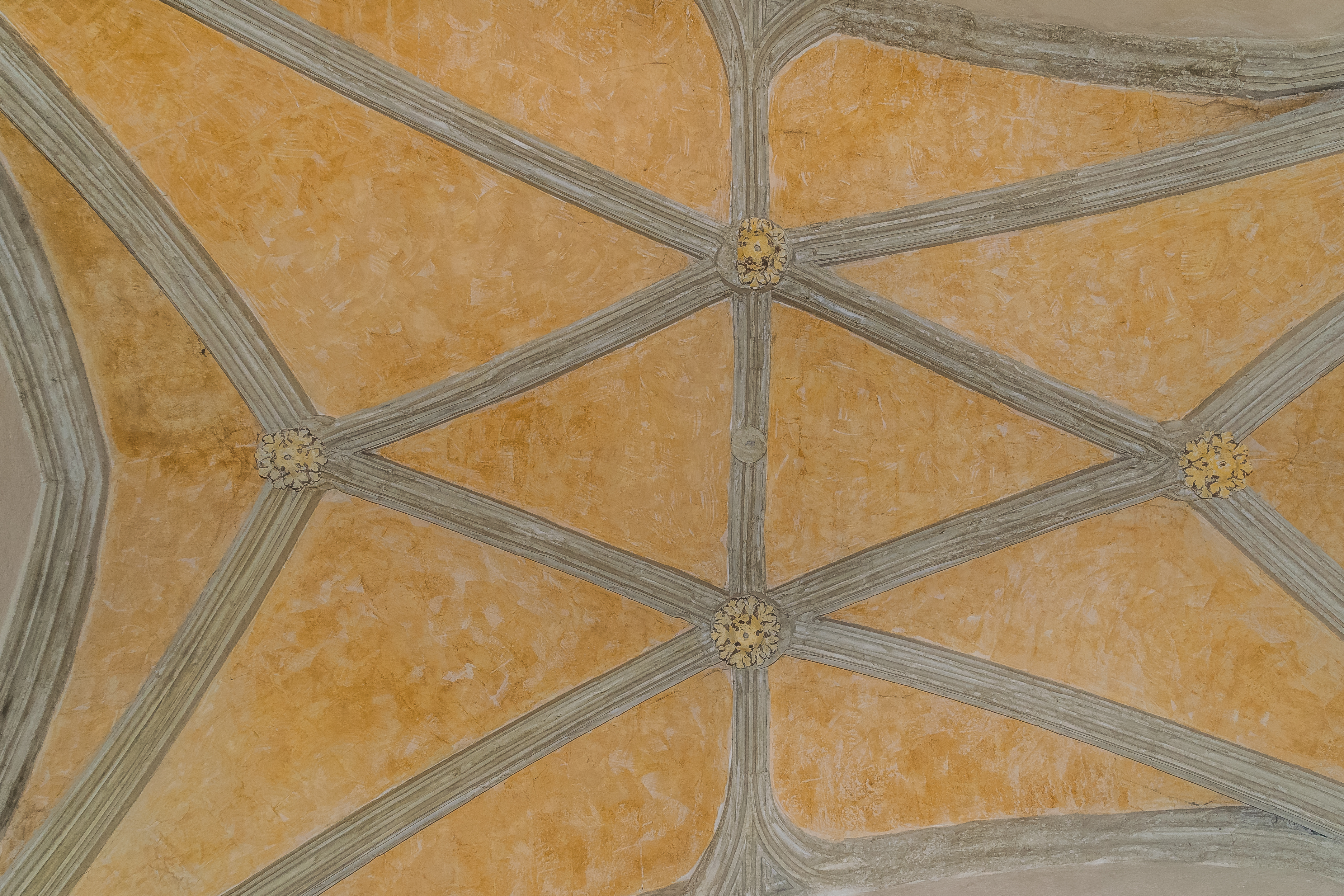
Voûte de la chapelle Saint-Antoine.
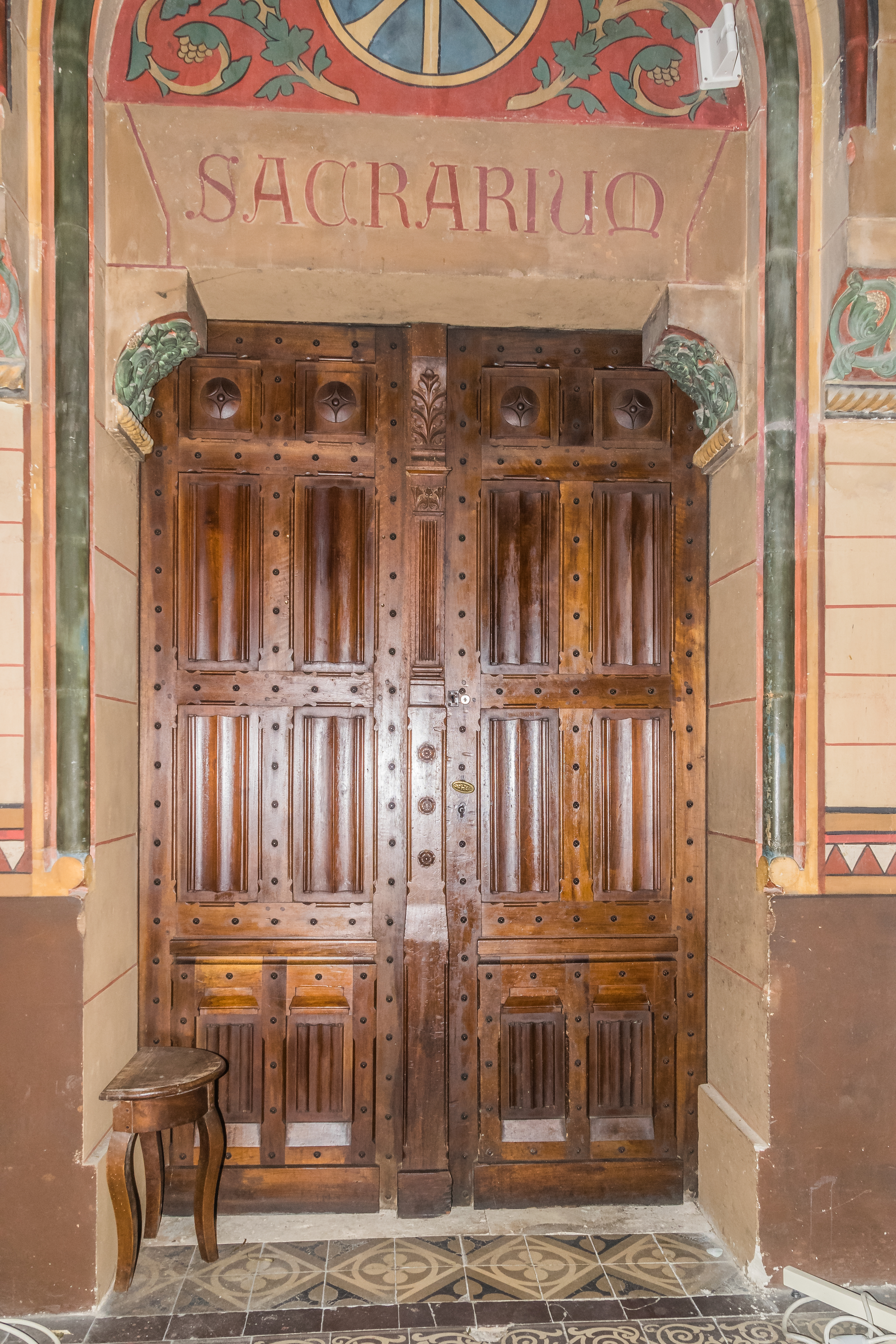
Porte d'accès à la sacristie, ancienne chapelle Saint-Martin, dans l'abside.
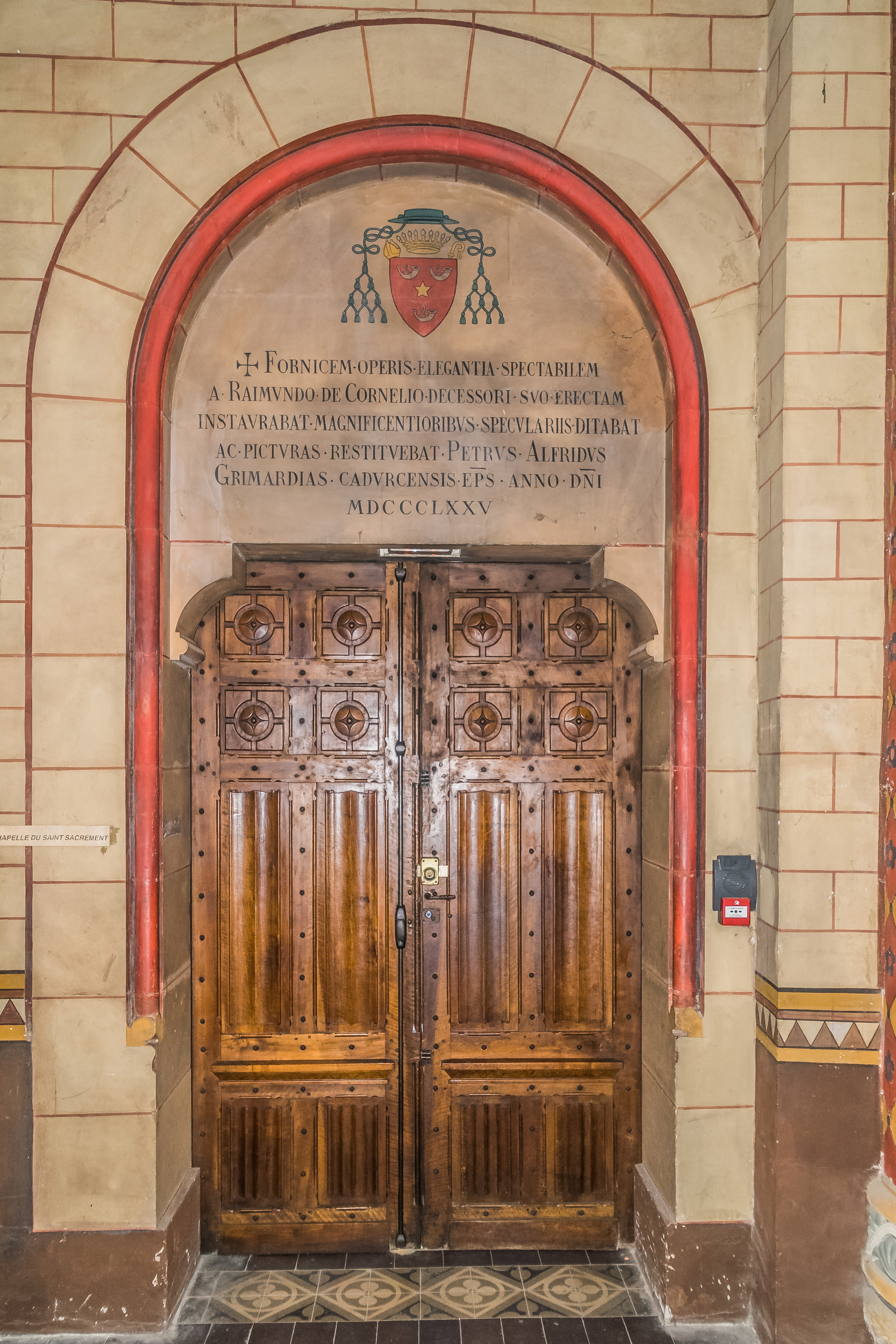
Porte d'accès au cloître dans l'abside avec rappel des travaux.
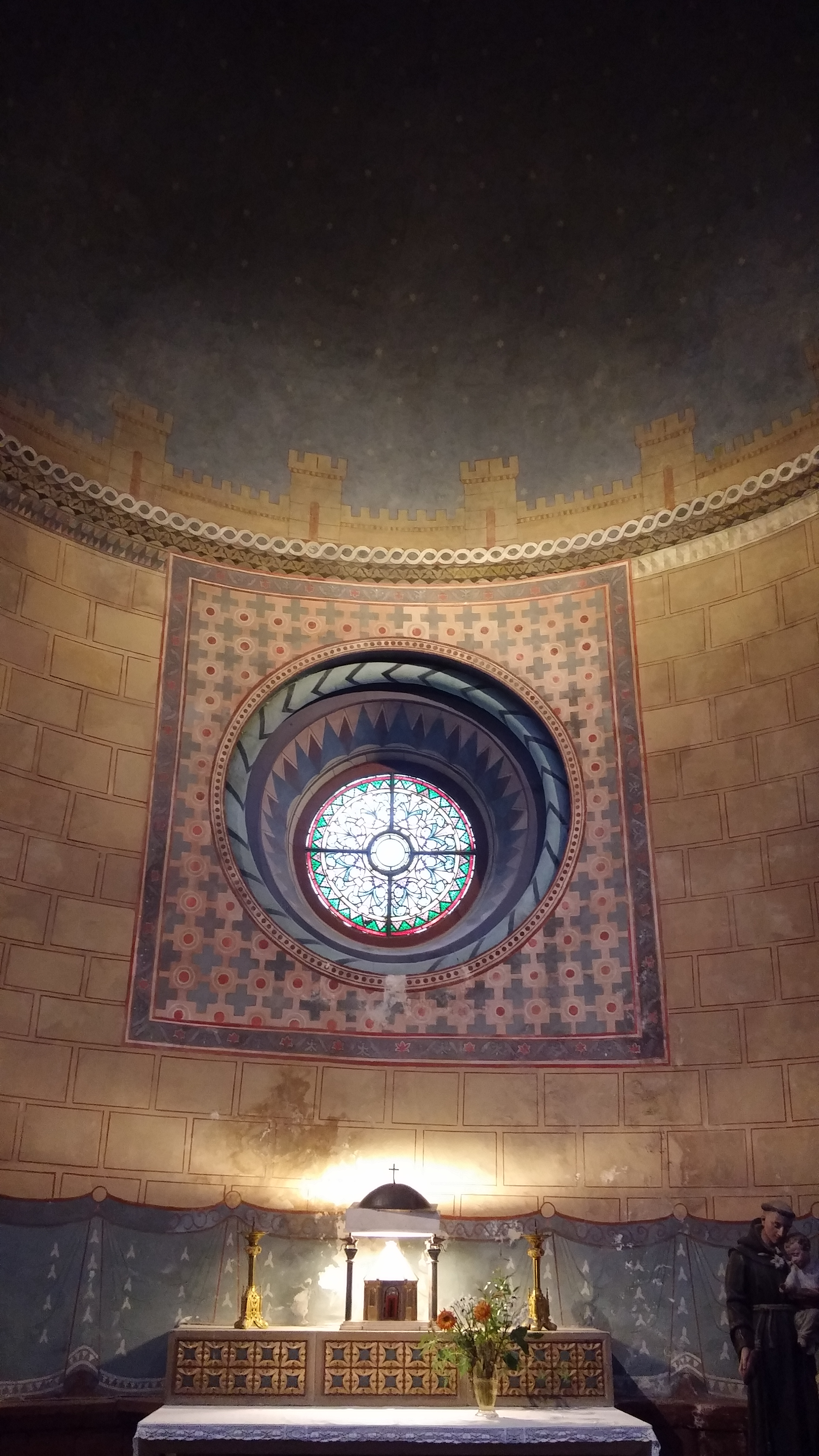
Chapelle Saint-Pierre ou chapelle dédiée au bienheureux Alain de Solminihac.

#### Ancienne chapelle Saint-Martin, sacristie
La porte d'entrée de la sacristie se trouve entre l'absidiole d'axe et l'absidiole sud. Cette sacristie a été installée dans l'ancienne chapelle Saint-Martin reconstruite entre 1328 et 1337, après les travaux de l'abside et du massif occidental. Cette chapelle a remplacé une chapelle mentionnée dans le testament de Gausbert d'Antéjac en 1230 qui la situe au sud de l'abside, « jouxtant le cloître et le cimetière des chanoines ». Les assemblées synodales se tenaient dans cette chapelle devenue salle capitulaire au XVIe siècle, puis sacristie. On y conservait autrefois les objets les plus précieux. Un bâtiment est ajouté à l'est de la chapelle Saint-Martin, peut-être à la fin du XVe siècle, avec une cheminée portant les armes du chapitre.

Chapelle Saint-Martin
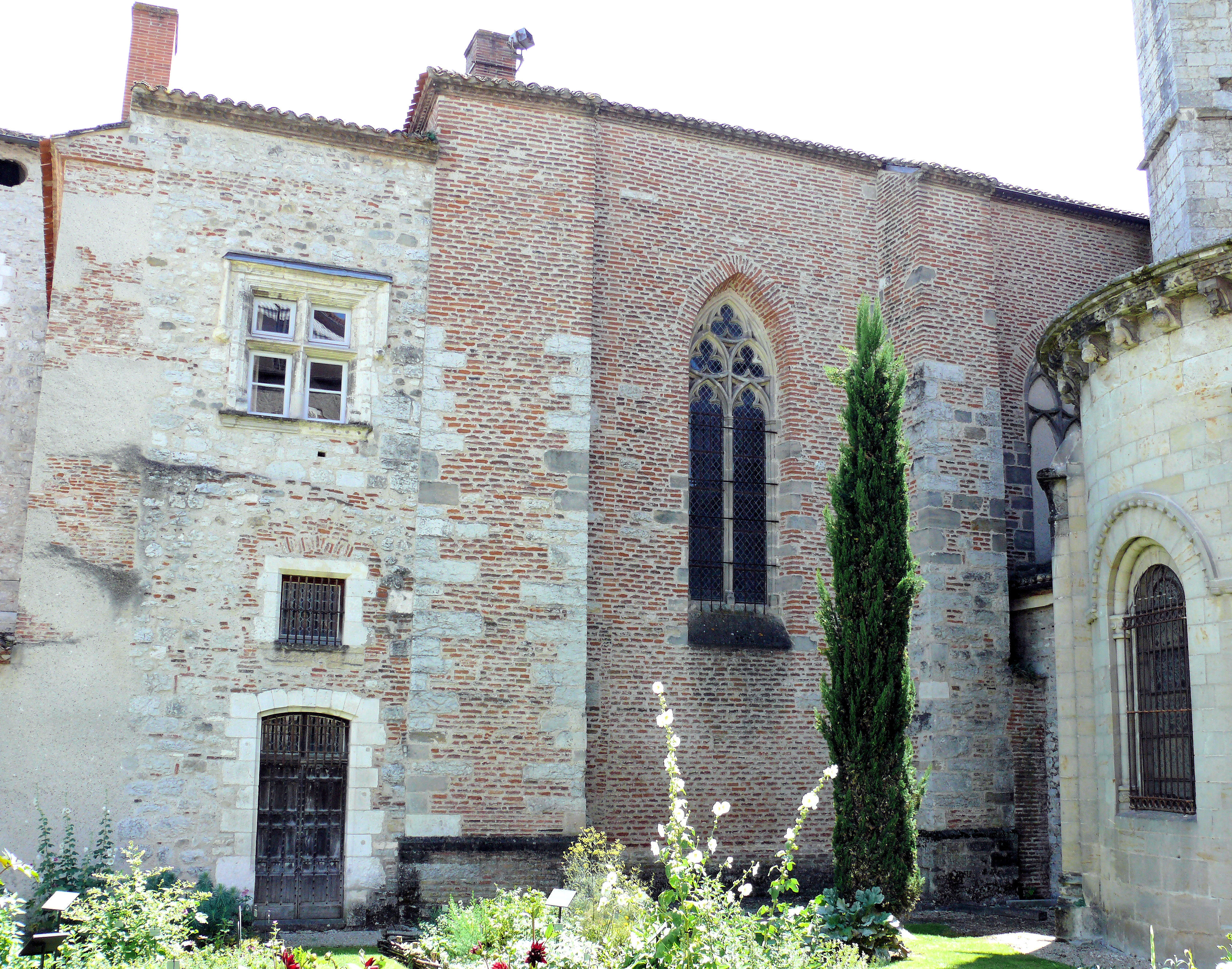
La chapelle Saint-Martin, actuelle sacristie, et seconde sacristie, à côté du chevet de la cathédrale.
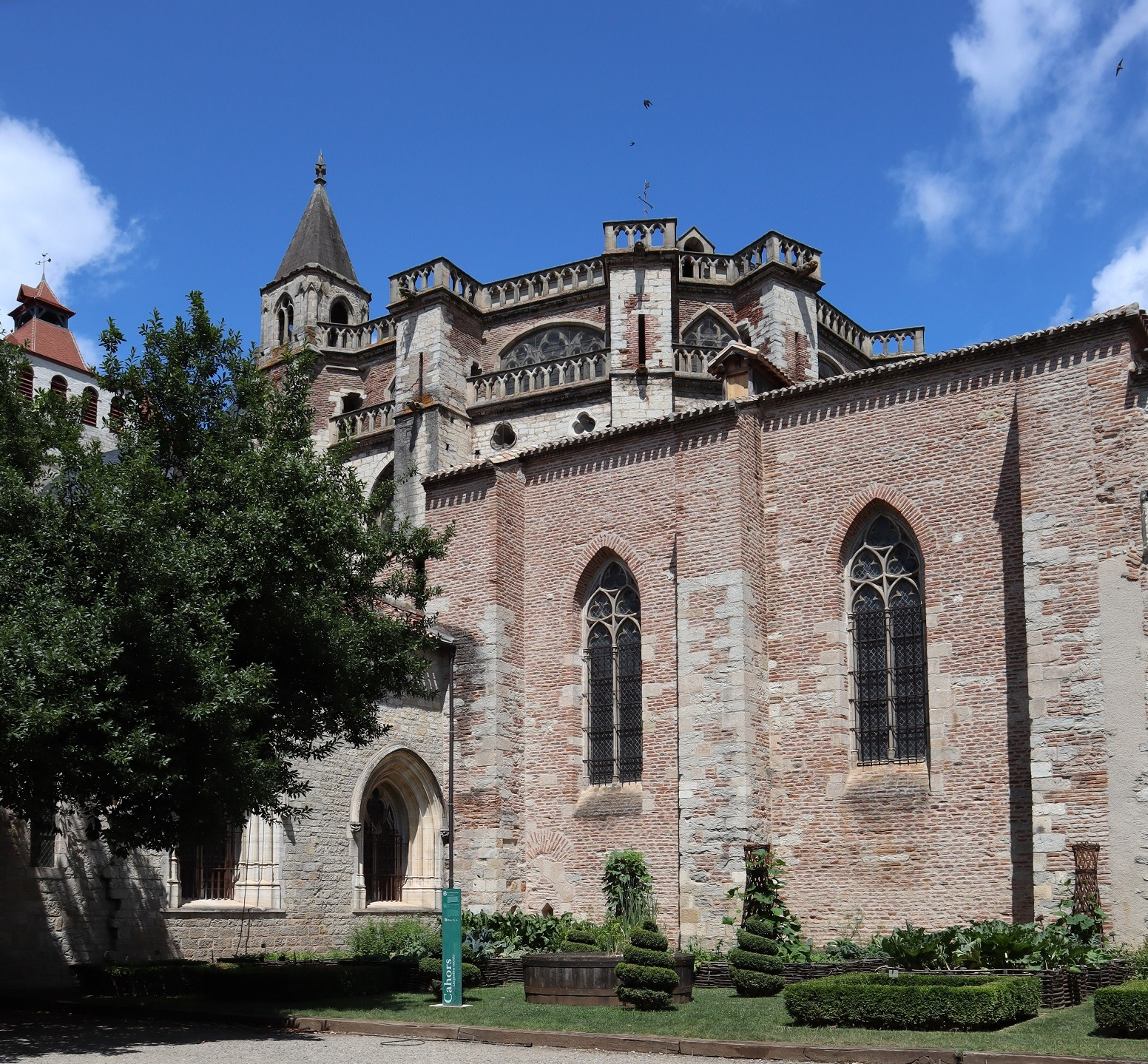
Chapelle Saint-Gausbert et chapelle Saint-Martin vues de la cour de l'archidiaconé.

#### Chapelle du bienheureuxPerboyre
Chapelle située côté nord de la nef la plus proche du chœur. Elle a été dédiée à saint Blaise et sainte Catherine par son fondateur Raymond de Cornil en 1294, puis chapelle de l'Annonciation, actuellement chapelle du bienheureux Perboyre, prêtre quercinois lazariste martyrisé en Chine. On peut lire sur une pierre tombale traduite en français : « Ci-gît Sicard de Montaigu, évêque de Cahors de l'an 1294 à l'an 1300, qu'il repose en paix ».
Le testament de Raymond de Cornil nous apprend qu'il a demandé à être inhumé dans la chapelle qu'il avait faite construire où se trouve son gisant. Ce gisant avait été faussement attribué à l'évêque Sicard de Montaigu pour son classement. Une bague d'évêque a été trouvée dans son tombeau en 1918.

#### Chapelle Saint-Joseph
Chapelle située côté sud de la nef la plus proche du chœur, en face de la précédente. Cette chapelle s'est appelée chapelle des Glaces parce que l'autel était formé de glaces transportées de l'ancienne chapelle des Capucins. Elle a été restaurée à la fin du XIXe siècle par M. Maury.

#### Chapelle Sainte-Jeanne-d'Arc
La chapelle Sainte-Jeanne-d’Arc est la chapelle située côté nord de la nef, adjacente à la chapelle du bienheureux Perboyre, contient le gisant de Mgr Grimardias.

#### Chapelle de la Vierge
La chapelle est située côté sud de la nef, face à la chapelle Sainte-Jeanne-d'Arc. Le sarcophage du bienheureux Alain de Solminihac est transféré de la chapelle des Chanoines réguliers (actuellement la Maison des œuvres) dans la chapelle le 7 août 1791.

#### Chapelle du Sacré-Cœur
La chapelle est située côté sud de la nef, entre le portail sud et la chaire à prêcher.

Chapelles
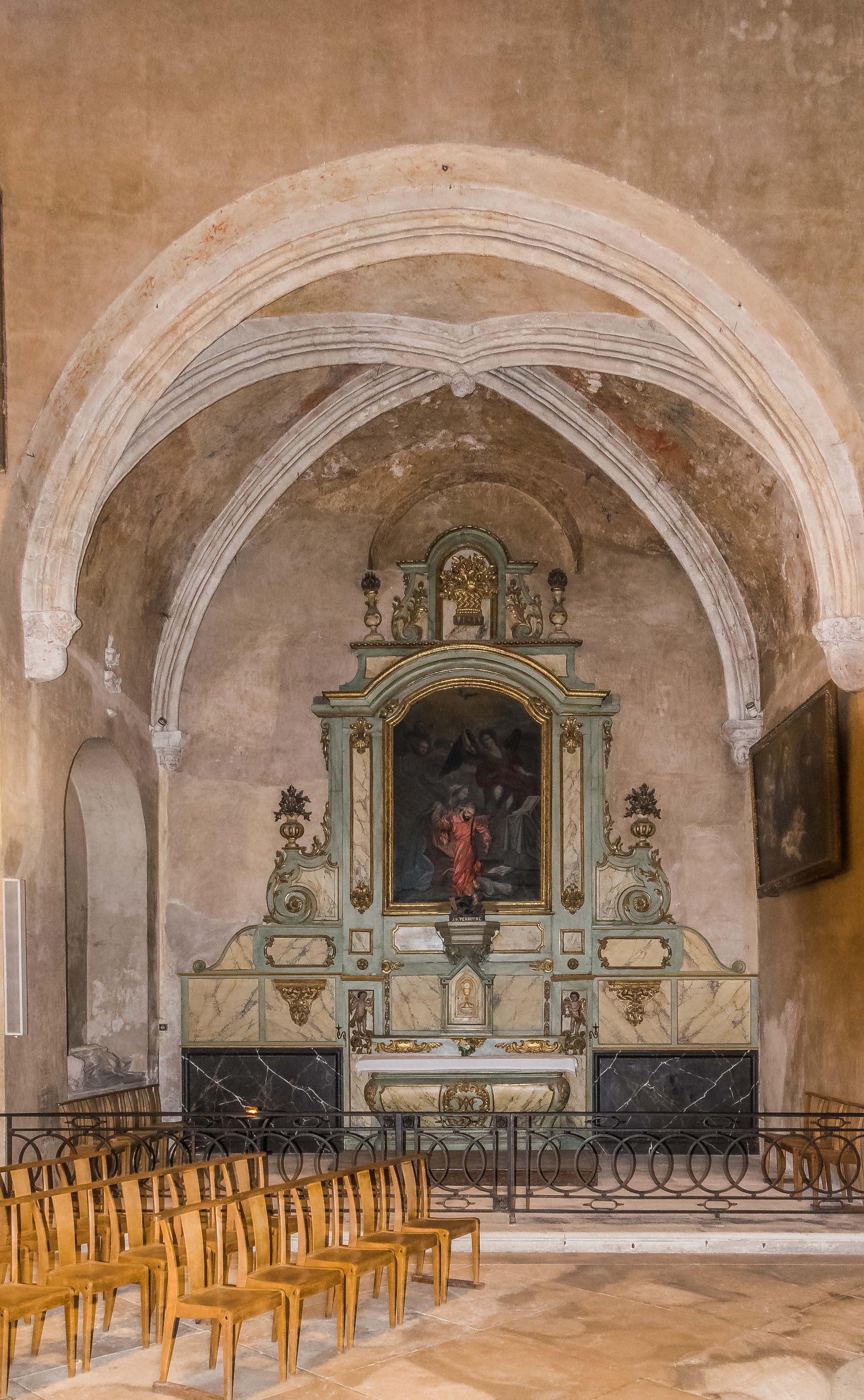
Chapelle du Bienheureux J.G. Perboyre.
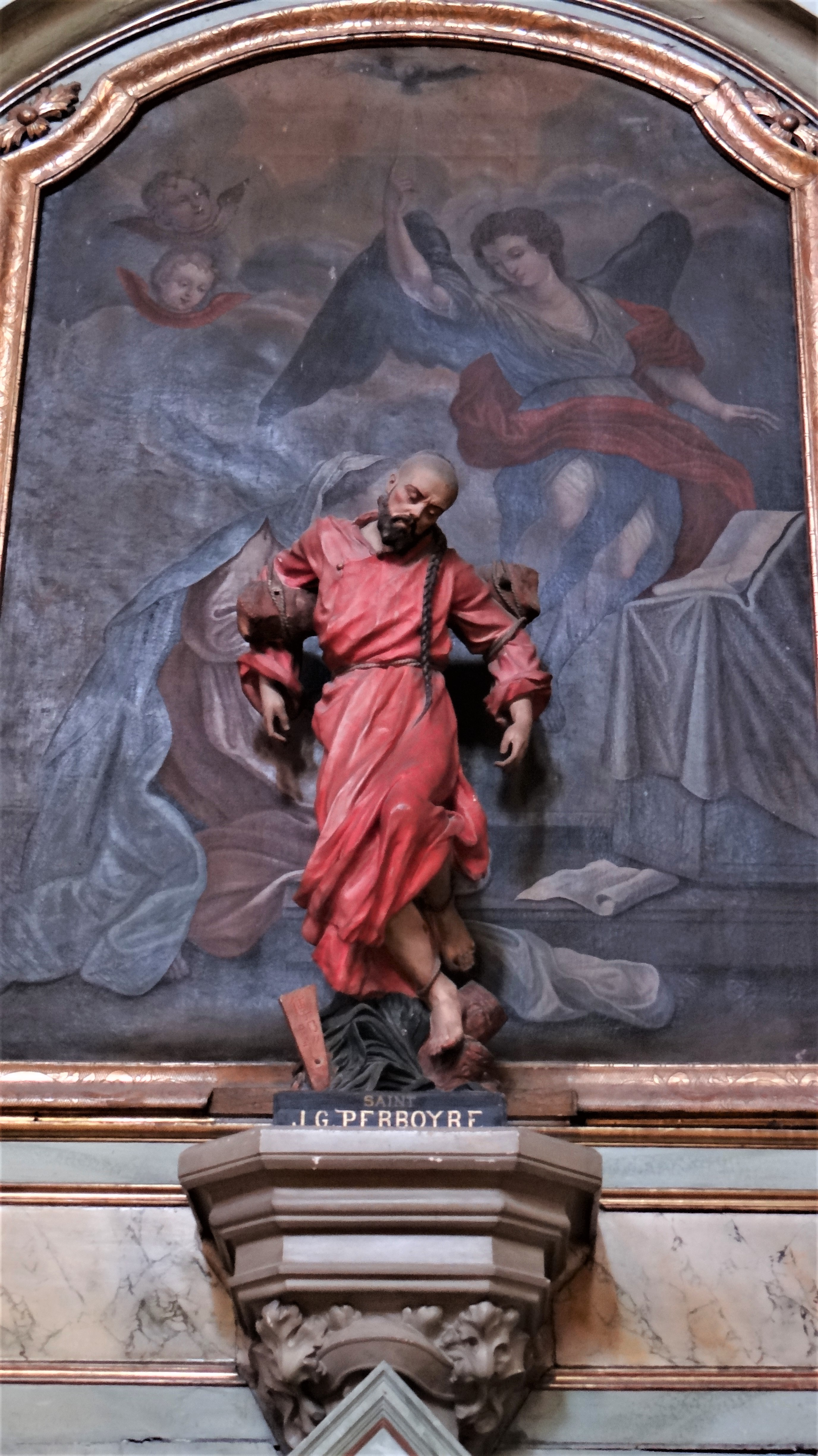
Sculpture du martyre de Jean-Gabriel Perboyre et peinture de l'Annonciation.
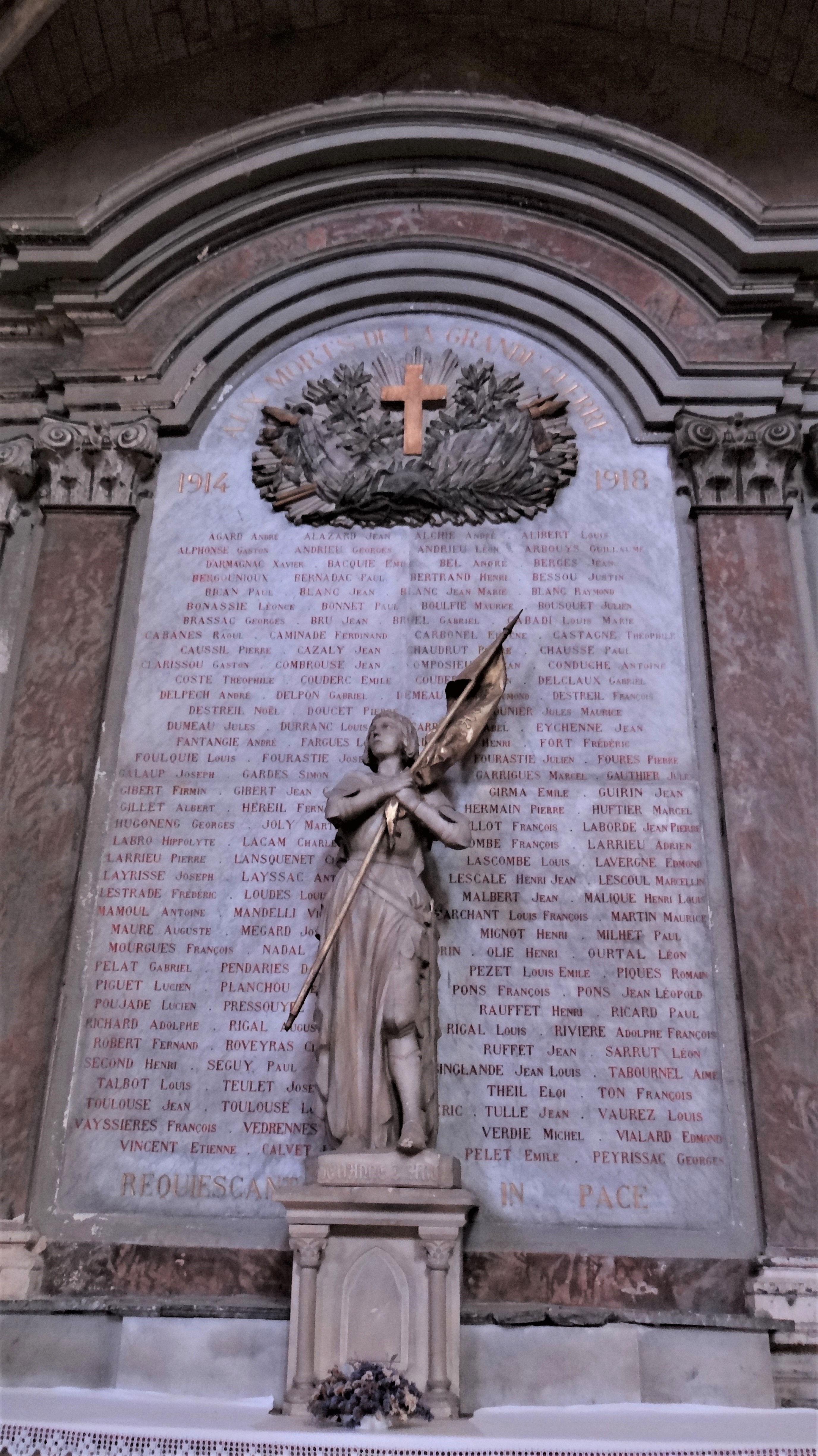
Chapelle Sainte-Jeanne-d'Arc et monument aux morts de la paroisse.
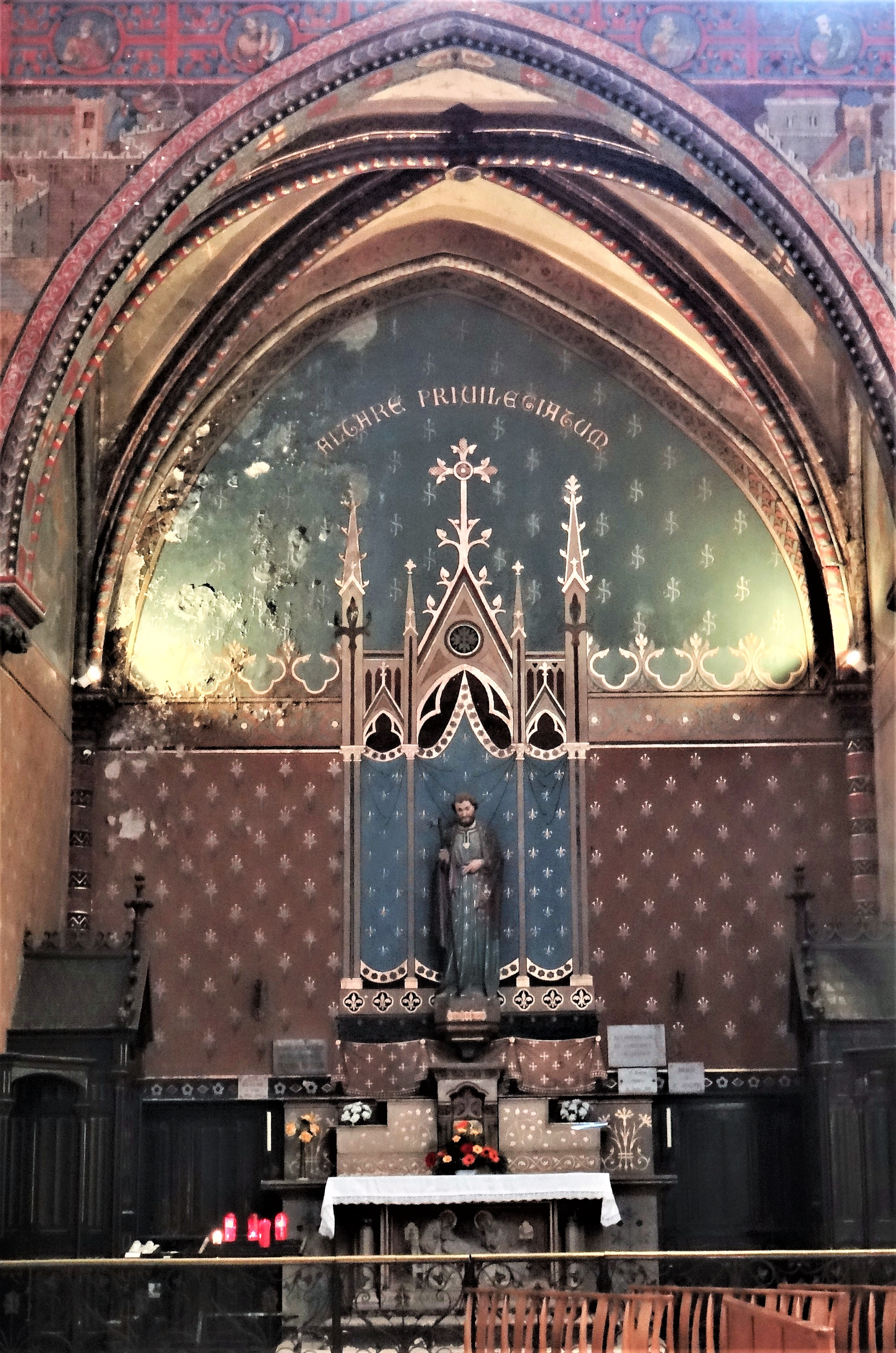
Chapelle Saint-Joseph.
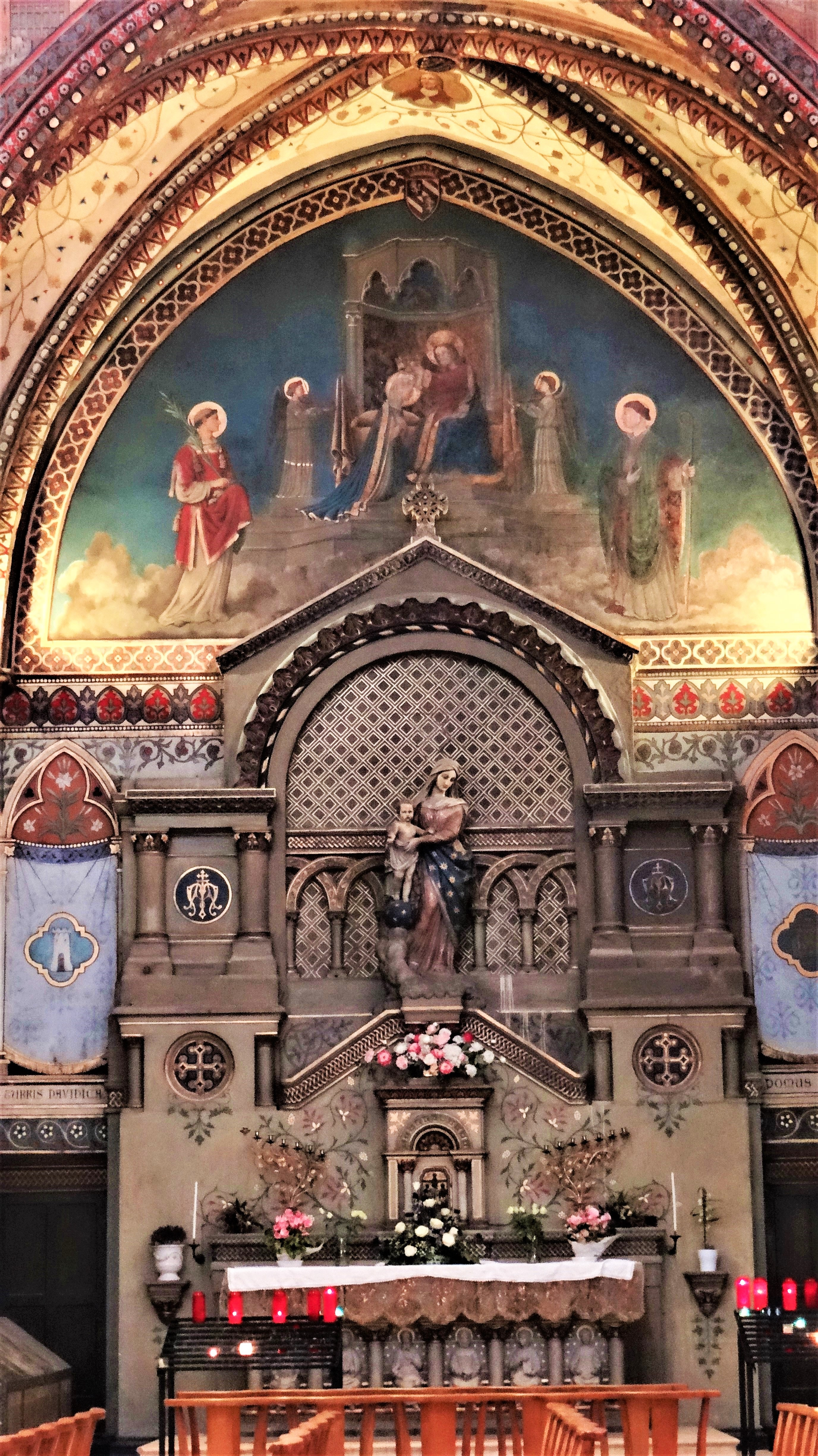
Chapelle de la Vierge avec le tombeau d'Alain de Solminihac transporté dans la cathédrale en 1793.

### Les peintures

#### Peintures du narthex

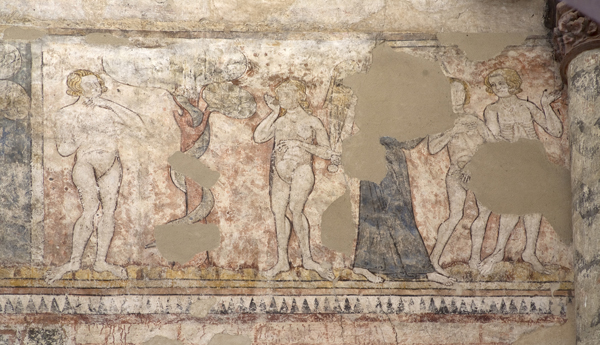
Le Péché originel et Adam et Ève chassés du Paradis.

Des peintures murales dans le narthex ont été découvertes en 1950, dégagées et restaurées dans les années 1988 et 1989,. Elles ont été réalisées entre 1316 et 1324, sous l'épiscopat de Guillaume de Labroue. Elles sont peintes sur trois murs, du mur sud jusqu'au mur nord. Elles illustrent l'histoire de la Création jusqu'au péché originel d'Adam et Ève, tirées du Livre de la Genèse : 
1. Moïse médite sur le Livre de la Genèse,
2. Dieu sépare la lumière des ténèbres et créant les anges,
3. Dieu sépare les eaux du ciel de la terre et créant les étoiles,
4. Dieu insuffle la vie à Adam et tirant Ève d'une côte d'Adam,
5. Dieu crée les oiseaux, les poissons et les quadrupèdes,
6. Dieu introduit Adam et Ève dans le jardin d'Eden,
7. Le Péché originel, côté sud de la peinture, jusqu'à Adam et Ève chassés du Paradis,
8. Un ange habille Adam et Ève. Adam bêche la terre et Ève file la laine dans une maison fortifiée.

#### Peintures de la coupole occidentale de la nef
Les anciennes chroniques du Quercy avaient cité avec des louanges les peintures des coupoles. Après avoir restauré et repeint les peintures du sanctuaire, Cyprien Calmon a découvert les peintures de deux pendentifs qui sont à côté de l'arc triomphal représentant les portraits de saint Urcisse et de saint Génulphe. Ces travaux se sont arrêtés faute de crédit. En novembre 1890, le ministre chargé des beaux-arts est informé que Paul Cassignol, inspecteur des édifices diocésains de Cahors, a « enlevé lui-même sur trois cents mètres carrés le badigeon qui recouvrait les peintures de la coupole de la cathédrale». Cette découverte est faite au cours des travaux de consolidation des deux coupoles qui ont nécessité d'enlever les couches de badigeon qui les recouvraient.
La Société des études du Lot a demandé des crédits pour restaurer ces peintures, sans succès. En 1894, l'architecte diocésain fait recouvrir de badigeon les traces de peintures qui recouvraient les pendentifs et la coupole est qui s'effritaient sous l'action de l'air et tombaient en vétusté et qui ont été irrémédiablement perdues. Une nouvelle intervention de la Société des études du Lot auprès du nouveau directeur des beaux-arts a permis de suspendre ces travaux et de sauver les peintures de la première coupole dont les travaux de conservation ont été confiés à Marc Gaïda,.
Ces peintures sont contemporaines de celles du narthex. Les deux coupoles étaient peintes. La coupole orientale représentait les évêques de Cahors. Seules les peintures de la coupole occidentale ont été découvertes en 1840. D'abord restaurées par Marc Gaïda en 1891, elles l'ont été encore en 1953 et 1982. Elles représentent la lapidation de saint Étienne représenté dans le médaillon placé au centre de la composition. Il est en prière, regardant le ciel, et semble insensible aux pierres qui lui sont lancées mais ne l'atteignent pas.
Autour sont peints treize personnages de la société médiévale, soldats, nobles et paysans, et Saul, le futur saint Paul, qui se tient avec une épée levée. Puis son représentés huit grands personnages dans des compartiments mesurant 4,50 m de hauteur. Ce sont des prophètes qui assistent au martyre du saint, le premier martyr chrétien. Ils sont disposés sans ordre de prééminence : Daniel face au roi David, Jérémie et Ésaïe, Ézéchiel et Habacuc, Esdras et Jonas. Ils tiennent chacun un phylactère sur lequel est inscrit leur nom en lettres gothiques. Ils foulent aux pieds des monstres symbolisant les vices dénoncés dans leurs prophéties. Ces animaux ont été repeints au XIXe siècle. Ils devaient représenter un fauve, un serpent ou un dragon comme il est dit dans le psaume 90, verset 13 : Tu marcheras sur le lion et sur l’aspic, tu fouleras le lionceau et le dragon. La présence des prophètes permet d'attester que Jésus est bien le messie annoncé

Peinture de la coupole occidentale - Lapidation de saint Étienne
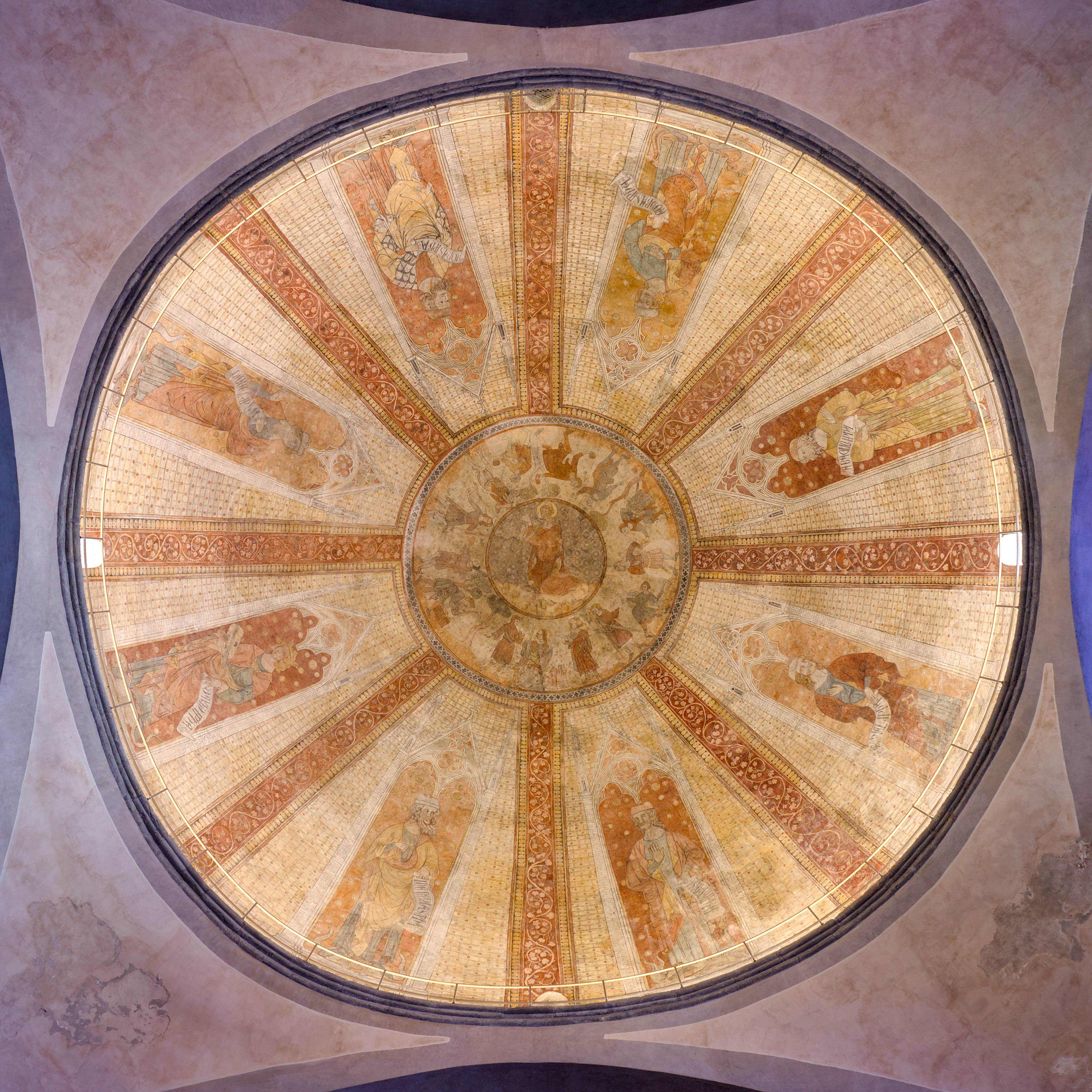
Ensemble de la coupole.
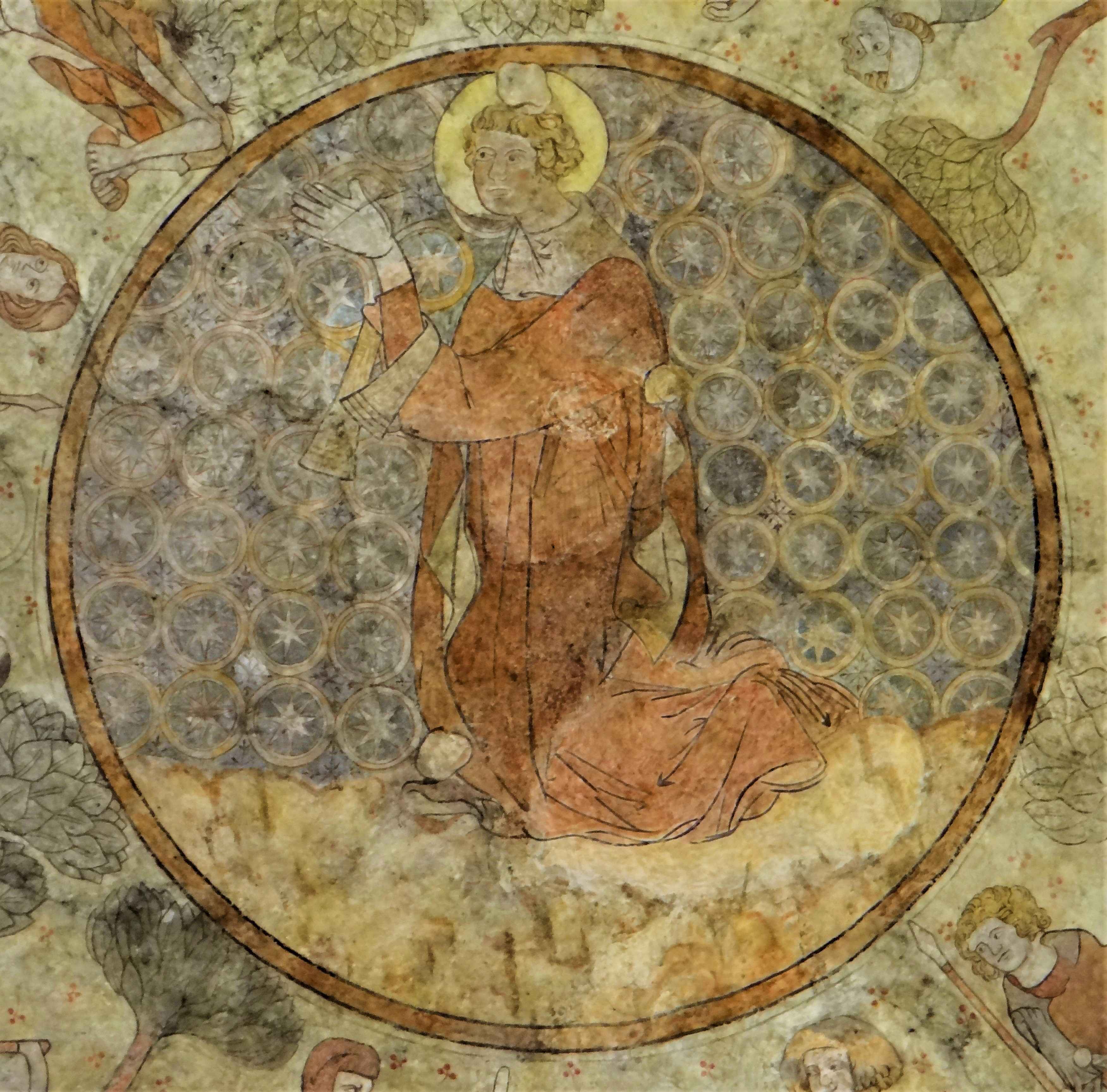
Saint Étienne en prière.
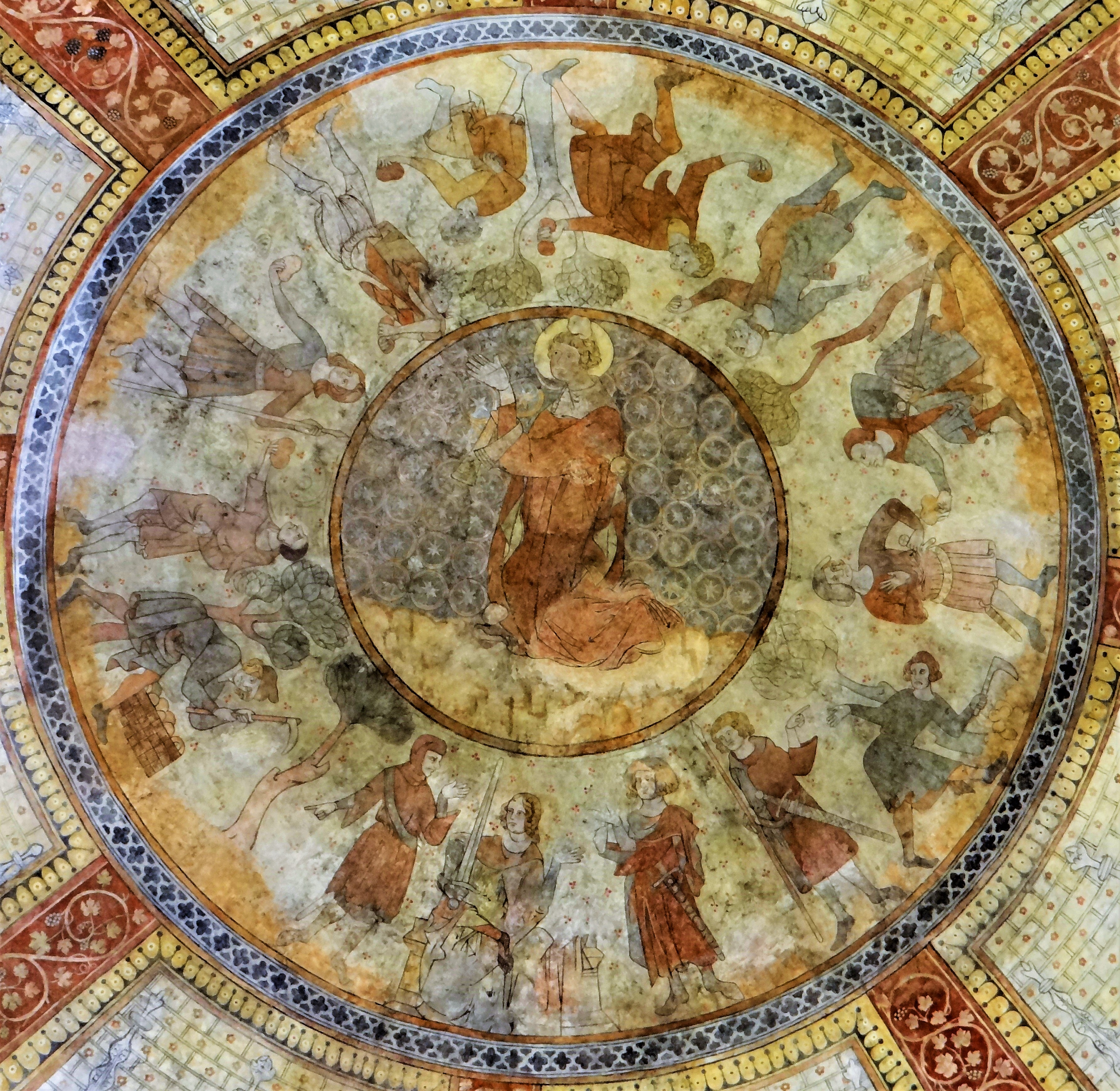
Autour de saint Étienne en prière, saint Paul tenant une épée levée et treize personnages de la société médiévale.
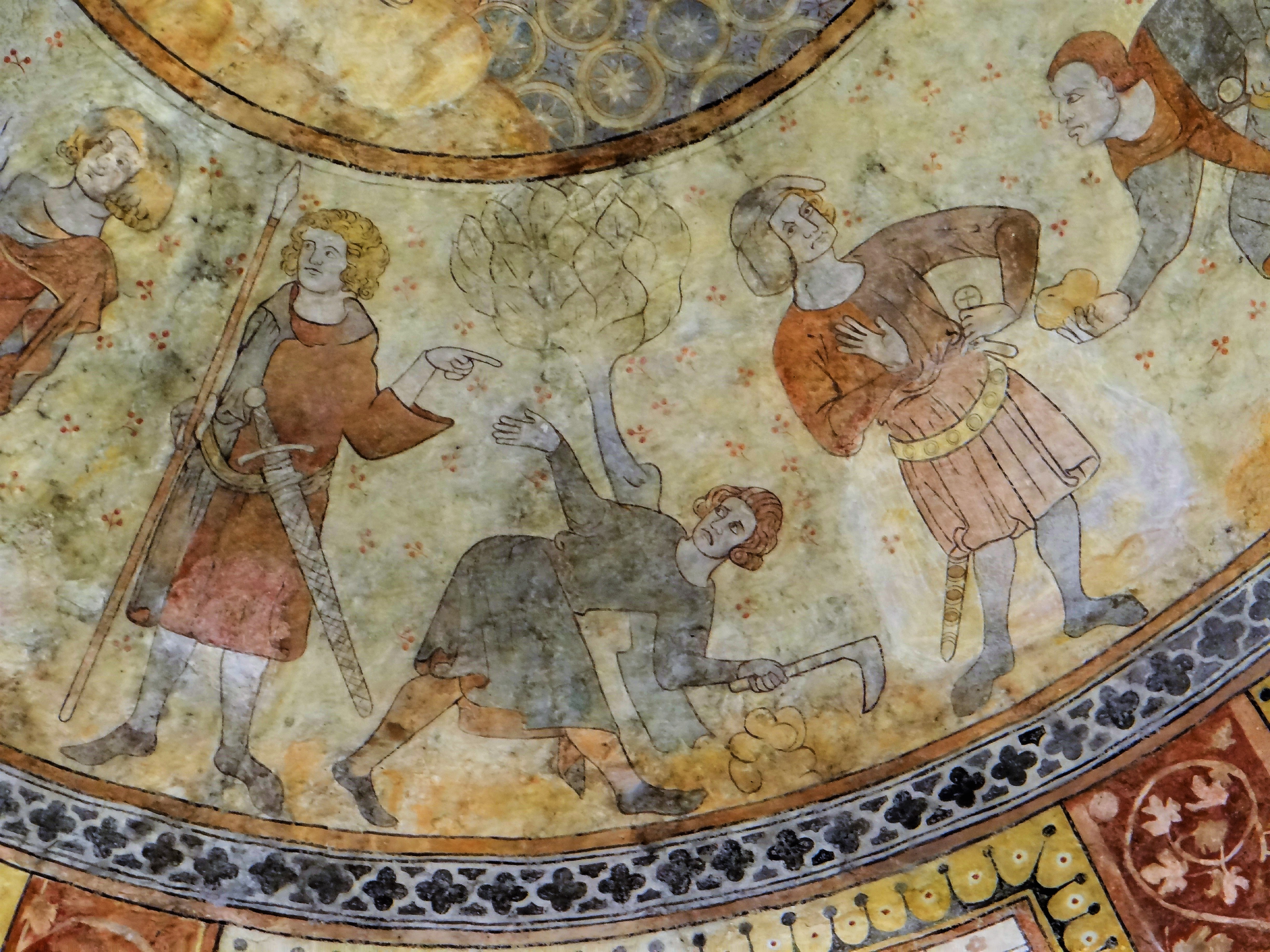
Personnages de la société médiévale.
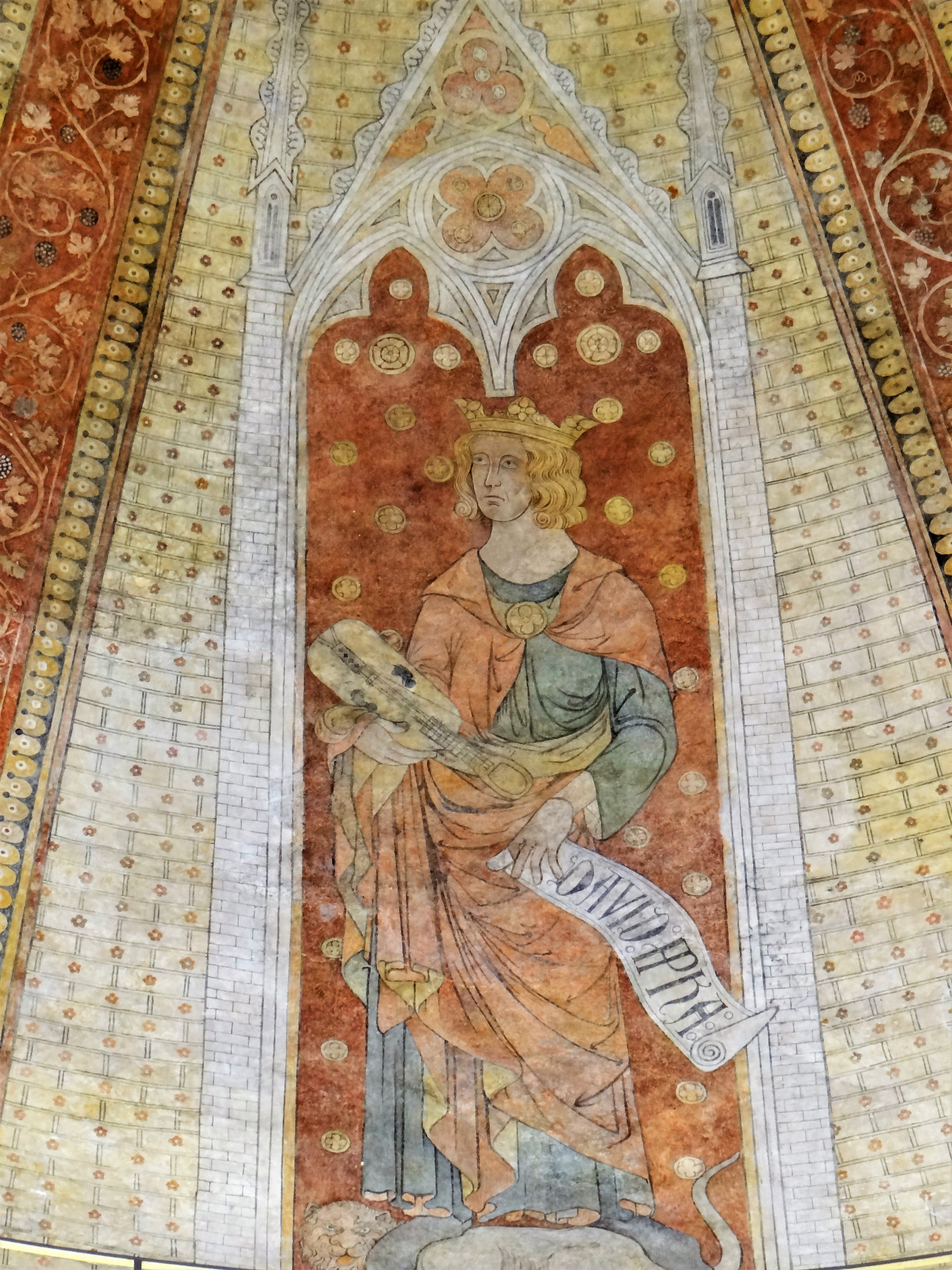
Le prophète David.

#### Peintures du chœur
Des peintures ont été exécutées sur le mur entourant le chœur entre les années 1316 et 1324. Elles ont été badigeonnées à la fin du XVIIIe siècle. Elles représentaient la lapidation et ensevelissement de saint Étienne, le baptême du préfet Dioscorus par saint Genoulph, l'Adoration des Mages, le Couronnement de la Vierge, la consécration de l'autel de la Vierge de Rocamadour par saint Martial et le martyre de sainte Valérie. Elles ont été redécouvertes en 1872 par le peintre et sculpteur de Cahors, Cyprien Calmon. Il en a commencé la restauration en 1873. Si cette restauration reste modérée sur le panneau du couronnement de la Vierge, les panneaux représentant la lapidation de saint Étienne sur le piédroit de l'arc-doubleau du côté nord et l'Adoration des Mages sont entièrement repeints. Les autres panneaux sont des compositions de Cyprien Calmon (1837-1901) qui les a signés.

Peintures du chœur
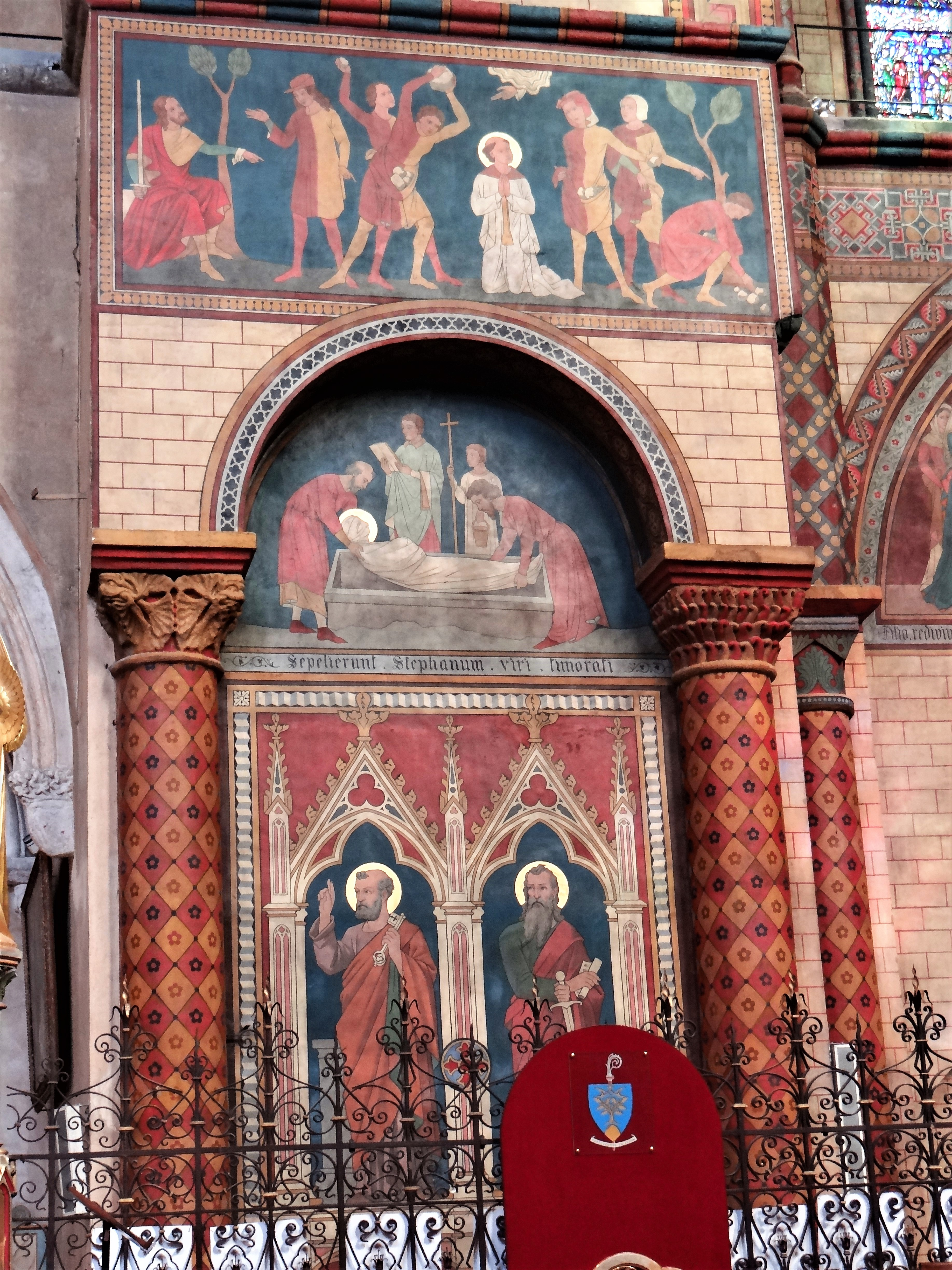
Lapidation de saint Étienne au-dessus de l'inhumation de saint Étienne et des saints Pierre et Paul.
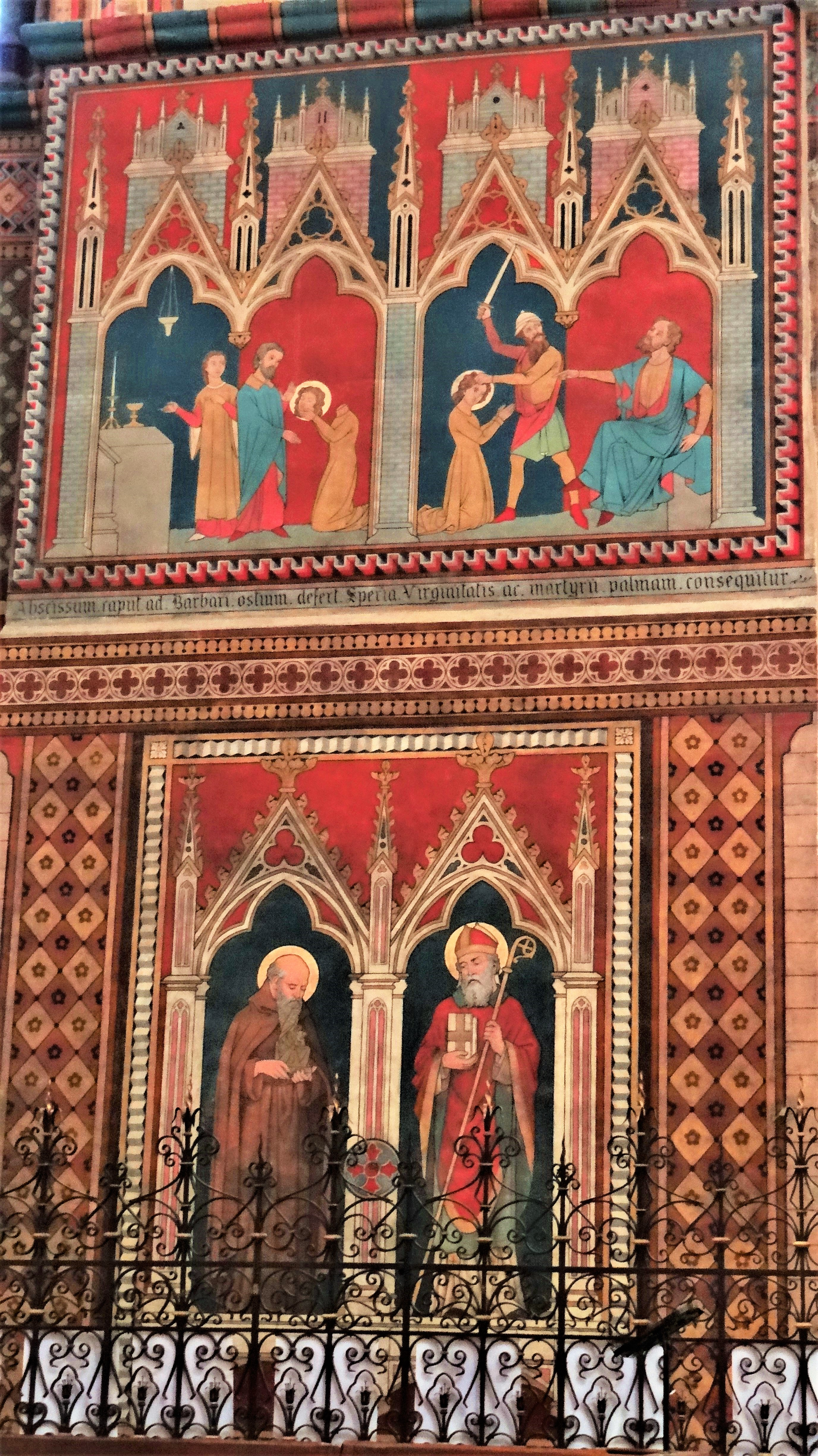
Martyre de sainte Spérie, mais par erreur car elle représente le martyre de sainte Valérie[53].
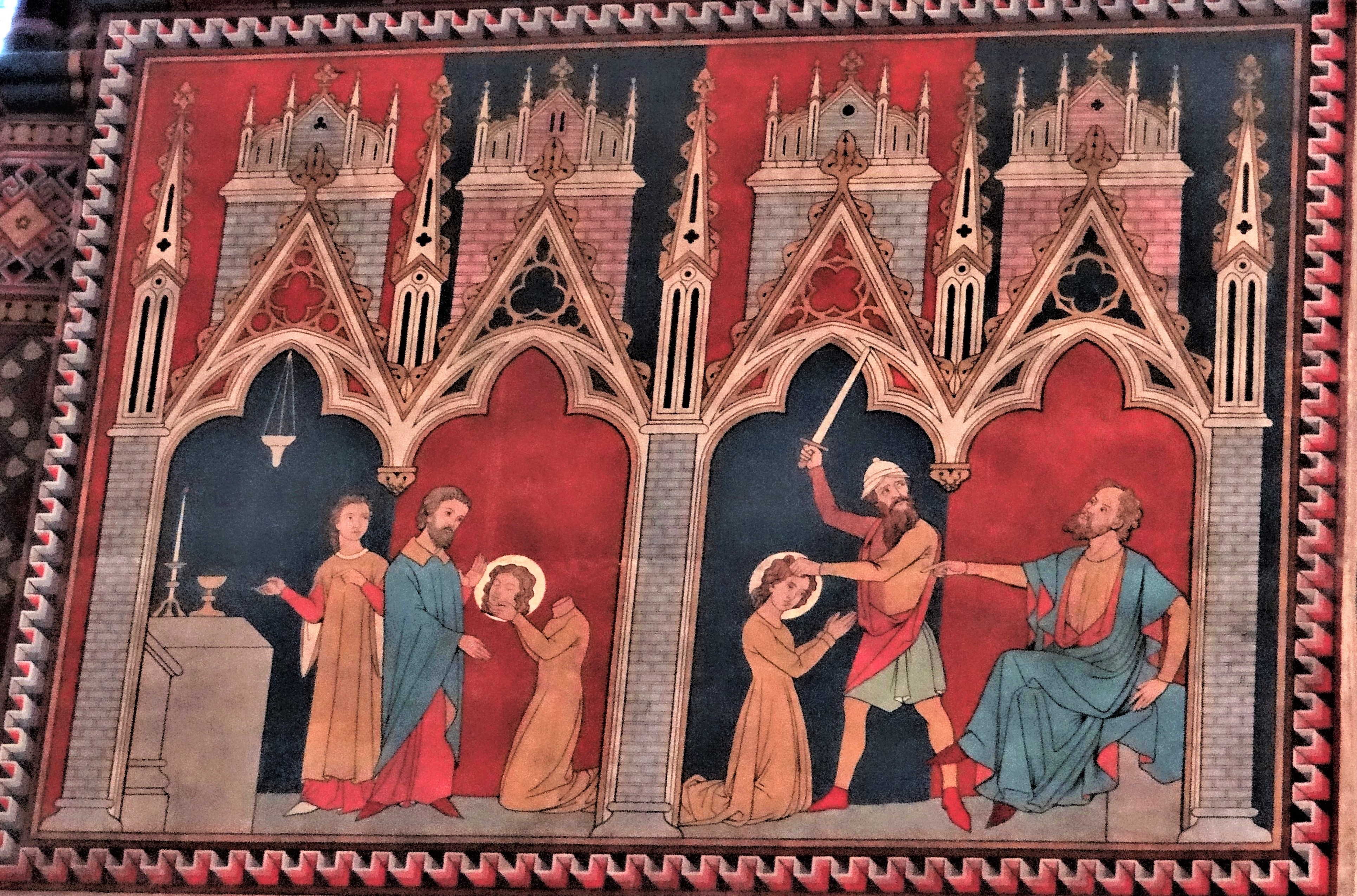
Martyre de Spérie,d'après l'inscription, mais à tort, en fait martyre de sainte Valérie. Peinture murale du XIVe siècle repeinte, plutôt que restaurée, par Cyprien Calmon.

### Les vitraux
Des vitraux anciens ont été mentionnés au XVIIe siècle par l'abbé Raymond de Foulhiac mais il n'en reste rien aujourd'hui. Le cycle de sept verrières du chevet ont été réalisées en 1872-1873 par le maître-verrier Joseph Villiet pour l'évêque Pierre-Alfred Grimardias,.

Vitraux de l'abside
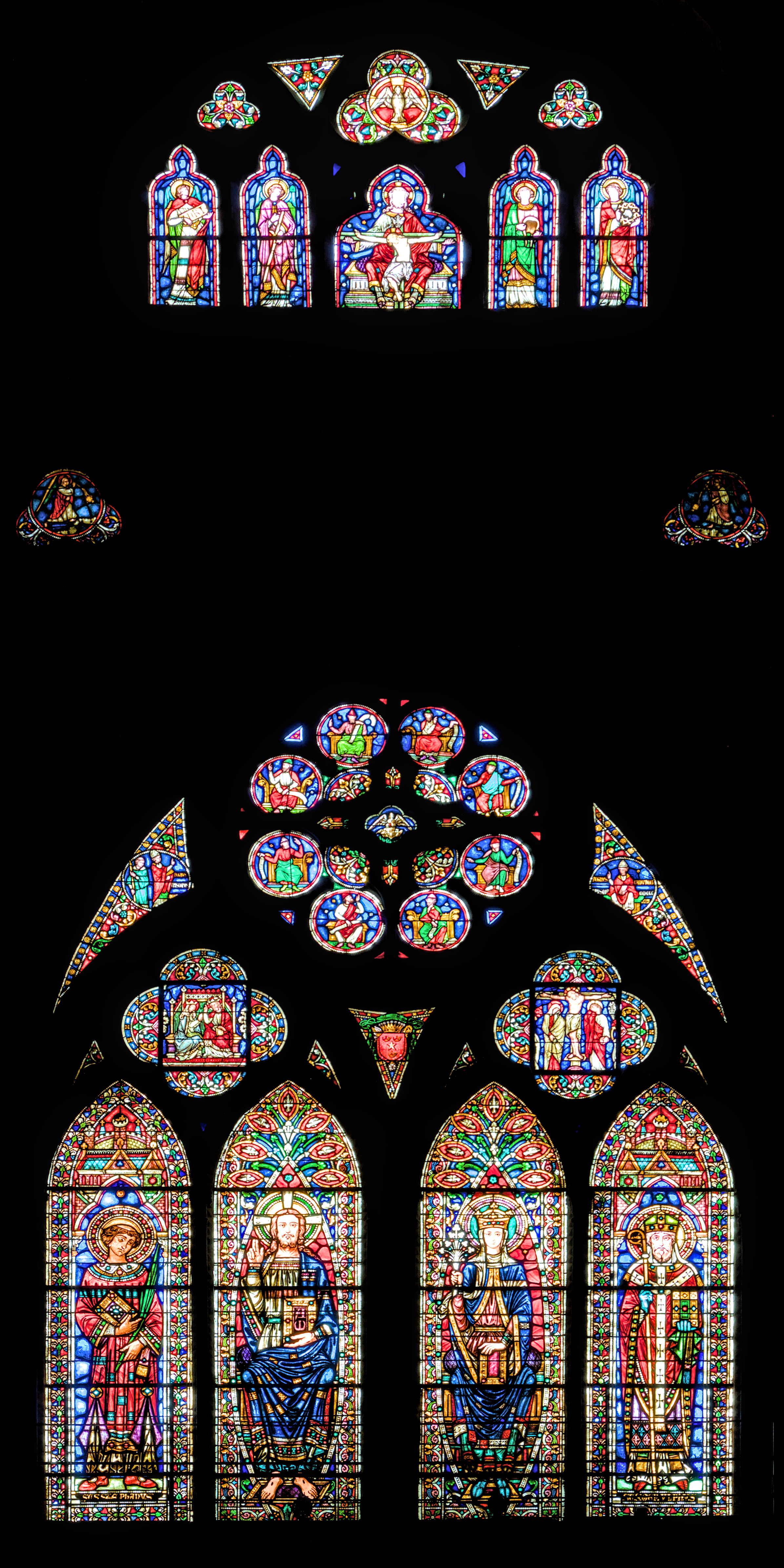
Verrière d'axe : saint Laurent, le Christ, la Vierge Marie, saint Génulphe.
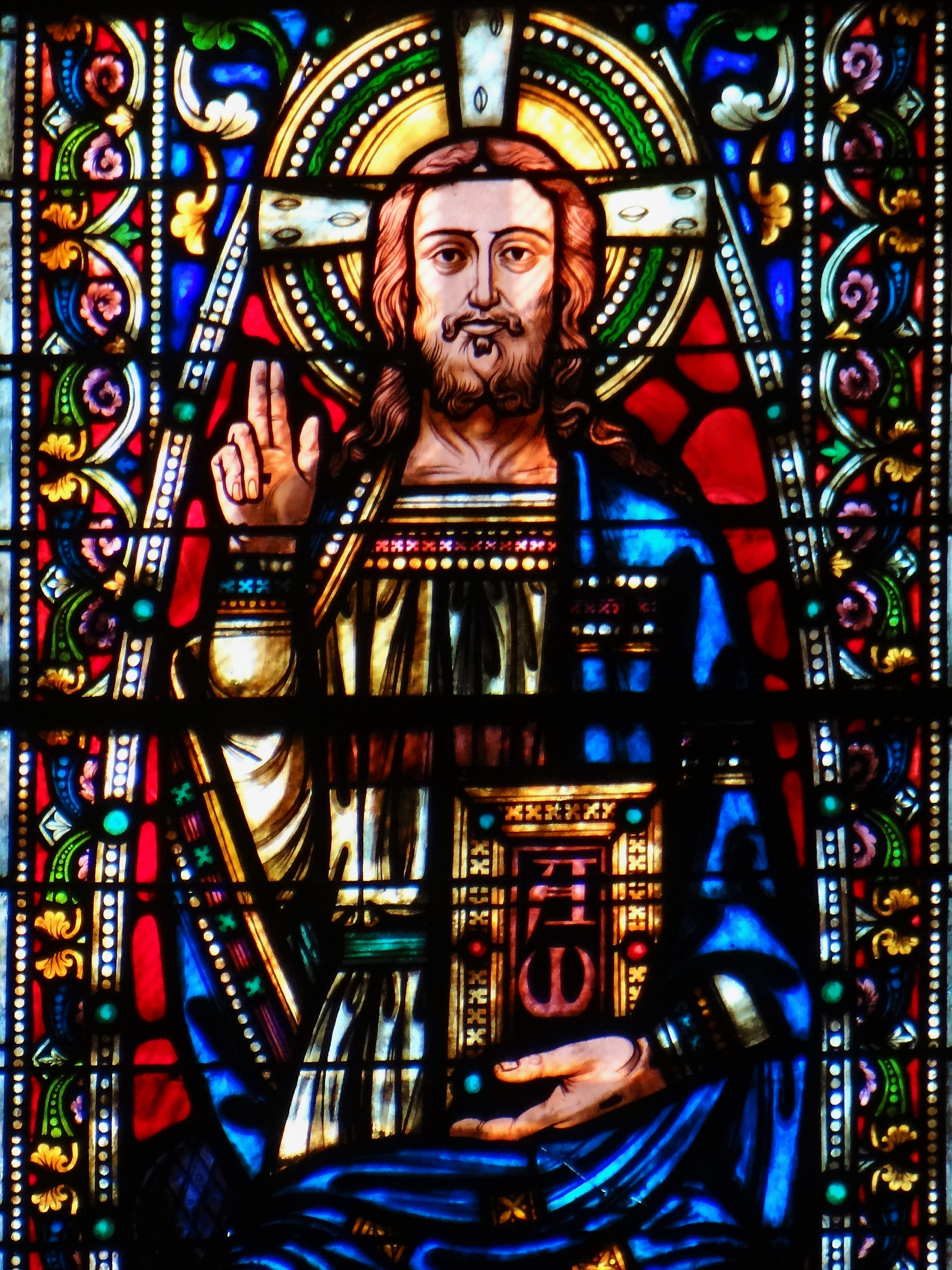
Le Christ bénissant.
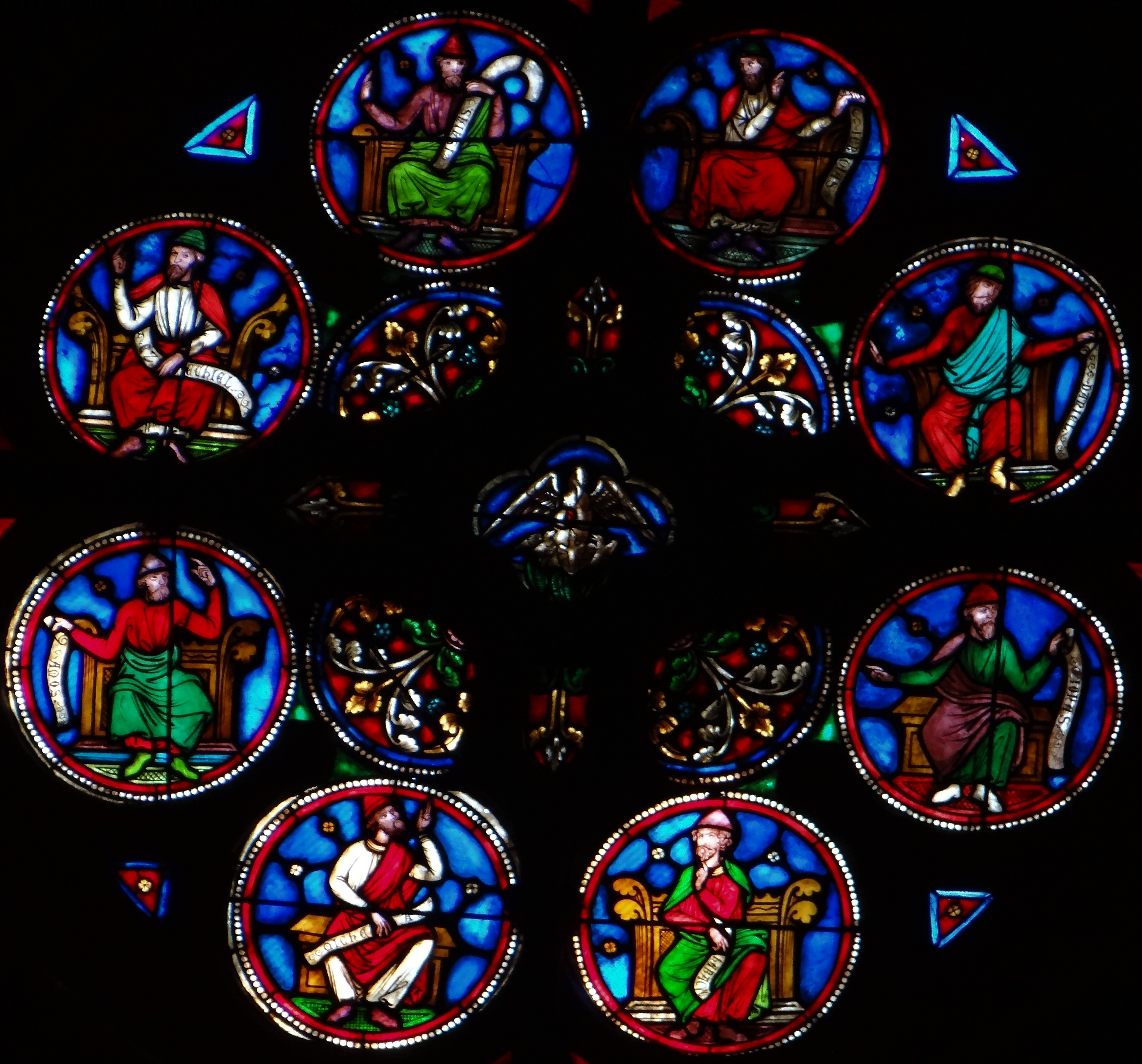
Prophètes.
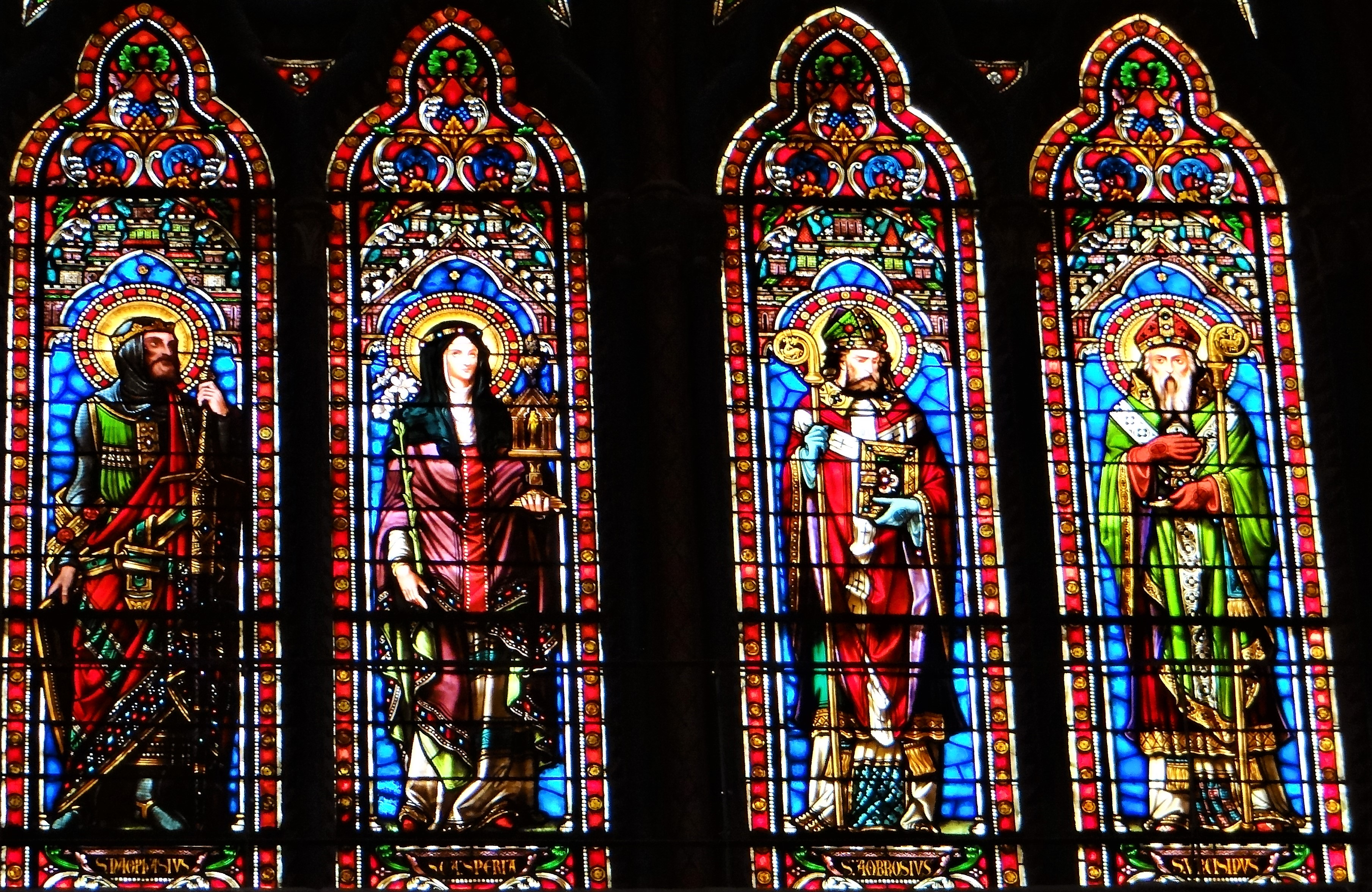
Vitraux de saint Namphase, sainte Spérie, saint Ambroise, saint Urcisse.

Au début du XXIe siècle, les vitraux de la nef restent en revanche constitués de verre clair losangé dans un mauvais état de conservation. Ils contrastent avec le chœur de la cathédrale et la lumière crue qu'ils laissent entrer donne dans l'édifice une impression de « pauvreté ». En 2007, la Direction régionale des affaires culturelles (DRAC) engage un programme de création de vitraux contemporains, en relation avec le clergé affectataire. Une consultation est lancée auprès d'artistes et de maîtres-verriers. Trente et un artistes proposent leur candidature ; parmi ces candidats sont choisis Gérard Collin-Thiébaut, artiste français vivant en Franche-Comté, et le maître-verrier Pierre-Alain Parot, installé en Bourgogne. Le coût des nouveaux vitraux est de 580 000 euros, dont 80 000 ont été donnés par la Fondation d'entreprise GDF Suez.
Le projet concerne onze baies, représentant une surface de 90 m2. Celles-ci sont réparties en quatre groupes dont chacun est associé à l'un des évangélistes. Elles sont réalisées dans un style figuratif ; selon l'artiste, il s'agit de renouer avec l'ancienne fonction pédagogique des vitraux. Chacun des vitraux est constitué d'une superposition ou juxtaposition d'images tirées de tableaux, de fresques, de photogrammes ou de photographies. Par exemple, dans le groupe de l'Évangéliste Matthieu, l'une des baies est composée d'une image tirée du film Ordet, de Carl Theodor Dreyer et de deux tirées de tableaux (La descente de Croix, de Rogier van der Weyden et Les précurseurs du Christ avec les saints et les martyrs, de Fra Angelico).
La peinture sur verre traditionnelle ne permet pas de retranscrire correctement le projet de Collin-Thiébaut, avec ses effets de transparence et de translucidité ; des tentatives de sérigraphie s'avèrent également infructueuses. Aussi, Pierre-Alain Parot a recours à une imprimante spécialisée, capable de déposer des émaux sur le verre aux endroits voulus. Les vitraux ainsi décorés sont recuits à 760 °C ; une deuxième couche de verre, avec un réseau de plombs destiné à souligner les formes et les couleurs, leur est ensuite superposée. Le résultat est inauguré le 8 juin 2013,.

### L'orgue

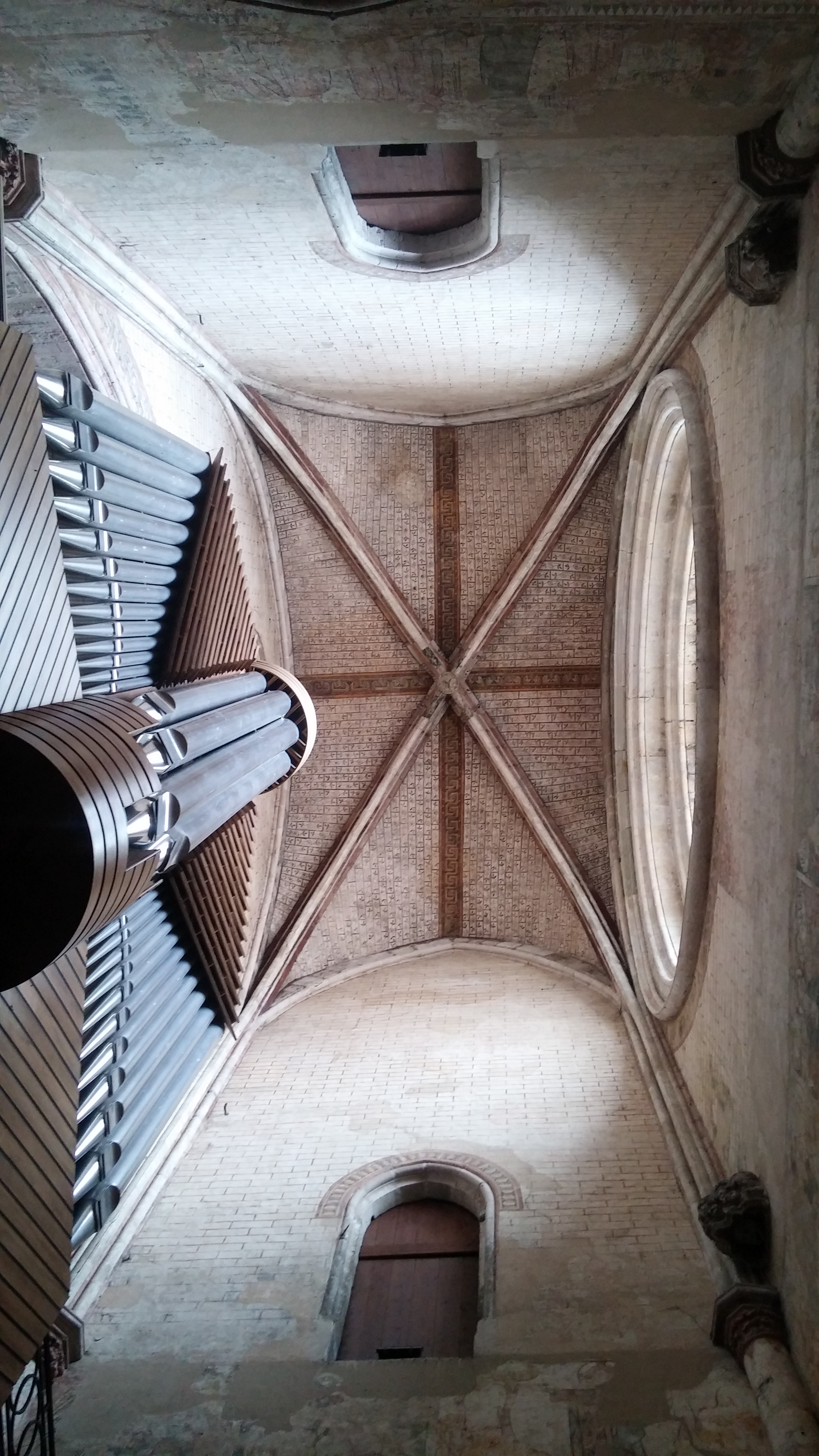
Buffet contemporain à l'arrière de l'orgue de tribune, côté narthex.

Le premier orgue sur lequel il existe des documents est celui construit en 1712-1714 par le facteur d'orgues François Picard de Lespine, facteur d'orgues originaire d'Abbeville, d'abord établi à Bordeaux avec son frère Adrian, puis à Toulouse en 1727. C'était un instrument à quatre claviers sur lequel il n'y a pas d'autres informations. Il en est resté le buffet en chêne massif, sculpté. Pendant les cent années qui suivent, il n'y a pratiquement pas d'informations. En 1838, il est relevé par les frères Claude de Mirecourt et restauré en 1849 par Théodore Puget.
La maison des facteurs d'orgue des frères Édouard et Eugène Stoltz, fondée en 1845 par Jean-Baptiste Stoltz, a réalisé la partie instrumentale de l'orgue pré-romantique en 1861-1863. L'orgue a été réalisé dans le style des orgues romantiques. Le buffet a dû être élargi vers l'arrière en le prolongeant jusqu'à la façade ouest de la cathédrale. Il y avait aussi, un sas d'entrée en chêne massif côté ouest de la cathédrale, sous la tribune du grand orgue Jean Baptiste Stoltz, avec quatre portes d'accès dans la cathédrale, dont deux capitonnées en vert kaki latérales et deux en chêne massif en façade. Le nouvel orgue a été inauguré en 1863 par Auguste Durand alors organiste à l'église Saint-Vincent-de-Paul de Paris (1862-1874). Des organistes célèbres sont venus jouer sur cet orgue comme César Franck, Charles-Marie Widor, Louis Vierne.
En 1876 des travaux importants ont entraîné un empoussiérage de l'orgue. Il a été « relevé » en 1878 pour le nettoyer sans modifications. En 1922, le facteur d'orgue toulousain Maurice Puget (1894-1960) restaure l'orgue puis électrifie sa ventilation en 1936.
Entre 1939 et 1945 des travaux importants ont été faits sur l'orgue — électrification et réharmonisation par le facteur Troseille — mais sans modification de sa tuyauterie. Après la Seconde Guerre mondiale des demandes de relevage ont été faites mais sans suite. En 1984 l'orgue est devenu inutilisable.
Des découvertes de peintures murales du XIVe siècle sont faites dans le narthex (voir ci-dessus). La restauration du narthex a imposé le démontage de l'orgue en 1984. Les propositions de restauration de l'orgue par le service des Affaires culturelles et des Monuments historiques ont dû tenir compte de la volonté de mettre en valeur ces peintures. L'orgue a été restauré entre 1987 et 1990 par le facteur d'orgues Gérald Guillemin. Un buffet contemporain a été réalisé à l'arrière de l'orgue. Le buffet de François Picard de Lespine a été remis dans son état d'origine,.
L'orgue de tribune des frères Stoltz est classé comme objet au titre des monuments historiques pour sa partie instrumentale construite par Stoltz le 20 février 1979,.
Organiste titulaire depuis 1992 : Albertus Dercksen.
Le facteur d'orgue Jean Daldosso, constructeur de l'orgue de Rocamadour, a fait le relevage de l'orgue depuis mars 2017.

### Mobilier
Plusieurs objets (peinture, orgue, retable, ornements, tableaux, statues, etc.) sont référencé dans la base Palissy.

## Quartier cathédral
L'ensemble du quartier cathédral roman a dû être commencé par l'évêque Géraud, en 1090, quand la réforme grégorienne a été appliquée. Au début du XIIe siècle ont été construits, en plus de la cathédrale, le cloître et les bâtiments canoniaux à l'intérieur de l'enclos canonial. Au sud du cloître se trouvait un  bâtiment et une tour communément appelés « grenier du chapitre ». Le cloître roman a été démoli pour construire un cloître Renaissance. L'ancienne salle capitulaire romane située le long de la galerie orientale du cloître a été remplacée par la chapelle Saint-Gausbert à la fin du XVe siècle. La chapelle Saint-Martin a été construite entre 1328 et 1337 au sud du chevet de la cathédrale. L'archidiaconé Saint-Jean a été achevé en 1528. Une chapelle Saint-Jean existait au nord de la cathédrale, détruite. Deux tours romanes datant du XIe siècle qui se trouvaient contre le mur oriental de l'enclos canonial ont été découvertes en 2003.

### Le cloître
Dans la vie de saint Didier il est écrit qu'il y avait au VIIe siècle, à côté de la cathédrale un cloître et un monastère. Ce cloître a peut-être été reconstruit à la même époque que les coupoles de la cathédrale si on s'appuie sur une porte qui a été conservée et qui présente le même style que le portail sud de la cathédrale.
Une porte, à droite du chœur, permet d'accéder au cloître gothique flamboyant.
En 1493, après la fin de la guerre de Cent Ans, sous l'épiscopat d'Antoine d'Alamand, le chapitre peut financer la reconstruction du cloître. Le chantier commence en 1497 et se termine en 1504. On y trouve les armoiries du chanoine Antoine d'Auriolle et des évêques Antoine de Luzech (1502-1509), Aloïs de Caretto (1514-1524) et Paul de Caretto (1524-1553). Le cloître a  peut-être été réalisé par des sculpteurs ayant participé à la construction du cloître de l'abbaye de Cadouin. Le premier étage du cloître n'a pas été réalisé.
Les sculptures profanes représentant des coquillards, des buveurs, des musiciens, un architecte au travail, ont peut-être été copiées sur celles de Cadouin. On peut voir sur une pierre carrée se disputer deux pèlerins, l'un tenant une coquille. Au nord-ouest, la petite Vierge sous son dais de coquilles, est une des rares représentations religieuses épargnées par les protestants quand ils ont pris la ville.
Curiosité : la surface de la cour intérieure est strictement égale à la surface de la galerie qui l'entoure, illustrant ainsi la duplication du carré et le nombre racine carrée de deux qui a fasciné mathématiciens et architectes depuis Babylone.

Cloître
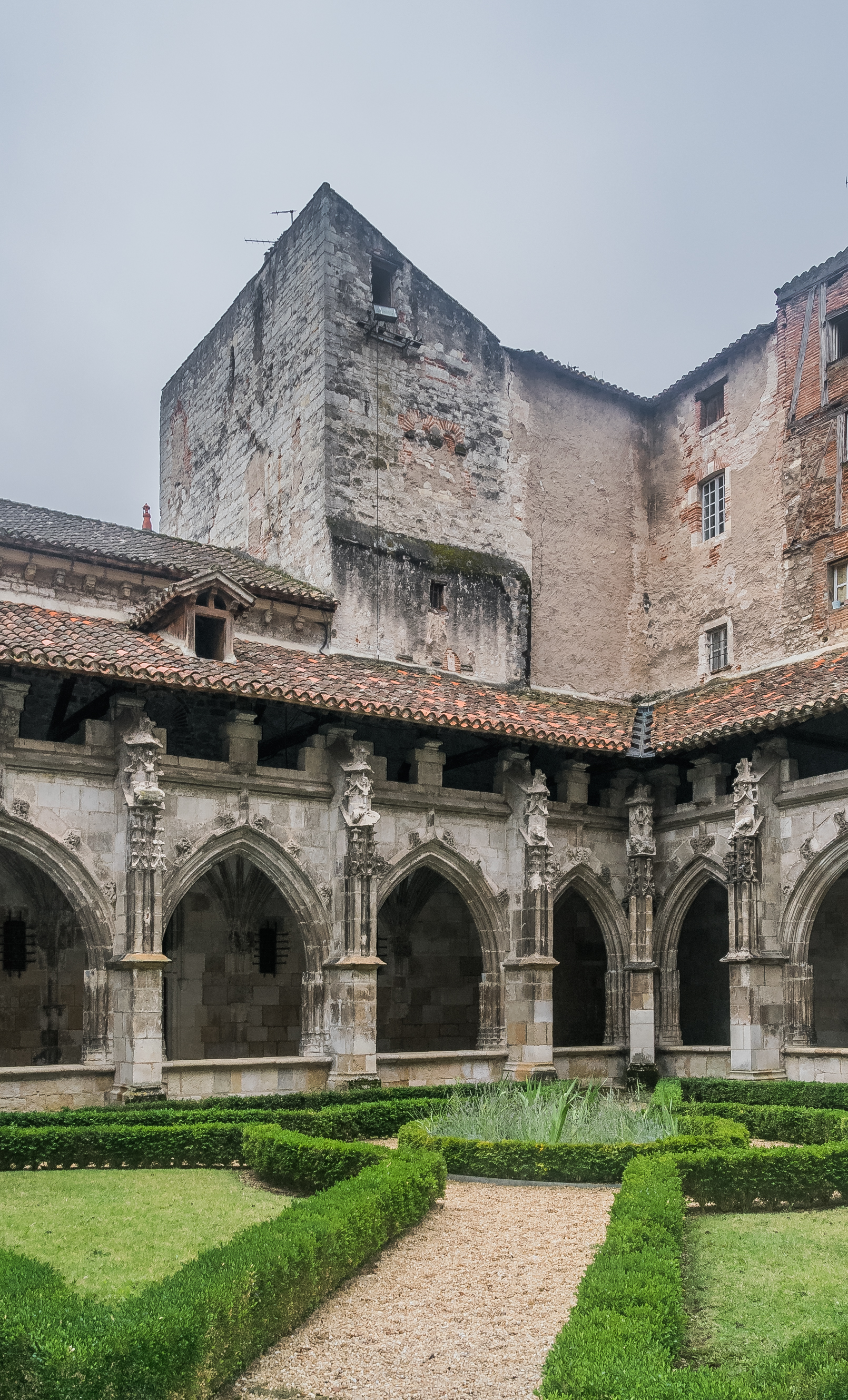
Galeries ouest et nord du cloître de la cathédrale.
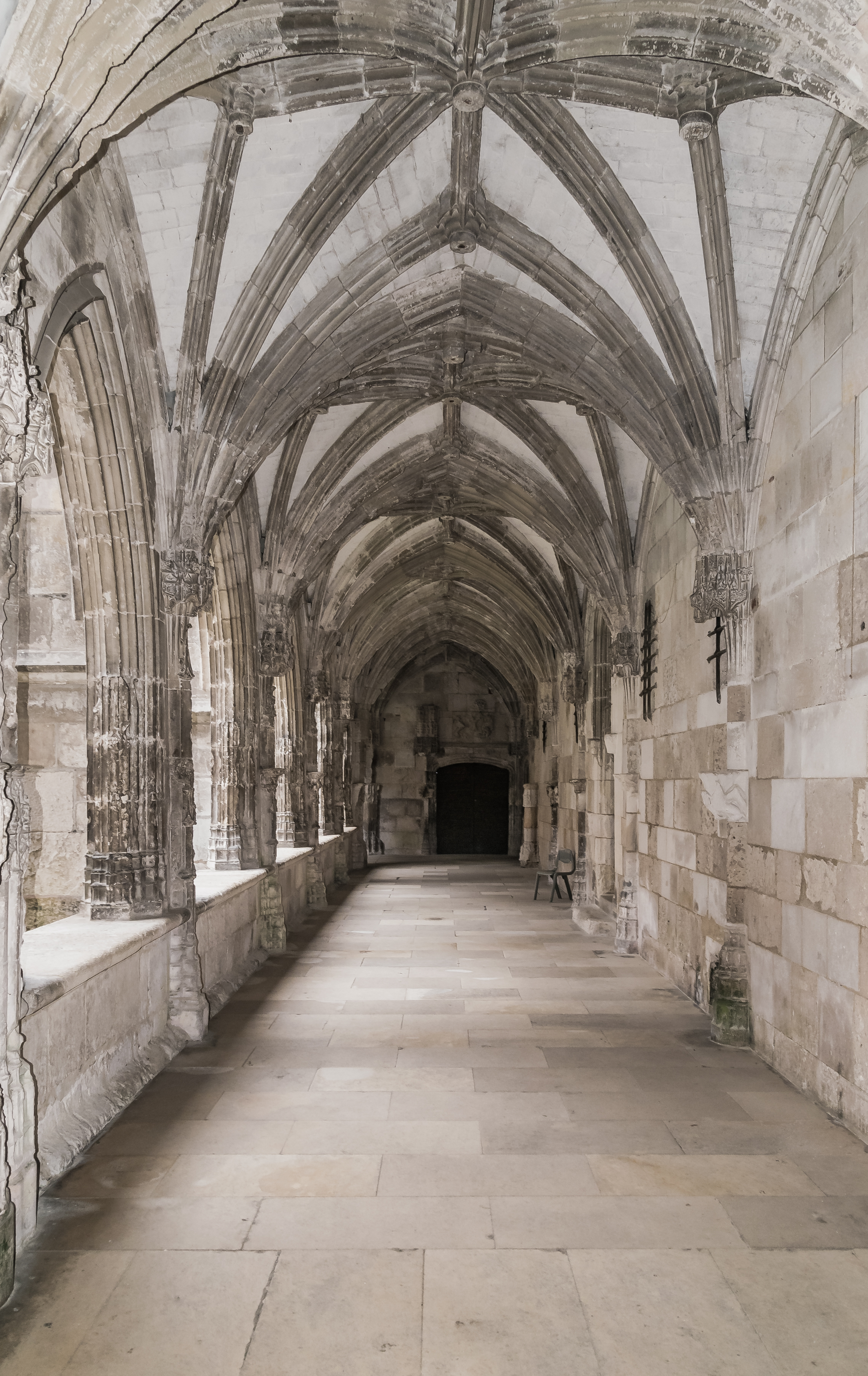
Galerie sud.
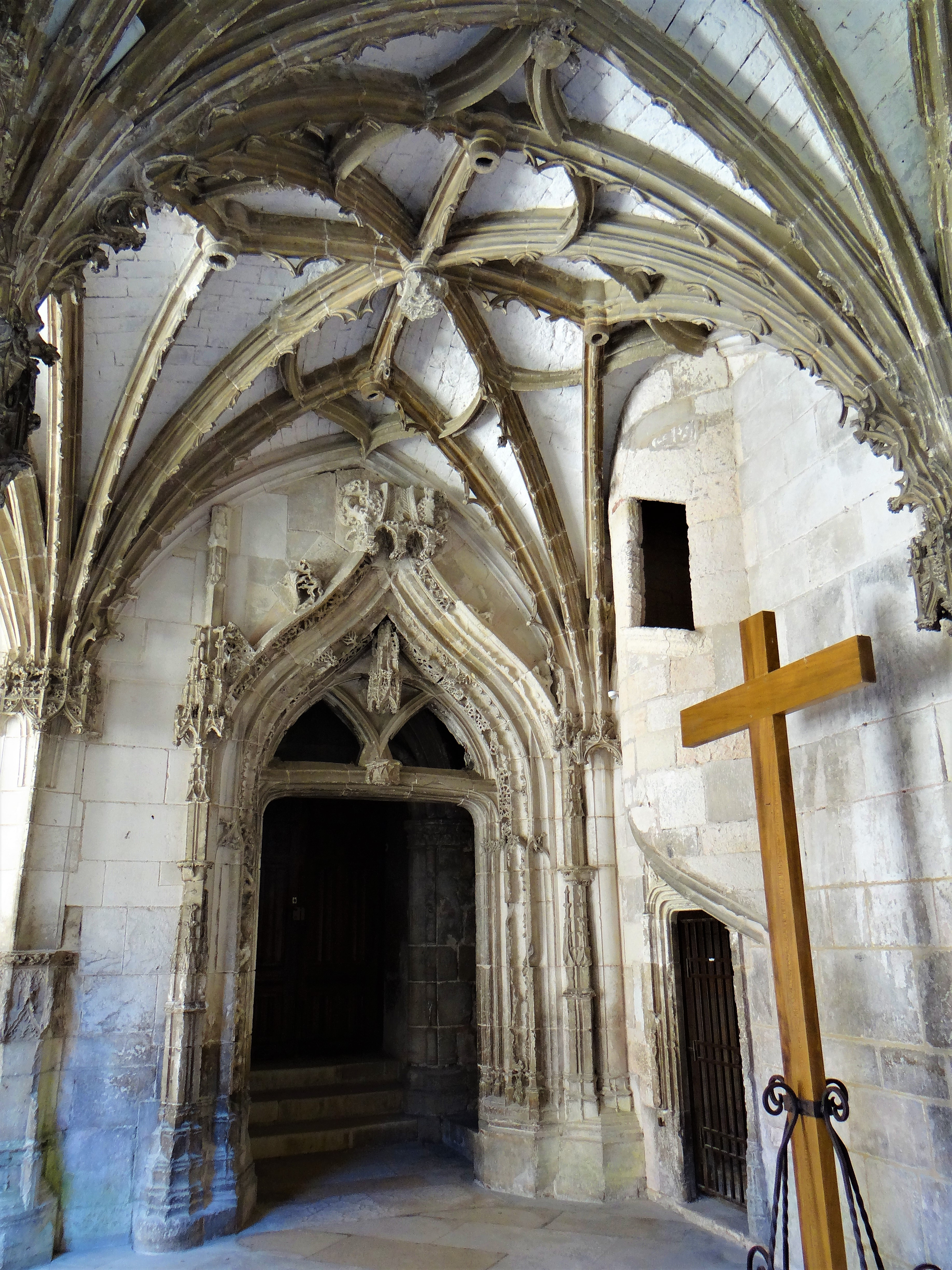
Galerie nord. Porte d'accès à l'abside de la cathédrale.
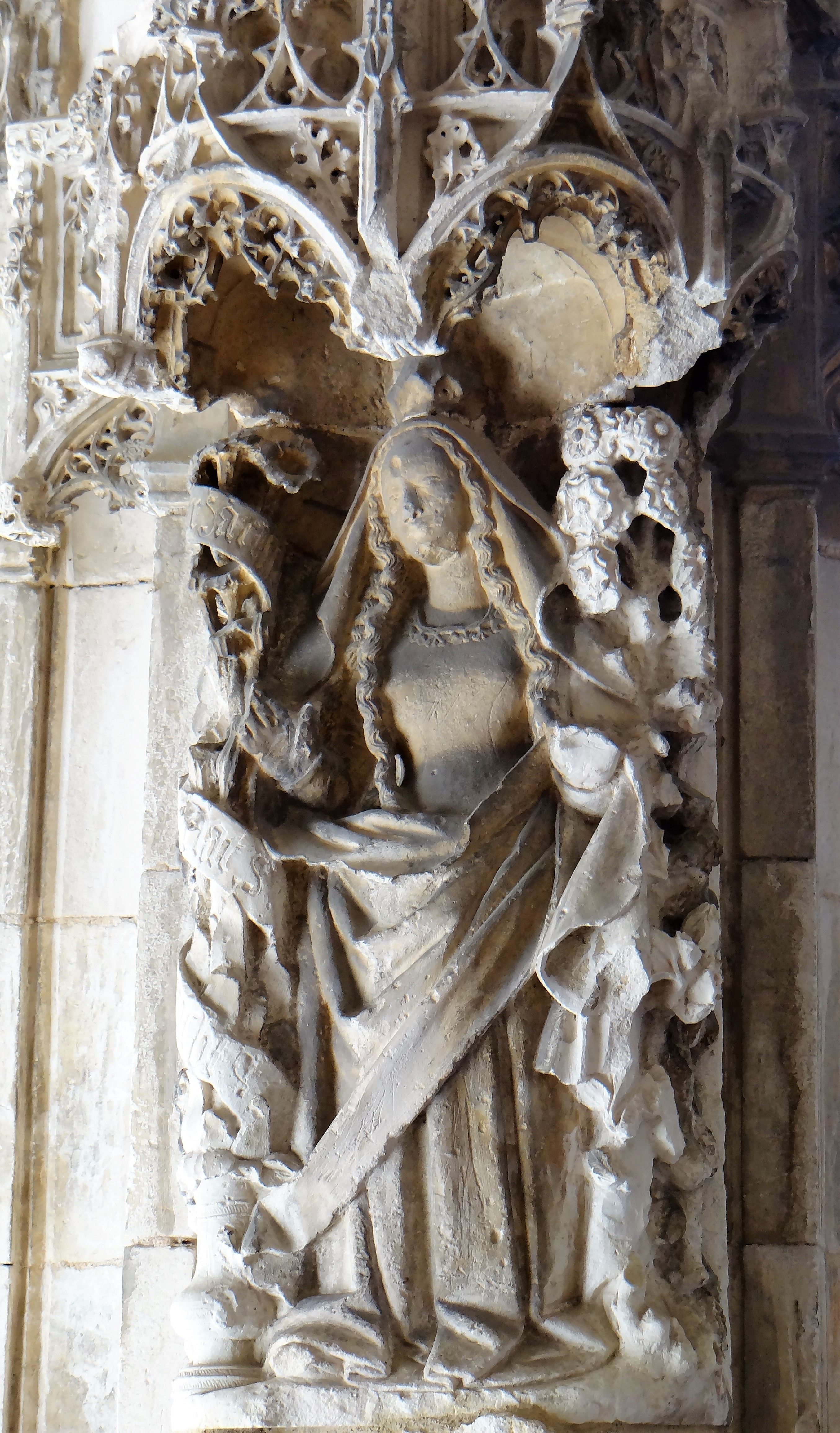
Galerie nord. Pilier nord-ouest. La Vierge.
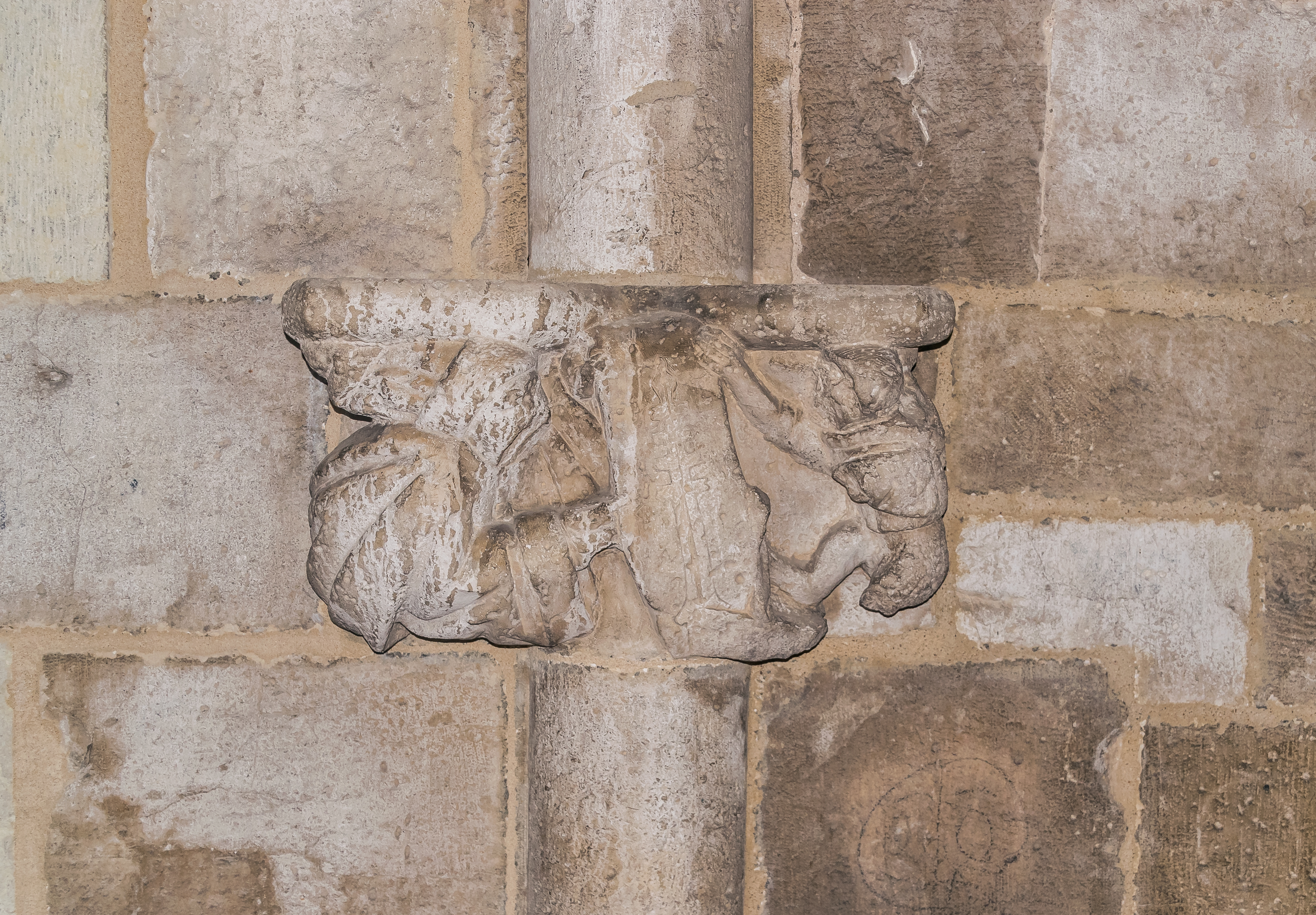
Sculpture.
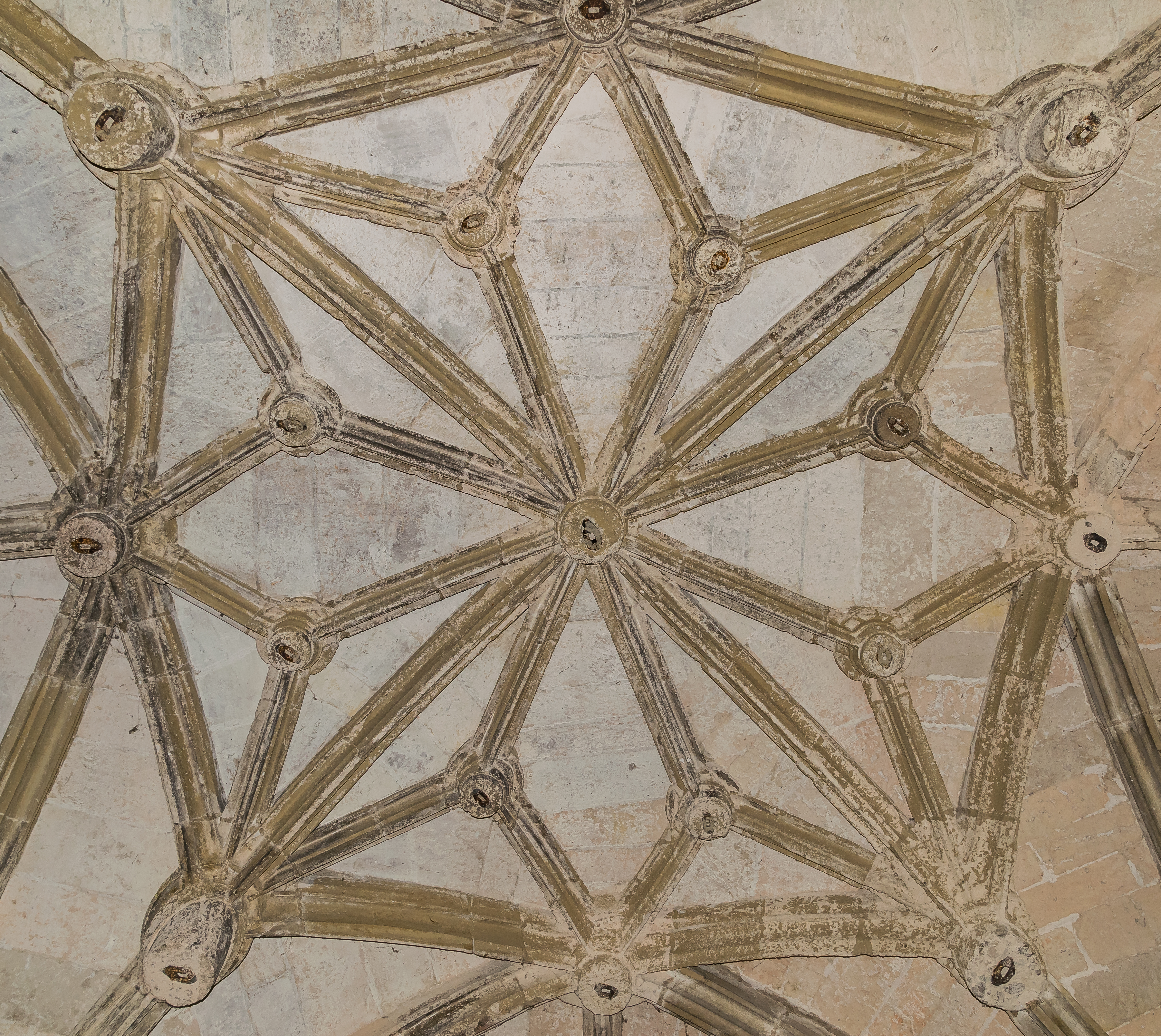
Plafond d'une partie du clôitre.

### La chapelle Saint-Gausbert
La chapelle Saint-Gausbert (ou Saint-Gaubert) est orientée nord-sud avec une simple nef divisée en deux travées. De « nombreuses nervures de la nef, très filetées se réunissent en faisceaux pour reposer sur les chapiteaux de pilastres cannelés. Ces chapiteaux en forme de dais en pointe, sont très fouillés et très ornés ». La chapelle est éclairée du côté est par une grande fenêtre dans chaque travée.
D'après Joseph Daymard, la chapelle Saint-Gausbert a été construite par le chanoine Antoine d'Auriolle. Antoine d'Auriolle appartenait à une grande famille quercynoise. Il a été choisi en 1509, après la mort de l'évêque Antoine de Luzech, par le chapitre pour administrer le diocèse. Son style montre qu'elle a été construite à la même époque que le cloître, à la fin du XVe siècle.
Paul de Fontenille a écrit que la chapelle a été construite par le chanoine Theiz en 1491. Cette affirmation venait d'un texte de l'historien Salvat qui affirmait « le chanoine Theiz, neveu de l'évêque Alaman, et mort à la fin du XVe siècle, avait bâti la chapelle de Saint-Gausbert dans l'église cathédrale. Ses armes étaient : au 1 et 4, de gueules à 2 faces d'argent engrelées, au 2 et 3, de France, semé de fleurs de lys sans nombre ». Joseph Daymard fait remarquer que ce blason surmonte la porte dit de la Bonnette-rouge qui se trouve au fond de l'église du côté de l'évangile, actuelle chapelle Saint-Antoine. Un acte de 1603 indique que la chancellerie de l'université a été rétablie dans la chancellerie dans la chapelle du Saint-Esprit du cloître de la cathédrale. On y procédait au lavement des pieds le jeudi saint. L'actuelle chapelle Saint-Gaubert était donc consacrée au Saint-Esprit à sa fondation. Peu de temps après la Révolution, la chapelle Saint-Gausbert a été transférée de la Bonnette-rouge dans la chapelle du Saint-Esprit.
La voûte de la chapelle Saint-Gausbert est ornée de peintures de la Renaissance italienne et les murs, de fresques du XVe siècle, représentant l'enfer et le Jugement dernier. Ces peintures ont été découvertes sous une épaisse couche de badigeon pendant les travaux précédant l'installation d'un musée d'art sacré,.
L'autel de la chapelle est au nord. Il vient de la chapelle Saint-Pierre de la cathédrale. Il avait été consacré au Saint-Suaire en 1733 par l'évêque Henri de Briqueville de La Luzerne. Il est déplacé dans la chapelle Saint-Gaubert en 1875.
La chapelle contient un musée d'art sacré. Des vêtements sacerdotaux et les portraits de 93 évêques de Cahors y sont exposés.

### Le grenier du chapitre
Le grenier du chapitre se trouve entre la galerie sud du cloître et la rue Saint-James. Le bâtiment est du XIIIe siècle. On voit encore au fond de la cour du no 7 rue Saint-James une porte ogivale et une fenêtre avec colonnette centrale et chapiteau à feuillage. En haut de la façade se voient seize corbeaux sculptés, pour la plupart bien conservés.

Bâtiments au sud du cloître
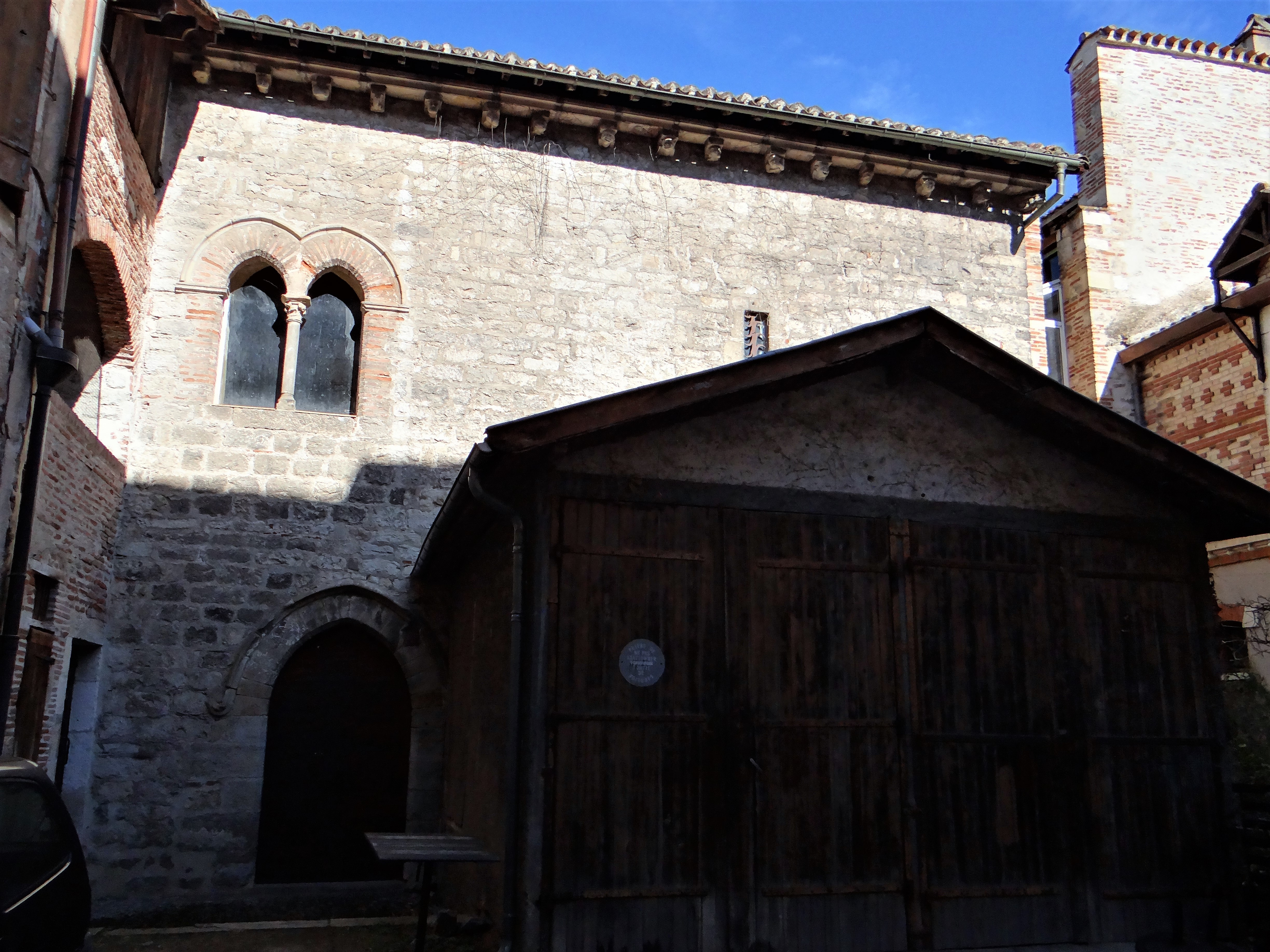
Grenier du chapitre vers la rue Saint-James.
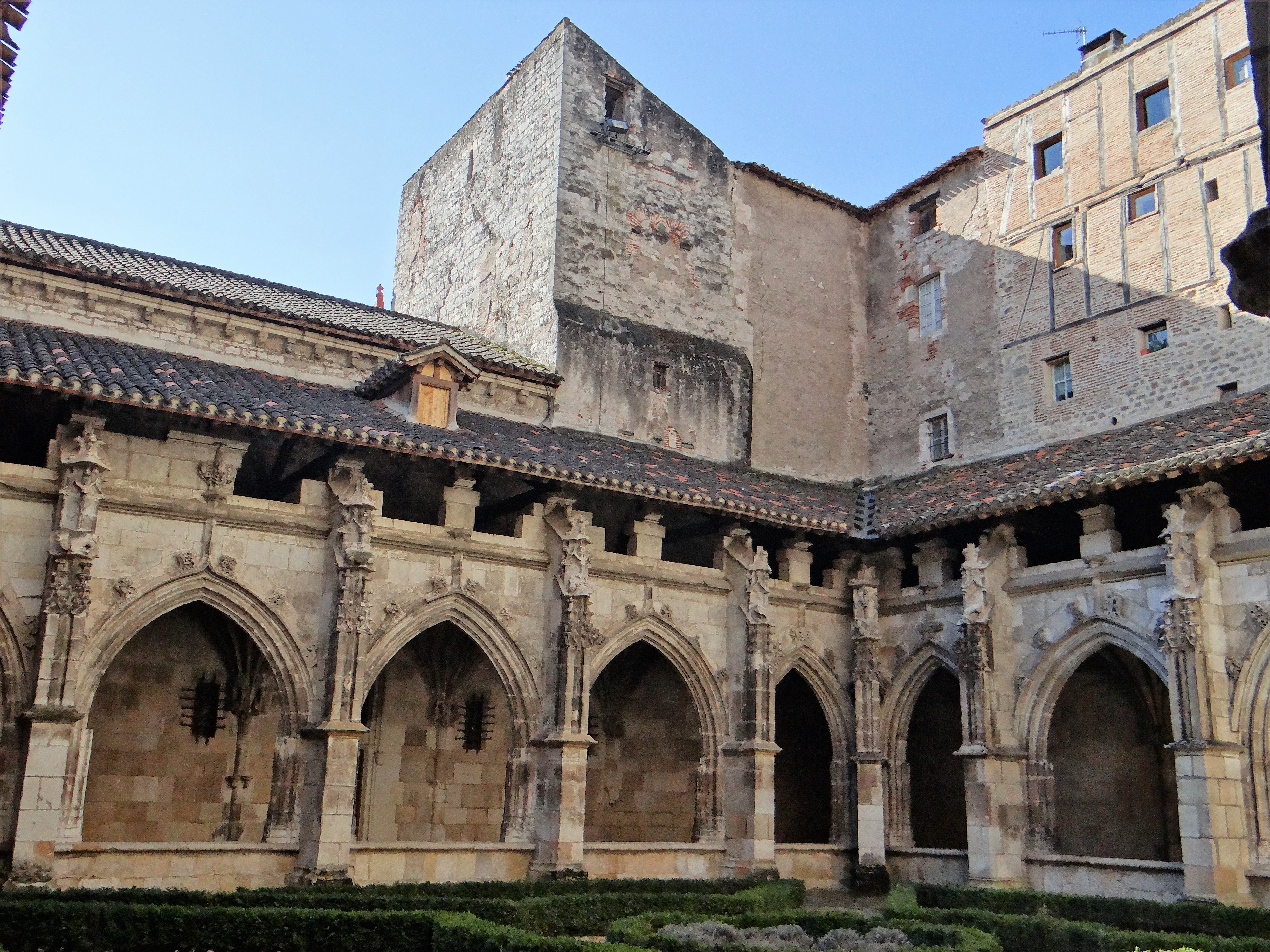
Vestige d'une tour du XIe siècle et grenier du chapitre derrière la galerie sud du cloître.

### Tour au sud du cloître
Le testament de l'évêque Géraud III de Cardaillac (1083-1112), rédigé en 1090, indique qu'il a fait construire une tour pour protéger et garder la cathédrale et le cloître et qu'il existait une seconde tour dont il a cédé la propriété au chapitre. La tour qu'il a construite est celle qui subsiste sur le côté sud du cloître, éclairée par de petites fenêtre géminées en plein cintre,. La seconde tour est probablement celle que cite l'évêque Raymond de Pauchel en 1308 qui « fait face à la cour épiscopale et à notre chapelle ». Les vestiges de cette seconde tour ont été démolis en 1822.